# Список птахів Кенії

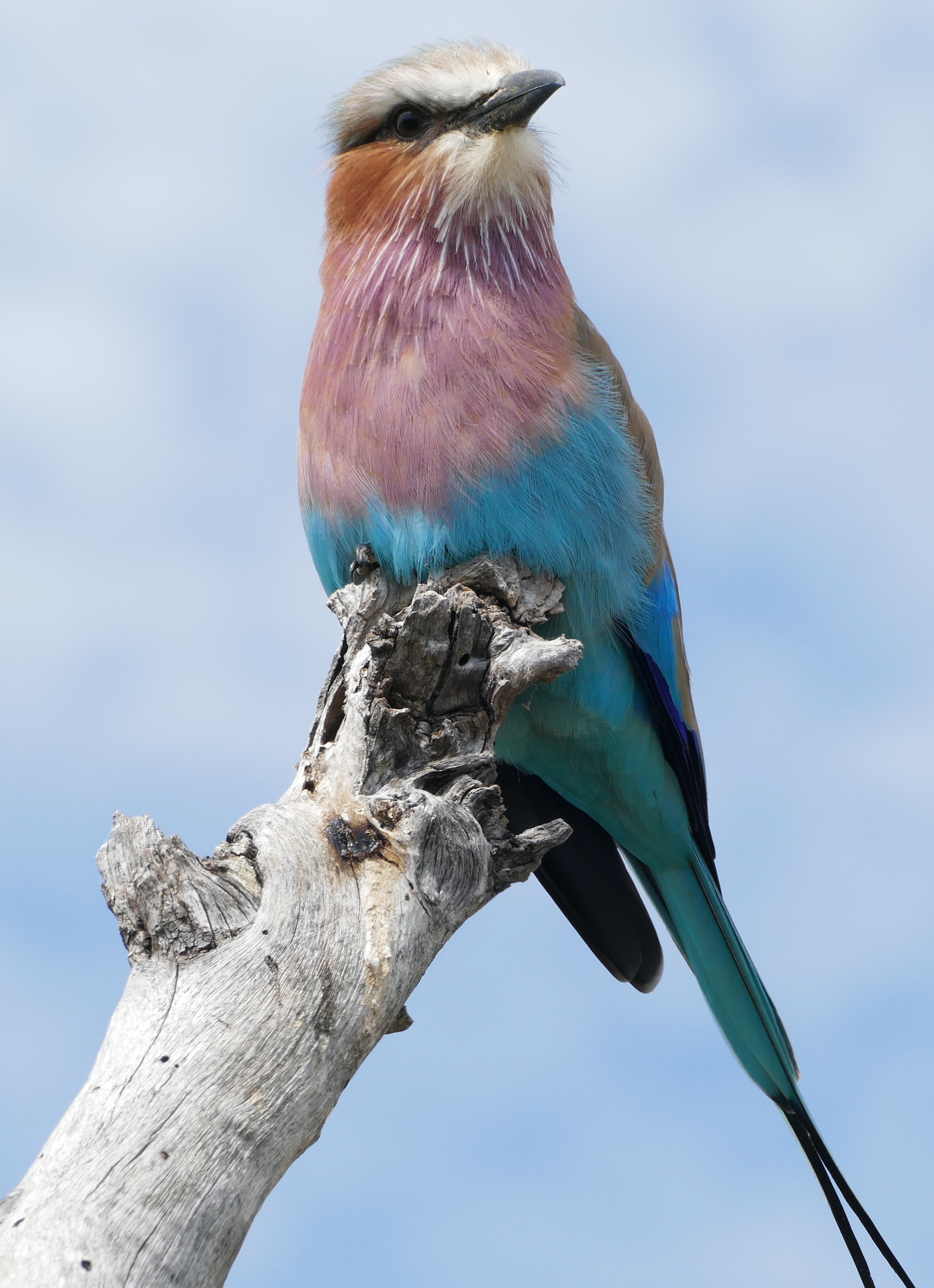
Сиворакша рожевовола (Coracias caudatus) є національним птахом Кенії

Це список видів птахів, зареєстрованих у Кенії. Орнітофауна Кенії станом на серпень 2019 року включає 1134 підтверджених види, з них 10 ендемічних видів, 70 бродячих і чотири — інтродукованих види.

## Теги
- (А) Accidental (бродяжний чи залітний) — вид, який рідко або випадково трапляється в Кенії.
- (Е) Endemic (ендемічний) — вид, що трапляється лише в Кенії
- (I) Introduced (інтродукований) — вид, що завезений до Кенії внаслідок прямого чи непрямого впливу людини
- (H) Hypothetical (гіпотетичний) — вид, що зафіксований, але не підтверджений у Кенії

Теги, що використовуються для виділення охоронного статусу кожного виду за оцінками МСОП:
| Вимерлий вид                        | Extinct               | Зниклий                          |
| Вид, що вимер у дикій природі       | Extinct in the Wild   | Зниклий у дикій природі          |
| Вид на межі зникнення               | Critically Endangered | Перебуває під критичною загрозою |
| Перебуває під загрозою зникнення    | Endangered            | Перебуває під загрозою           |
| Уразливий вид                       | Vulnerable            | Уразливий                        |
| Вид, близький до загрозливого стану | Near Threatened       | Близький до загрозливого стану   |
| Вид поза небезпекою                 | Least Concern         | У найменшій загрозі              |
| Вид з невизначеним статусом         | Data Deficient        | Відомості недостатні             |
| Вид з невизначеним статусом         | Not Evaluated         | Види з недослідженим статусом    |

## Страусоподібні
Родина: Страусові
- Страус звичайний, Struthio camelus  LC
- Страус сомалійський, Struthio molybdophanes  VU

## Гусеподібні
Родина: Качкові

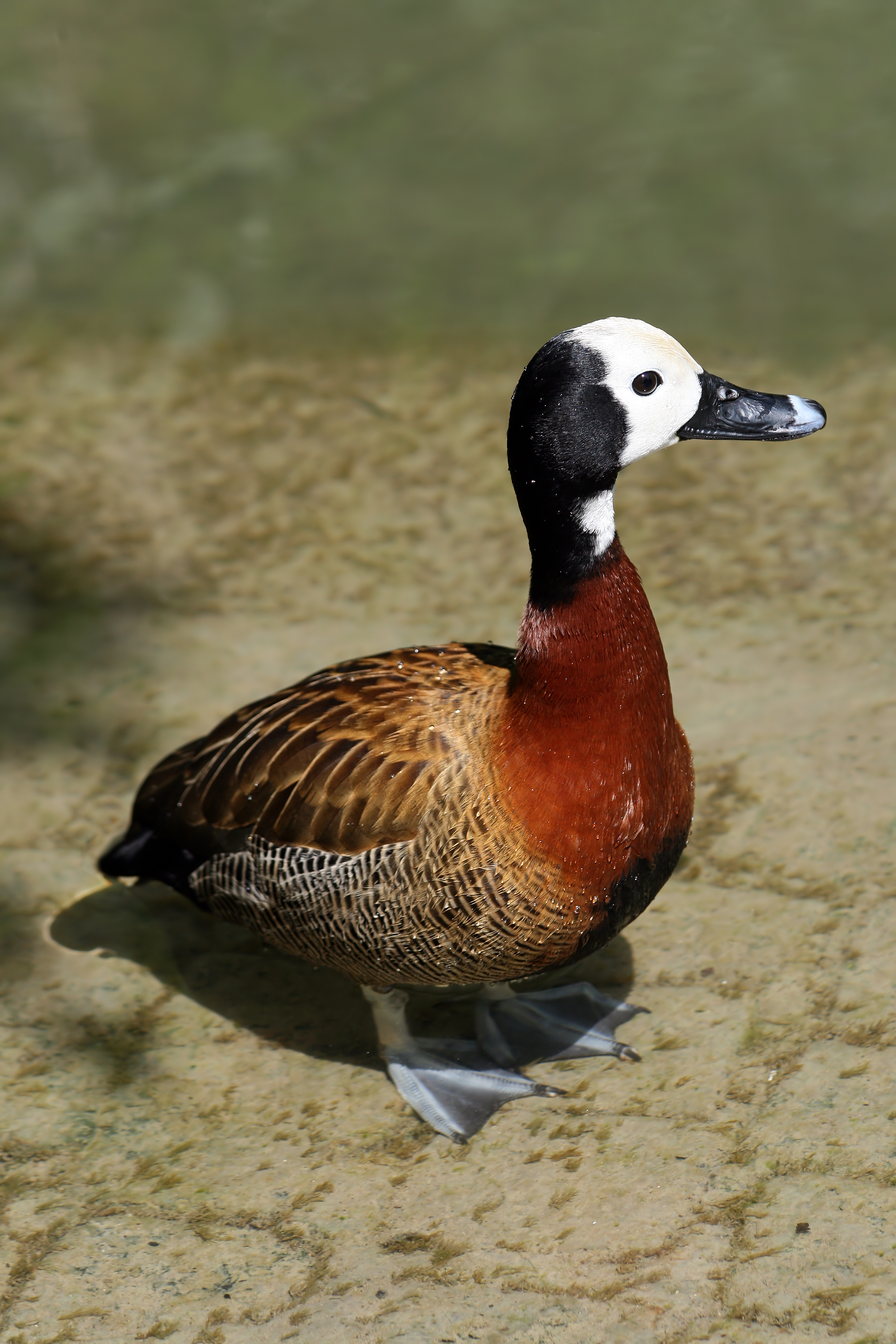
Свистач білоголовий

- Свистач білоголовий, Dendrocygna viduata  LC
- Свистач рудий, Dendrocygna bicolor  LC
- Стромярка, Thalassornis leuconotus  LC
- Качка шишкодзьоба, Sarkidiornis melanotos  LC
- Каргарка нільська, Alopochen aegyptiaca  LC
- Огар рудий, Tadorna ferruginea  LC
- Шпорокрил, Plectropterus gambensis  LC
- Чирянка-крихітка африканська, Nettapus auritus  LC
- Чирянка велика, Spatula querquedula  LC
- Чирянка жовтощока, Spatula hottentota  LC
- Широконіска північна, Spatula clypeata  LC
- Нерозень, Mareca strepera  LC
- Свищ євразійський, Mareca penelope  LC
- Качка чорна, Anas sparsa  LC
- Крижень жовтодзьобий, Anas undulata  LC
- Крижень звичайний, Anas platyrhynchos (A)  LC
- Чирянка африканська, Anas capensis  LC
- Шилохвіст червонодзьобий, Anas erythrorhyncha  LC
- Шилохвіст північний, Anas acuta  LC
- Чирянка мала, Anas crecca  LC
- Чернь червоноока, Netta erythrophthalma  LC
- Попелюх звичайний, Aythya ferina (A)  VU
- Чернь білоока, Aythya nyroca  NT
- Чернь чубата, Aythya fuligula  LC
- Савка африканська, Oxyura maccoa  VU

## Куроподібні
Родина: Цесаркові

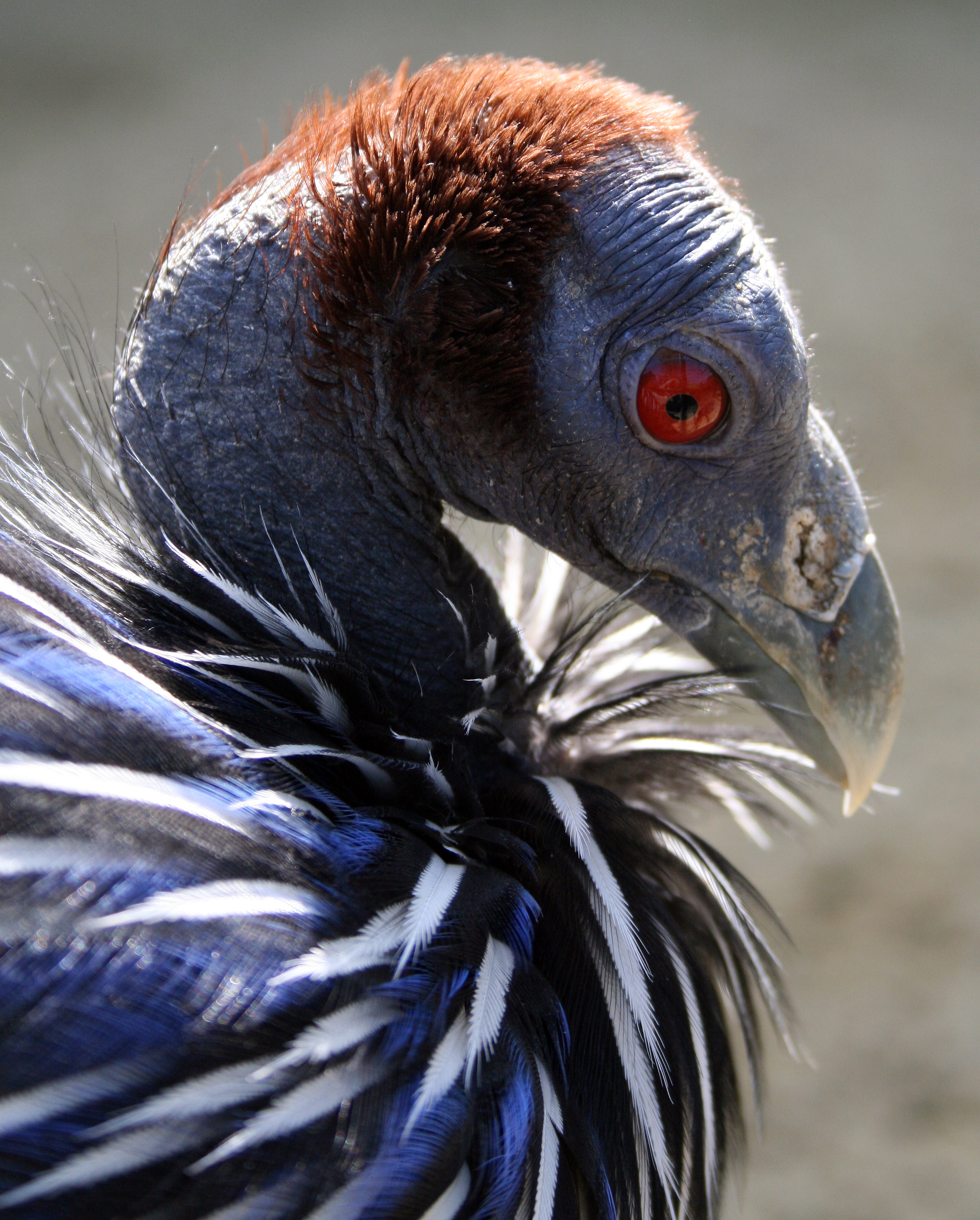
Цесарка синьогруда

- Цесарка звичайна, Numida meleagris  LC
- Цесарка синьогруда, Acryllium vulturinum  LC
- Цесарка чубата, Guttera pucherani  LC

Родина: Токрові
- Куріпка скельна, Ptilopachus petrosus  LC

Родина: Фазанові

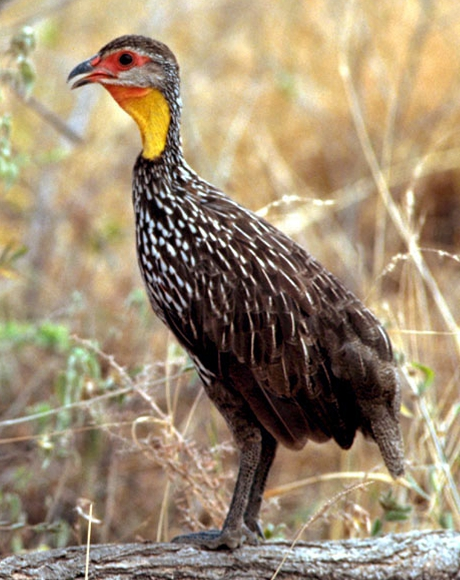
Турач жовтогорлий, Pternistis leucoscepus

- Перепілка африканська, Synoicus adansonii  LC
- Перепілка звичайна, Coturnix coturnix  LC
- Перепілка-арлекін, Coturnix delegorguei  LC
- Турач чорний, Pternistis atrifons  EN
- Турач тропічний, Pternistis squamatus  LC
- Турач східний, Pternistis hildebrandti  LC
- Турач кенійський, Pternistis jacksoni  LC
- Турач жовтогорлий, Pternistis leucoscepus  LC
- Турач рудогорлий, Pternistis afer  LC
- Турач меганський, Pternistis atrifrons  EN
- Турач чубатий, Ortygornis sephaena  LC
- Турач вохристоголовий, Peliperdix coqui  LC
- Турач рудокрилий, Scleroptila levaillantii  LC
- Турач світлобровий, Scleroptila streptophora  NT
- Турач південний, Scleroptila gutturalis  LC
- Scleroptila elgonensis  LC
- Турач Шелі, Scleroptila shelleyi  LC

## Фламінгоподібні
Родина: Фламінгові

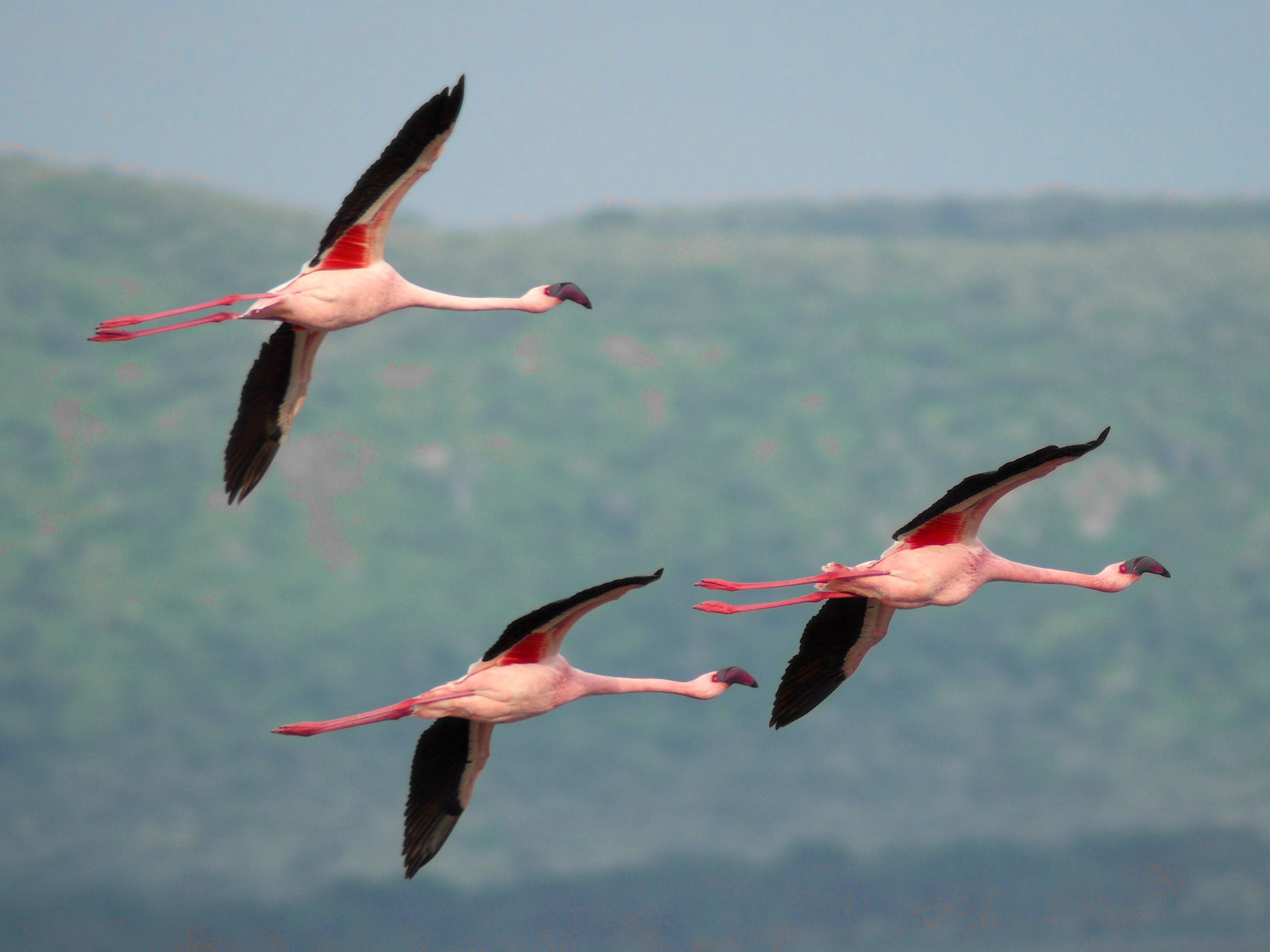
Зграя фламінго малого на озері Накуру

- Фламінго рожевий, Phoenicopterus roseus  LC
- Фламінго малий, Phoeniconaias minor  NT

## Пірникозоподібні

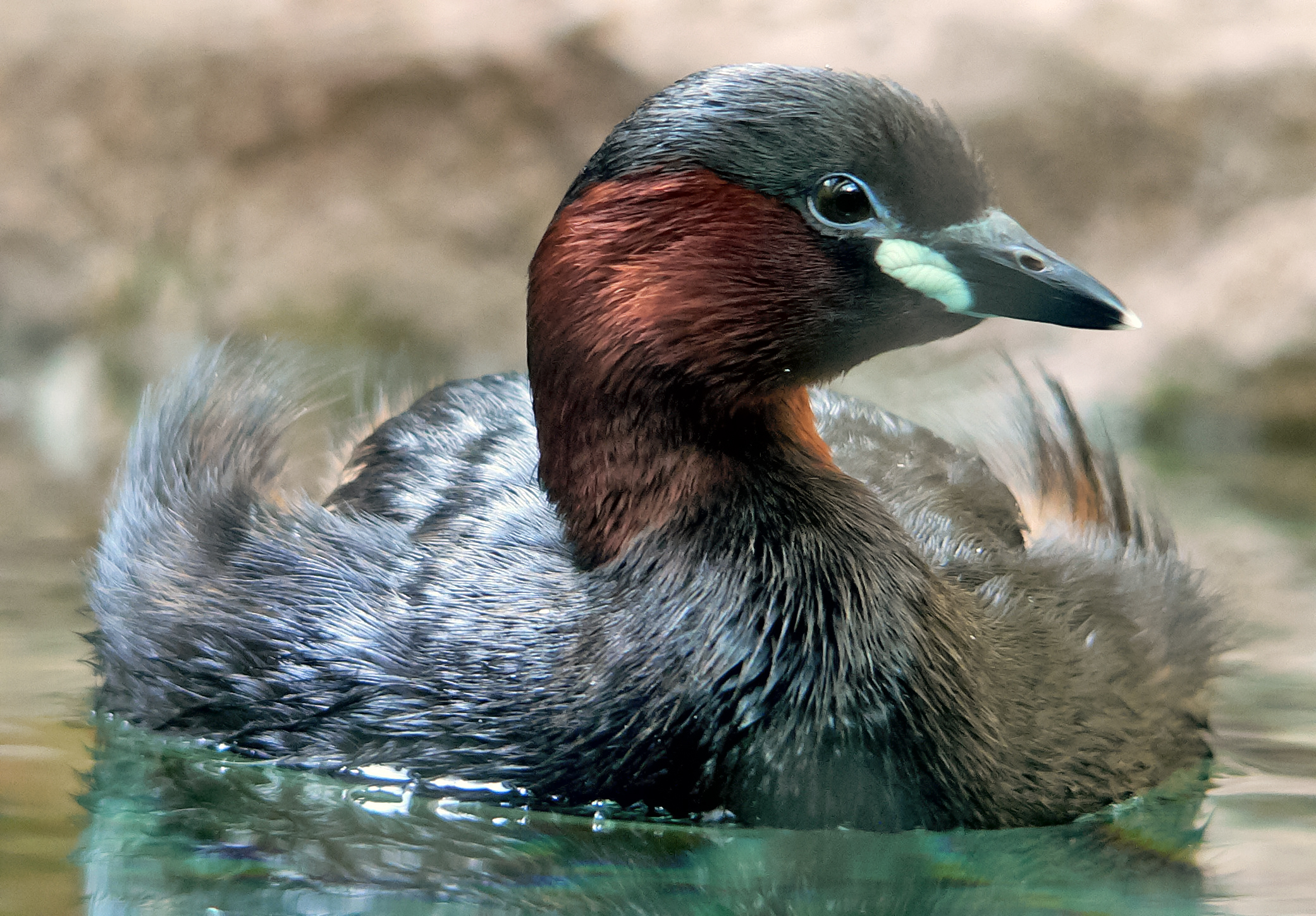
Пірникоза мала — найчисленнійший вид пірникоз в Кенії

- Пірникоза мала, Tachybaptus ruficollis  LC
- Пірникоза велика, Podiceps cristatus  LC
- Пірникоза чорношия, Podiceps nigricollis  LC

## Голубоподібні
Родина: Голубові

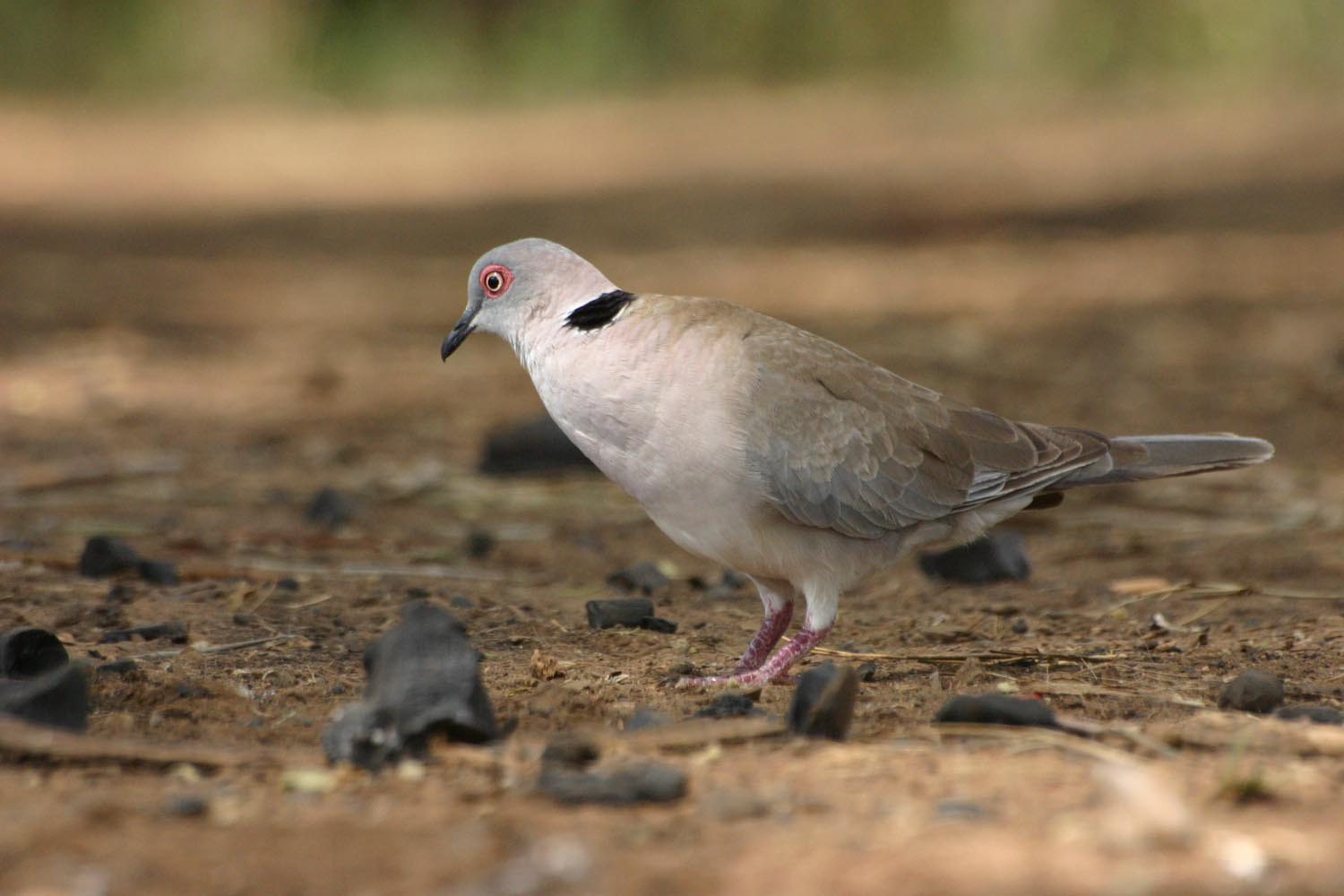
Горлиця суданська у Національному заповіднику Самбуру.

- Голуб сизий, Columba livia (I)  LC
- Голуб цяткований, Columba guinea  LC
- Голуб жовтоокий, Columba arquatrix  LC
- Голуб сіроголовий, Columba delegorguei  LC
- Голуб білощокий, Columba larvata  LC
- Горлиця звичайна, Streptopelia turtur (A)  VU
- Горлиця темна, Streptopelia lugens  LC
- Горлиця ефіопська, Streptopelia reichenowi  NT
- Горлиця суданська, Streptopelia decipiens  LC
- Горлиця червоноока, Streptopelia semitorquata  LC
- Горлиця південна, Streptopelia capicola  LC
- Горлиця мала , Streptopelia senegalensis  LC
- Горлиця сомалійська, Turtur chalcospilos  LC
- Горлиця рожевочерева, Turtur afer  LC
- Горлиця білолоба, Turtur tympanistria  LC
- Горлиця капська, Oena capensis  LC
- Вінаго жовточеревий, Treron waalia  LC
- Вінаго африканський, Treron calvus  LC

## Рябкоподібні
Родина: Рябкові

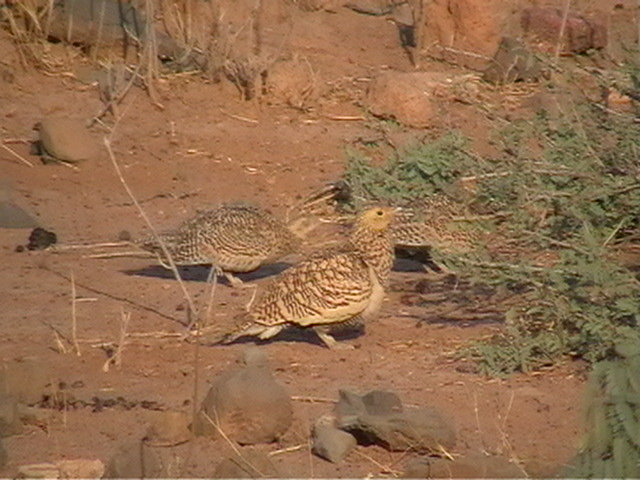
Рябок пустельний

- Рябок пустельний, Pterocles exustus  LC
- Рябок жовтогорлий, Pterocles gutturalis  LC
- Рябок кенійський, Pterocles decoratus  LC
- Рябок абісинський, Pterocles lichtensteinii  LC
- Рябок суданський, Pterocles quadricinctus  LC

## Дрохвоподібні
Родина: Дрохвові

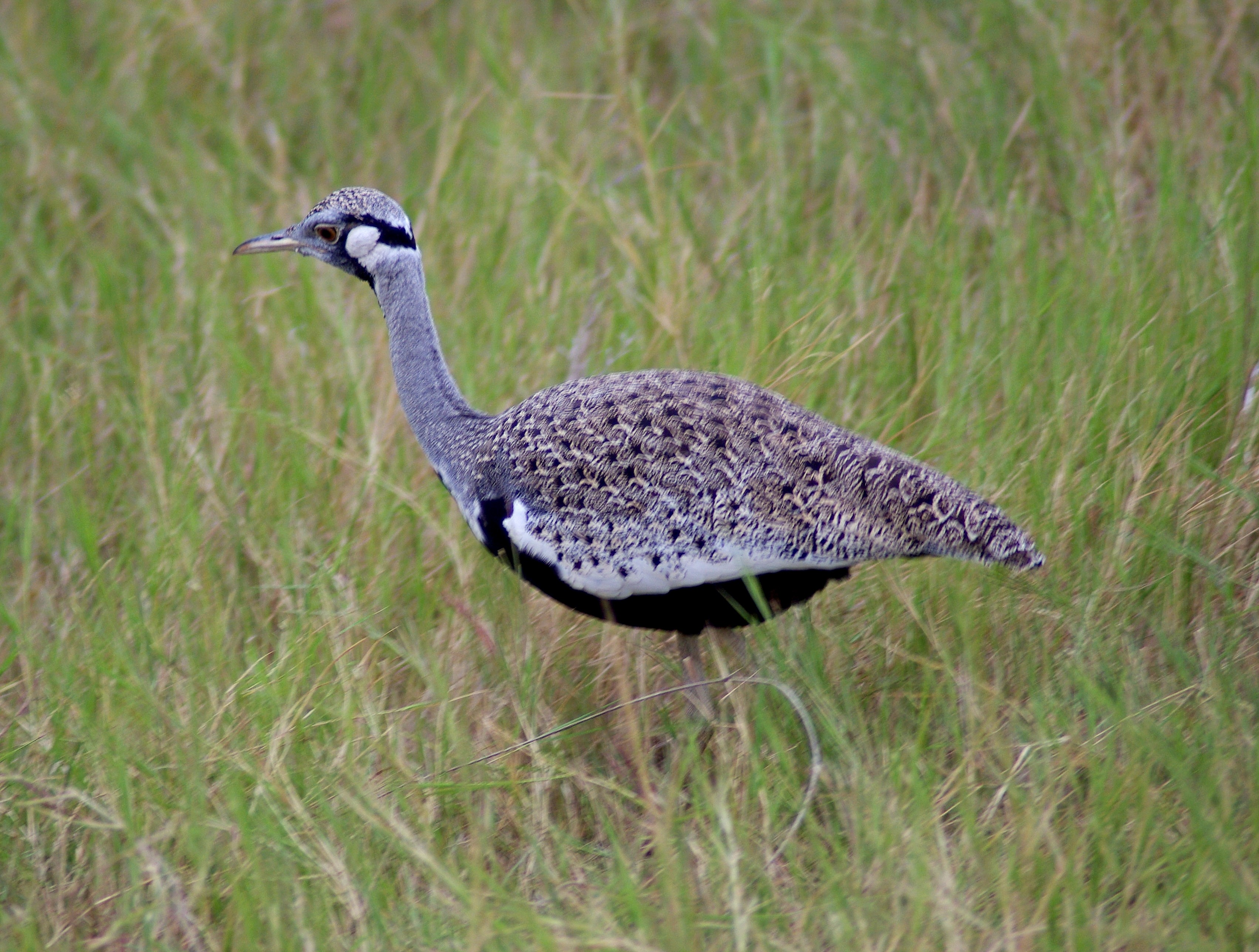
Дрохва суданська в національному парку Амбоселі

- Дрохва аравійська, Ardeotis arabs (А)  NT
- Дрохва африканська, Ardeotis kori  NT
- Дрохва кафрська, Neotis denhami  NT
- Дрохва ефіопська, Neotis heuglinii  LC
- Корхаан білочеревий, Eupodotis senegalensis  LC
- Дрохва сомалійська, Lophotis gindiana  LC
- Дрохва чорночерева, Lissotis melanogaster  LC
- Дрохва суданська, Lissotis hartlaubii  LC

## Туракоподібні
Родина: Туракові

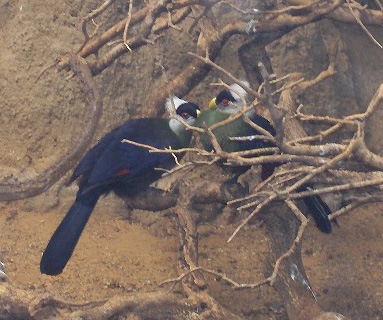
Турако білочубий, трапляється в західно-центральному регіоні.

- Турако блакитний, Corythaeola cristata  LC
- Турако заїрський, Tauraco schalowi  LC
- Турако червонодзьобий, Tauraco schuettii  LC
- Турако білочубий, Tauraco leucolophus  LC
- Турако кенійський Tauraco fischeri  NT
- Турако танзанійський, Tauraco hartlaubi  LC
- Турако фіолетовочубий, Tauraco porphyreolophus  LC
- Турако червоночубий, Musophaga rossae  LC
- Галасник гологорлий, Corythaixoides personatus  LC
- Галасник білочеревий, Cortthaixoides leucogaster  LC
- Галасник руандійський, Crinifer zonurus  LC

## Зозулеподібні
Родина: Зозулеві

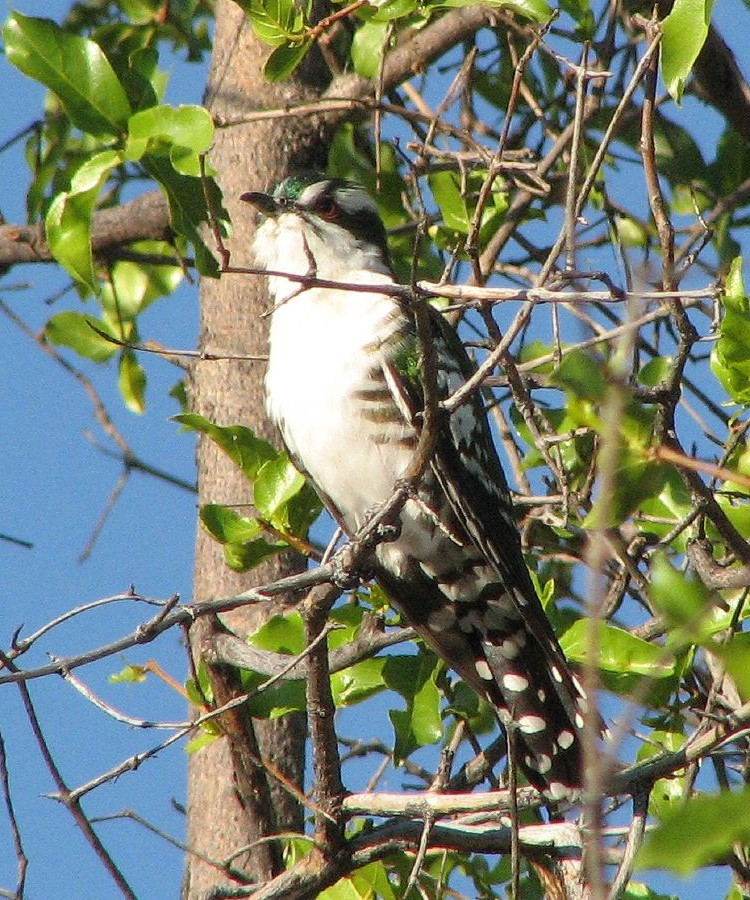
Дідрик білощокий

- Коукал сенегальський, Centropus senegalensis  LC
- Коукал ефіопський, Centropus monachus  LC
- Коукал білобровий, Centropus superciliosus  LC
- Коукал африканський, Centropus grillii  LC
- Малкога жовтодзьоба, Ceuthmochares aereus  LC
- Малкога південна, Ceuthmochares australis  LC
- Зозуля чубата, Clamator glandarius  LC
- Зозуля африканська, Clamator levaillantii  LC
- Зозуля строката, Clamator jacobinus  LC
- Зозуля товстодзьоба, Pachycoccyx audeberti  LC
- Дідрик білощокий, Chrysococcyx caprius  LC
- Дідрик білочеревий Chrysococcyx klaas  LC
- Дідрик жовтогрудий, Chrysococcyx cupreus  LC
- Зозуля-довгохвіст гірська, Cercococcyx montanus  LC
- Зозуля чорна, Cuculus clamosus  LC
- Зозуля червоновола, Cuculus solitarius  LC
- Зозуля мала, Cuculus poliocephalus  LC
- Зозуля саванова, Cuculus gularis  LC
- Зозуля мадагаскарська, Cuculus rochii  LC
- Зозуля звичайна, Cuculus canorus  LC

## Дрімлюгоподібні
Родина: Дрімлюгові
- Дрімлюга-прапорокрил ангольський, Caprimulgus vexillarius  LC
- Дрімлюга-прапорокрил камерунський, Caprimulgus longipennis  LC
- Дрімлюга звичайний, Caprimulgus europaeus  LC
- Дрімлюга танзанійський, Caprimulgus fraenatus  LC
- Дрімлюга нубійський, Caprimulgus nubicus  LC
- Дрімлюга сомалійський, Caprimulgus donaldsoni  LC
- Дрімлюга рудогорлий, Caprimulgus nigriscapularis  LC
- Дрімлюга міомбовий, Caprimulgus pectoralis  LC
- Дрімлюга гірський, Caprimulgus poliocephalus  LC
- Дрімлюга болотяний, Caprimulgus natalensis  LC
- Дрімлюга блідий, Caprimulgus inornatus  LC
- Дрімлюга джибутійський, Caprimulgus stellatus  LC
- Дрімлюга плямистий, Caprimulgus tristigma  LC
- Дрімлюга польовий, Caprimulgus climacurus  LC
- Дрімлюга ефіопський, Caprimulgus clarus  LC
- Дрімлюга габонський, Caprimulgus fossii  LC

Родина: Серпокрильцеві

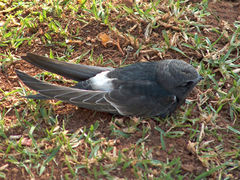
Серпокрилець білогузий поширений у вологих районах країни в межах ластовиці червоного кольору], гнізда яких паразитує.

- Голкохвіст плямистоволий, Telacanthura ussheri  LC
- Голкохвіст білочеревий, Rhaphidura sabini  LC
- Голкохвіст ангольський, Neafrapus boehmi  LC
- Серпокрилець зімбабвійський, Schoutedenapus myoptilus  LC
- Серпокрилець білочеревий, Apus melba  LC
- Серпокрилець еритрейський, Apus aequatorialis  LC
- Серпокрилець чорний, Apus apus  LC
- Серпокрилець бурий, Apus niansae  LC
- Серпокрилець блідий, Apus pallidus (A)  LC
- Серпокрилець капський, Apus barbatus  LC
- Серпокрилець сокотрійський, Apus berliozi  LC
- Серпокрилець малий, Apus affinis  LC
- Серпокрилець ефіопський, Apus horus  LC
- Серпокрилець білогузий, Apus caffer  LC
- Серпокрилець пальмовий, Cypsiurus parvus  LC

## Журавлеподібні
Родина: Sarothruridae
- Погонич білоплямистий, Sarothrura pulchra  LC
- Погонич жовтоплямистий, Sarothrura elegans  LC
- Погонич рудоволий, Sarothrura rufa  LC
- Погонич африканський, Sarothrura boehmi  LC
- Погонич смугастий, Sarothrura affinis  LC

Родина: Пастушкові

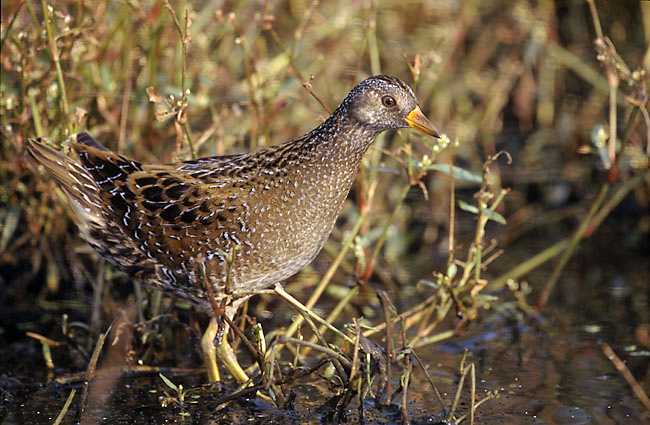
Погонич звичайний — регулярний зимовий відвідувач Кенії.

- Пастушок африканський, Rallus caerulescens  LC
- Деркач , Crex crex  LC
- Деркач африканський, Crex egregia  LC
- Погонич звичайний, Porzana porzana  LC
- Курочка мала, Paragallinula angulata  LC
- Курочка водяна, Gallinula chloropus  LC
- Лиска африканська, Fulica cristata  LC
- Султанка африканська, Porphyrio alleni  LC
- Султанка зеленоспинна, Porphyrio madagascariensis  LC
- Погонич буроголовий, Aenigmatolimnas marginalis  LC
- Багновик африканський, Zapornia flavirostra  LC
- Погонич малий , Zapornia parva (H)  LC
- Погонич-крихітка, Zapornia pusilla  LC

Родина : Лапчастоногові

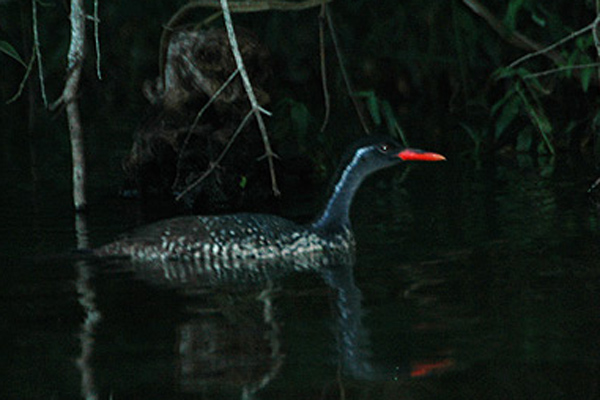
Лапчастоніг африканський

- Лапчастоніг африканський, Podica senegalensis  LC

Родина : Журавлеві

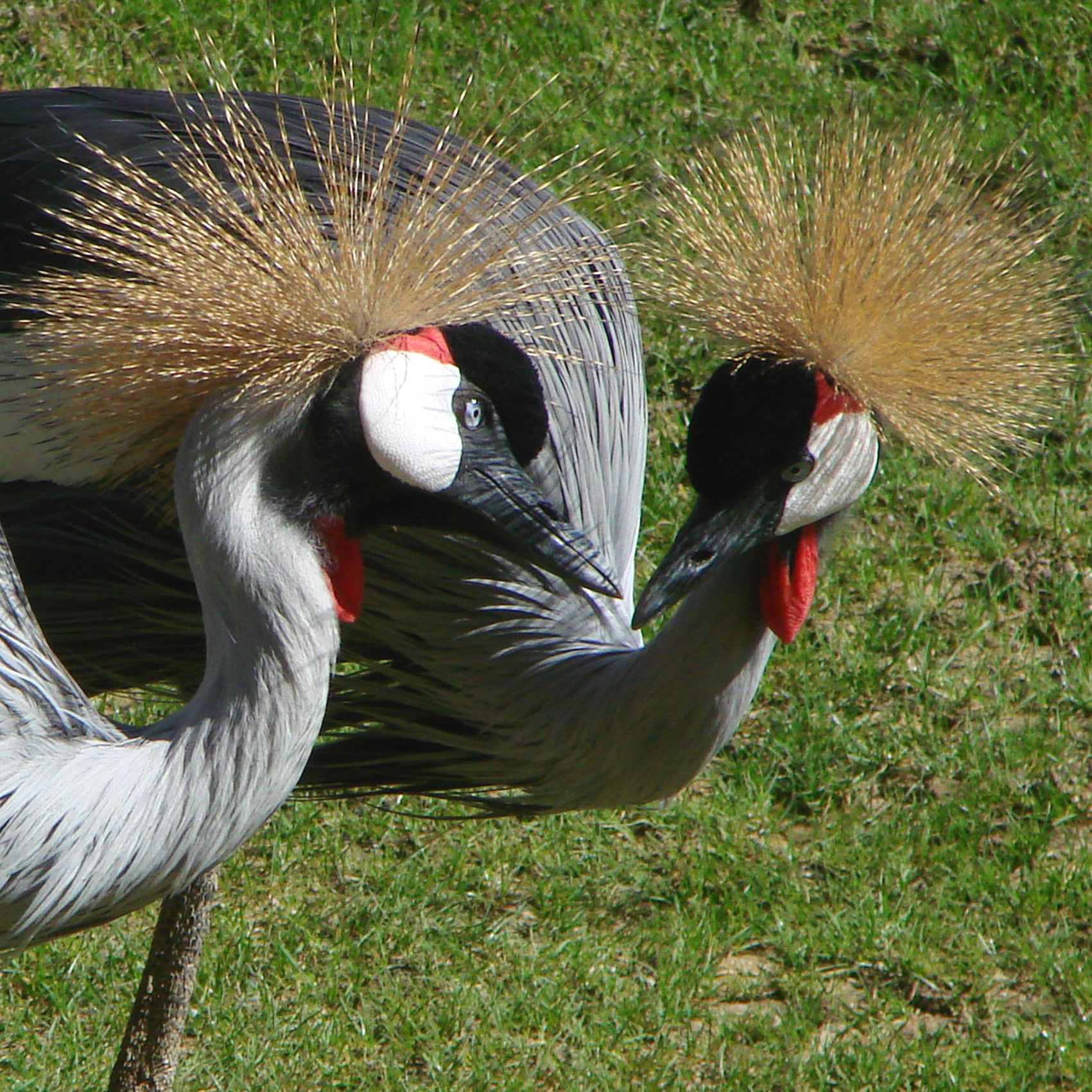
Журавель-вінценос південний поширений у західній та центральній Кенії.

- Журавель-вінценос південний, Balearica regulalorum  EN
- Журавель-вінценос північний, Balearica pavonina  VU
- Журавель степовий, Anthropoides virgo (A)  LC
- Журавель сірий, Grus grus (A)  LC

## Сивкоподібні
Родина: Лежневі

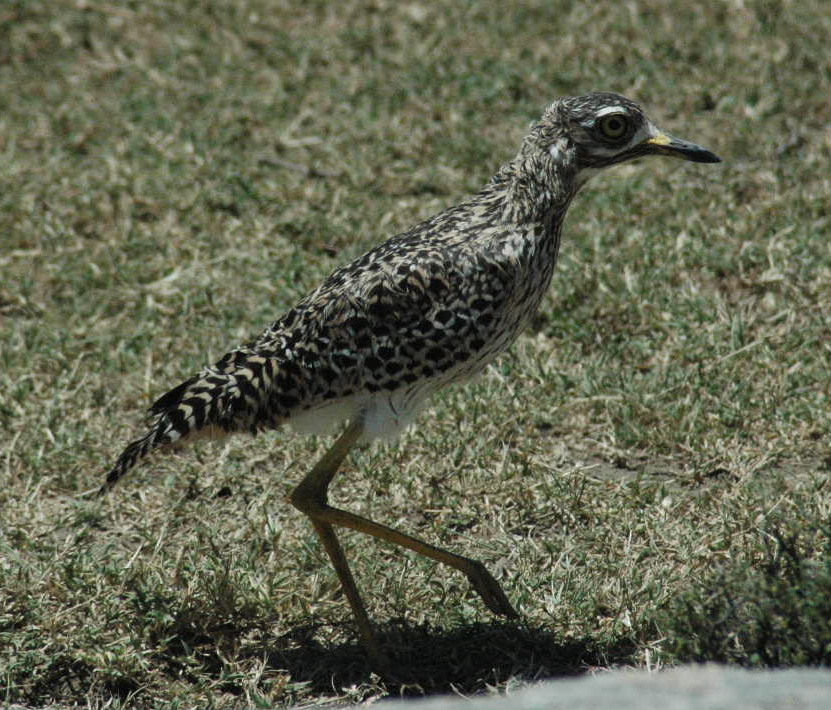
Лежень плямистий

- Лежень заїрський, Burhinus vermiculatus  LC
- Лежень звичайний, Burhinus oedicnemus  LC
- Лежень річковий, Burhinus senegalensis  LC
- Лежень плямистий, Burhinus capensis  LC

Родина: Pluvianidae

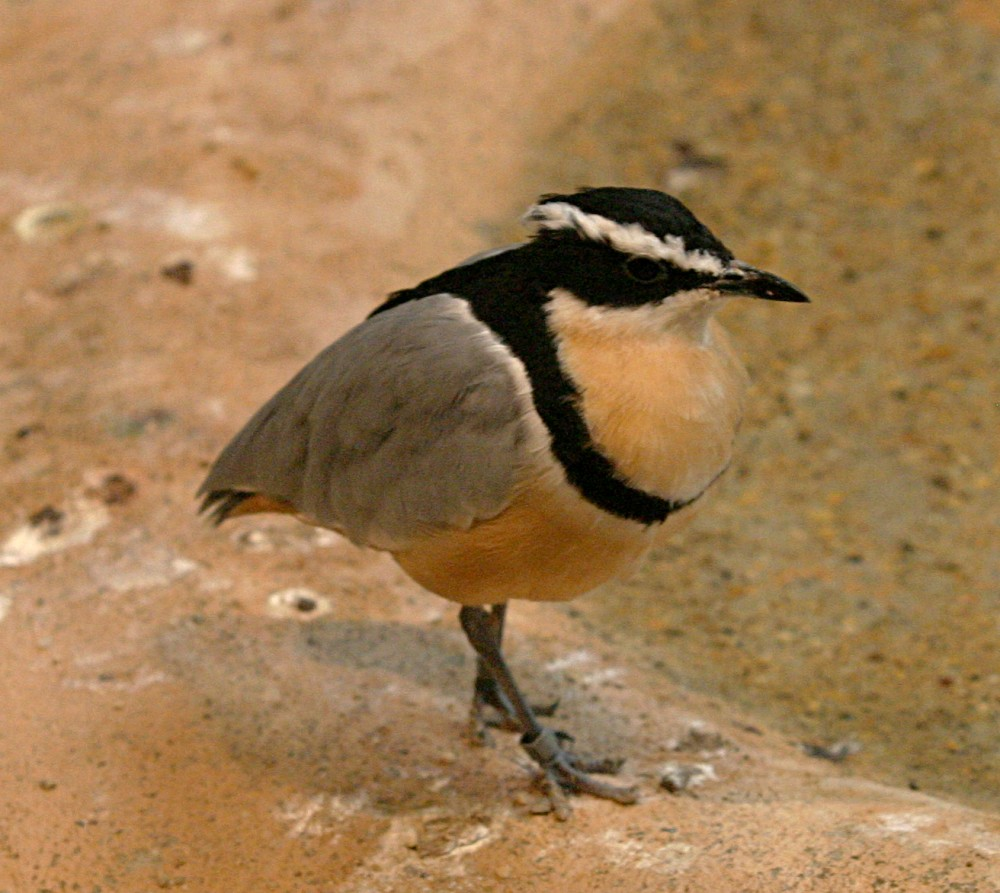
Бігунець єгипетський

- Бігунець єгипетський, Pluvianus aegyptius (A)  LC

Родина: Чоботарові
- Кулик-довгоніг, Himantopus himantopus  LC
- Чоботар, Recurvirostra avosetta  LC

Родина: Куликосорокові
- Кулик-сорока, Haematopus ostralegus  LC

Родина: Сивкові

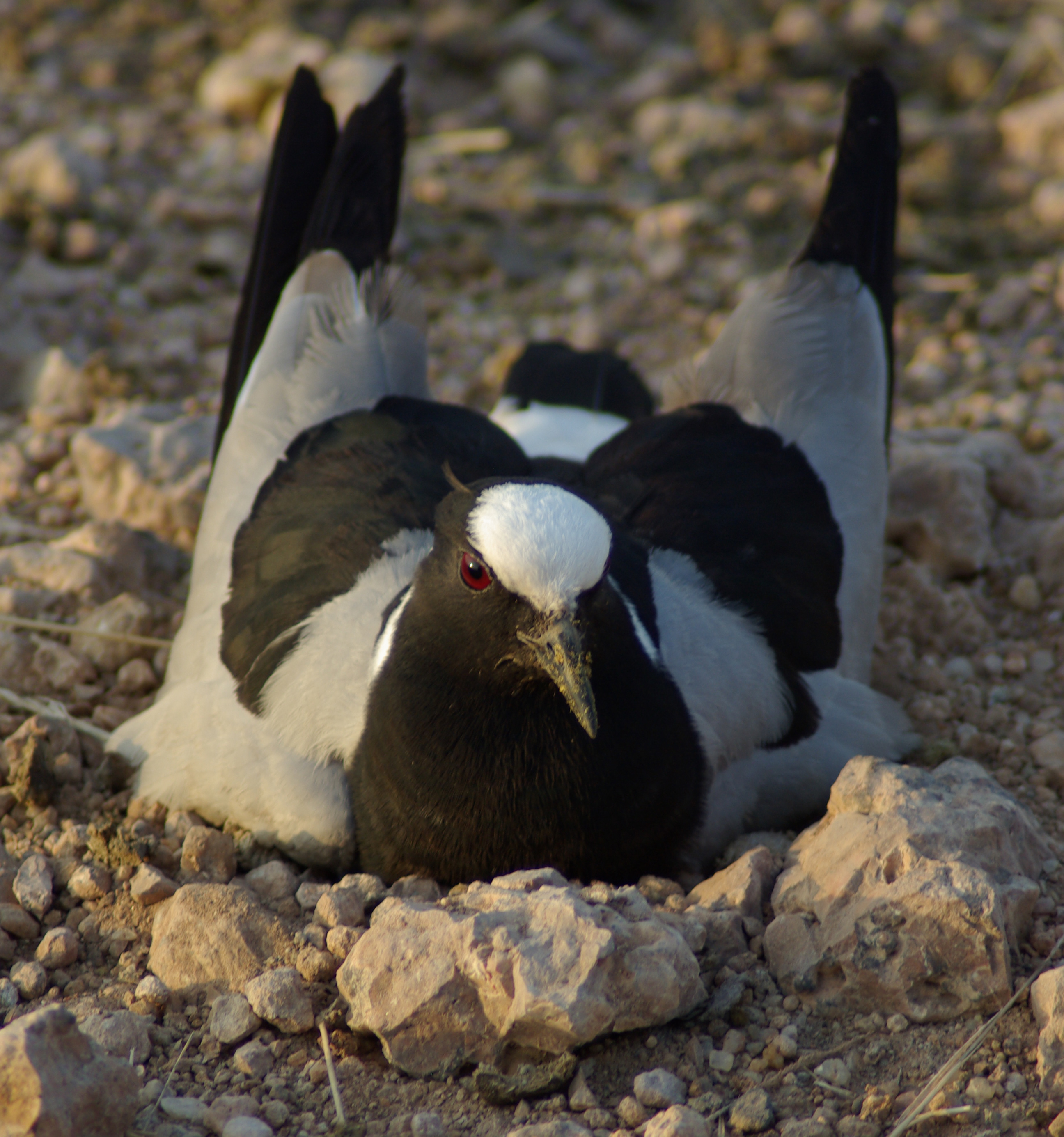
Чайка строката гніздиться в національному парку Амбоселі

- Сивка морська, Pluvialis squatarola  LC
- Сивка бурокрила, Pluvialis fulva  LC
- Чайка чубата, Vanellus vanellus (A)  NT
- Чайка білоголова, Vanellus crassirostris  LC
- Чайка строката, Vanellus armatus  LC
- Чайка шпорова, Vanellus spinosus  LC
- Чайка чорночуба, Vanellus tectus  LC
- Чайка мала, Vanellus lugubris  LC
- Чайка чорнокрила, Vanellus melanopterus  LC
- Чайка чорнолоба, Vanellus coronatus  LC
- Чайка сенегальська, Vanellus senegallus  LC
- Чайка рудогруда, Vanellus superciliosus (A)
- Пісочник монгольський, Charadrius mongolus  LC
- Пісочник товстодзьобий, Charadrius leschenaultii  LC
- Пісочник каспійський, Charadrius asiaticus  LC
- Пісочник-пастух, Charadrius pecuarius  LC
- Пісочник морський, Charadrius alexandrinus  LC
- Пісочник великий, Charadrius hiaticula  LC
- Пісочник малий, Charadrius dubius  LC
- Пісочник білобровий, Charadrius tricollaris  LC
- Пісочник білолобий, Charadrius marginatus  LC
- Пісочник блідий, Charadrius pallidus  NT

Родина: Мальованцеві

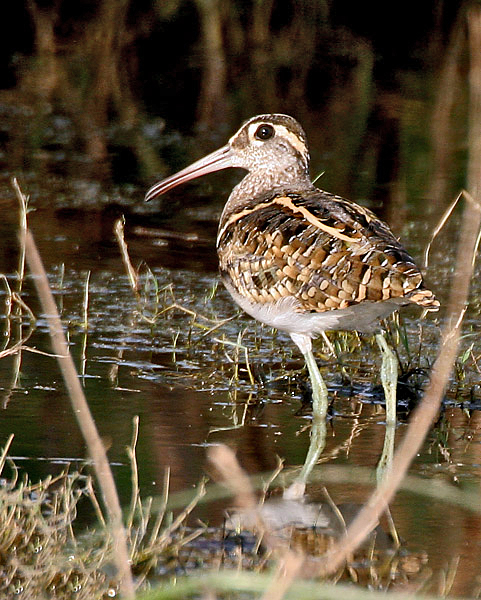
Самиця мальованця афро-азійського

- Мальованець афро-азійський, Rostratula benghalensis  LC

Родина: Яканові

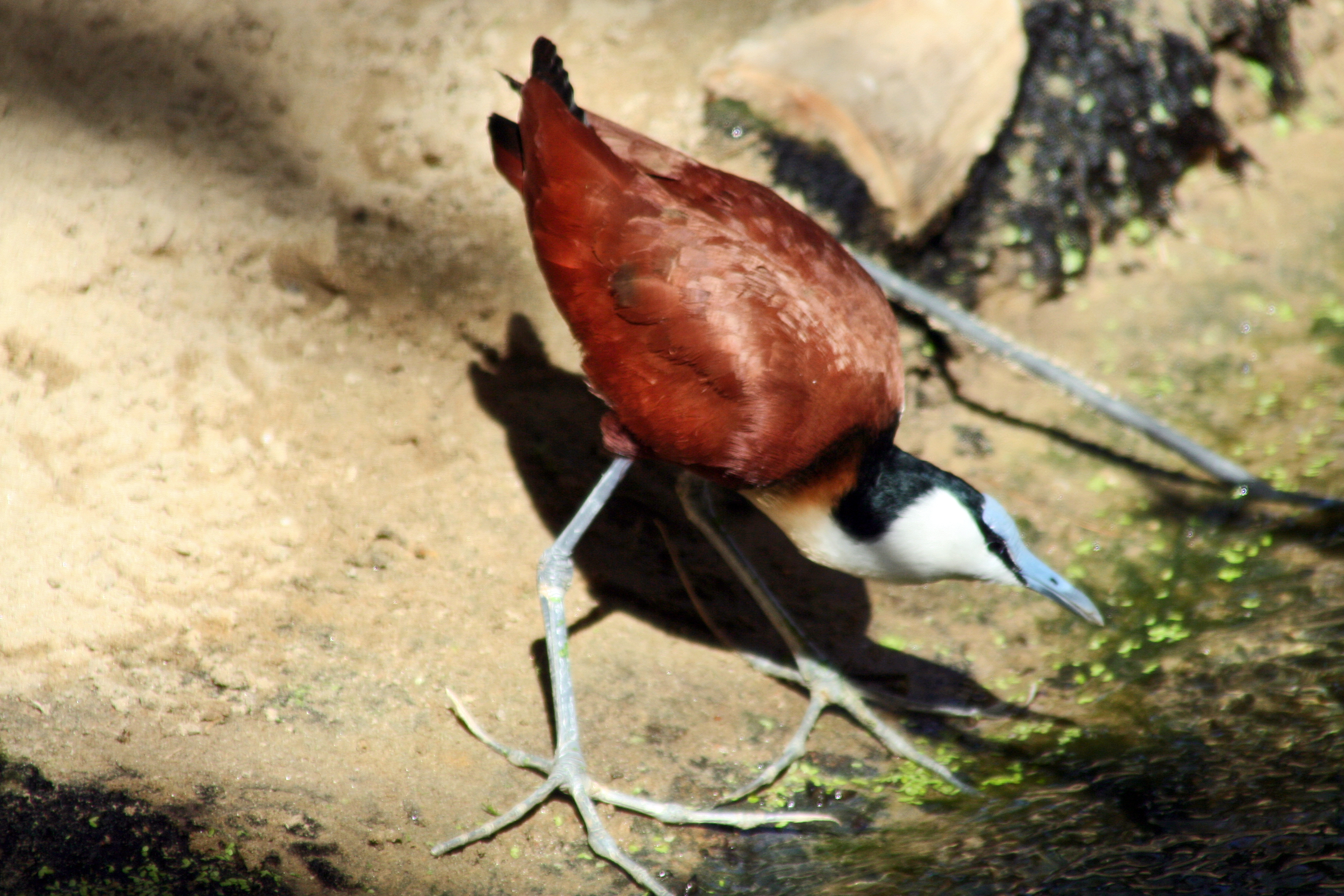
Якана африканська

- Якана мала, Microparra capensis  LC
- Якана африканська, Actophilornis africanus  LC

Родина: Баранцеві

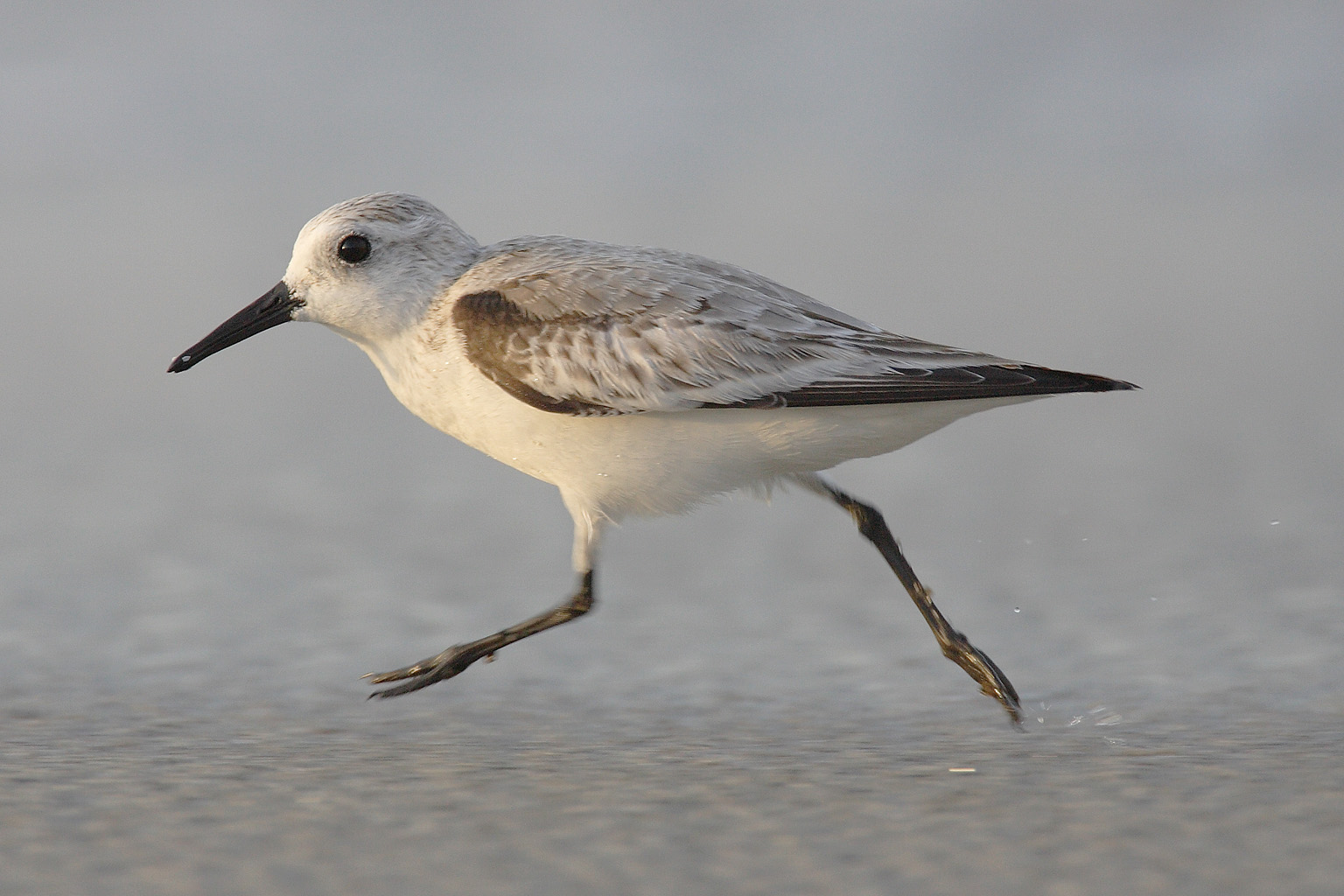
Побережник білий трапляється в Кенії на зимівлі

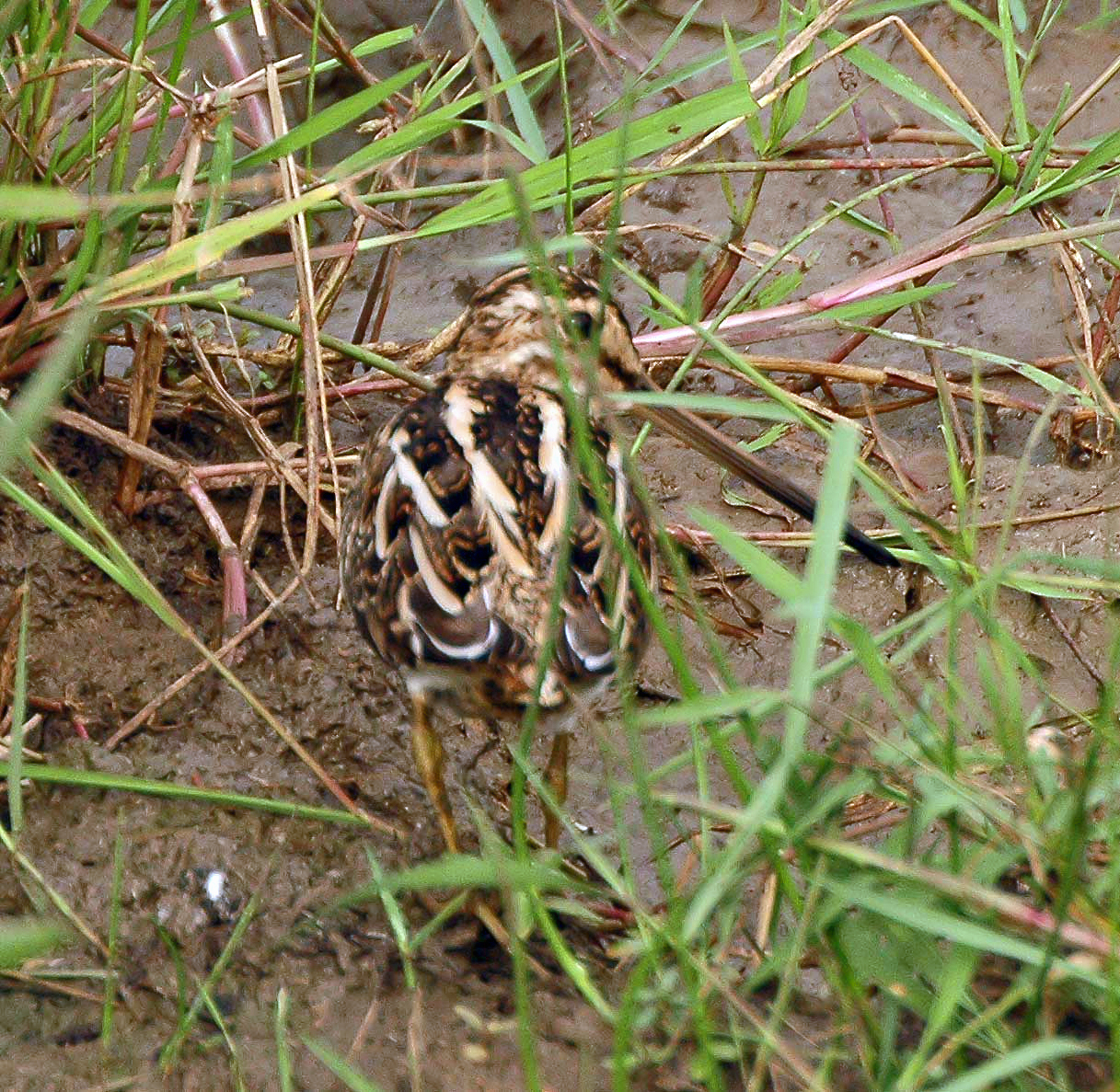
Баранець африканський

- Кульон середній, Numenius phaeopus  LC
- Кульон великий, Numenius arquata  NT
- Грицик малий, Limosa lapponica  NT
- Грицик великий, Limosa limosa  NT
- Крем'яшник звичайний, Arenaria interpres  LC
- Побережник ісландський, Calidris canutus (A)  NT
- Брижач, Calidris pugnax  LC
- Побережник болотяний, Calidris falcinellus  LC
- Побережник червоногрудий, Calidris ferruginea  NT
- Побережник білохвостий, Calidris temminckii  LC
- Побережник довгопалий, Calidris subminuta (A)  LC
- Побережник рудоголовий, Calidris ruficollis (A)  NT
- Побережник білий, Calidris alba  LC
- Побережник чорногрудий, Calidris alpina (A)  LC
- Побережник малий, Calidris minuta  LC
- Жовтоволик, Calidris subruficollis (A)  NT
- Побережник арктичний, Calidris melanotos (A)  LC
- Баранець малий, Lymnocryptes minimus  LC
- Баранець великий, Gallinago media  NT
- Баранець звичайний, Gallinago gallinago  LC
- Баранець азійський, Gallinago stenura (A)  LC
- Баранець африканський, Gallinago nigripennis  LC
- Мородунка, Xenus cinereus  LC
- Плавунець круглодзьобий, Phalaropus lobatus  LC
- Плавунець плоскодзьобий, Phalaropus fulicarius (A)  LC
- Набережник палеарктичний, Actitis hypoleucos  LC
- Набережник плямистий, Actitis macularius (A)  LC
- Коловодник лісовий, Tringa ochropus  LC
- Коловодник чорний, Tringa erythropus  LC
- Коловодник великий, Tringa nebularia  LC
- Коловодник ставковий, Tringa stagnatilis  LC
- Коловодник болотяний, Tringa glareola  LC
- Коловодник звичайний, Tringa totanus  LC

Родина: Триперсткові
- Триперстка африканська, Turnix sylvaticus  LC
- Turnix nanus  LC
- Триперстка-крихітка, Ortyxelos meiffrenii  LC

Родина: Крабоїдові
- Крабоїд, Dromas ardeola  LC

Родина: Дерихвостові
- Бігунець пустельний, Cursorius cursor (A)  LC
- Бігунець сомалійський, Cursorius somalensis  LC
- Бігунець малий, Cursorius temminckii  LC
- Бігунець смугастоволий, Smutsornis africanus  LC
- Бігунець плямистоволий, Rhinoptilus cinctus  LC
- Бігунець червононогий, Rhinoptilus chalcopterus  LC
- Дерихвіст лучний, Glareola pratincola  LC
- Дерихвіст степовий, Glareola nordmanni (A)  NT
- Дерихвіст мадагаскарський, Glareola ocularis  VU
- Дерихвіст скельний, Glareola nuchalis  LC

Родина: Поморникові

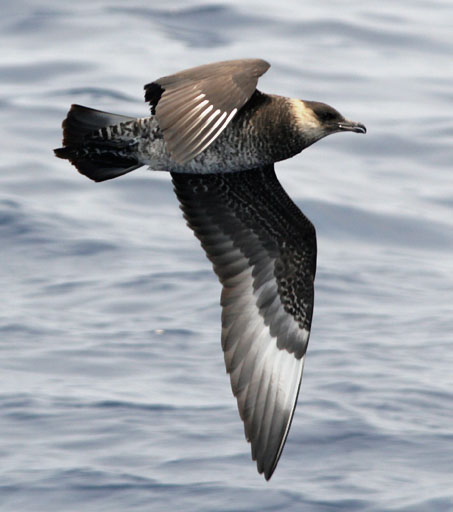
Поморник середній

- Поморник фолклендський, Stercorarius antarcticus (A)  LC
- Поморник середній, Stercorarius pomarinus  LC
- Поморник короткохвостий, Stercorarius parasiticus (A)  LC
- Поморник довгохвостий, Stercorarius longicaudus (A)  LC

Родина: Мартинові

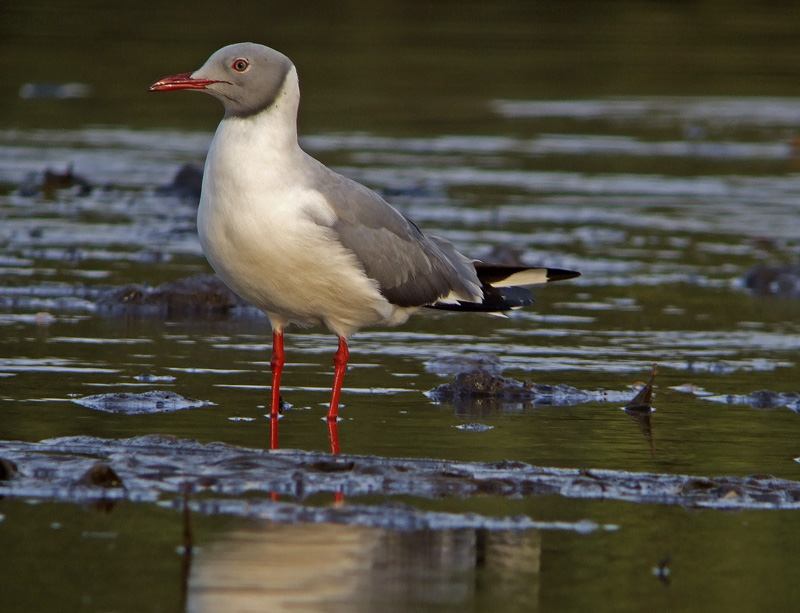
Мартин сіроголовий — єдиний мартин, яка розмножується в Кенії у значній кількості.

- Мартин тонкодзьобий, Chroicocephalus genei (A)  LC
- Мартин сіроголовий, Chroicocephalus cirrocephalus  LC
- Мартин звичайний, Chroicocephalus ridibundus  LC
- Мартин середземноморський, Ichthyaetus melanocephalus (A)  LC
- Мартин червономорський, Ichthyaetus leucophthalmus (A)  LC
- Мартин аденський, Ichthyaetus hemprichii  LC
- Мартин каспійський, Ichthyaetus ichthyaetus  LC
- Мартин чорнокрилий, Larus fuscus  LC
- Мартин домініканський, Larus dominicanus (A)  LC
- Крячок бурий, Anous stolidus  LC
- Крячок тонкодзьобий, Anous tenuirostris  LC
- Крячок строкатий, Onychoprion fuscatus  LC
- Крячок бурокрилий, Onychoprion anaethetus  LC
- Крячок малий, Sternula albifrons  LC
- Крячок мекранський, Sternula saundersi  LC
- Крячок чорнодзьобий, Gelochelidon nilotica  LC
- Крячок каспійський, Hydroprogne caspia  LC
- Крячок чорний, Chlidonias niger (A)  LC
- Крячок білокрилий, Chlidonias leucopterus  LC
- Крячок білощокий, Chlidonias hybrida  LC
- Крячок рожевий, Sterna dougallii  LC
- Крячок річковий, Sterna hirundo  LC
- Крячок аравійський, Sterna repressa  LC
- Крячок жовтодзьобий, Thalasseus bergii  LC
- Крячок рябодзьобий, Thalasseus sandvicensis  LC
- Крячок бенгальський, Thalasseus bengalensis  LC
- Водоріз африканський, Rynchops flavirostris  NT

## Фаетоноподібні
Родина: Фаетонові
- Фаетон білохвостий, Phaethon lepturus  LC
- Фаетон червонохвостий, Phaethon rubricauda (A)  LC

## Буревісникоподібні
Родина: Альбатросові
- Альбатрос сірощокий, Thalassarche cauta  LC

Родина: Океанникові
- Океанник Вільсона, Oceanites oceanicus  LC

Родина: Качуркові
- Фрегета чорночерева, Fregetta tropica (A)  LC
- Качурка північна, Oceanodroma leucorhoa (А)  VU
- Качурка Матсудайра, Oceanodroma matsudairae (A)  VU

Родина: Буревісникові

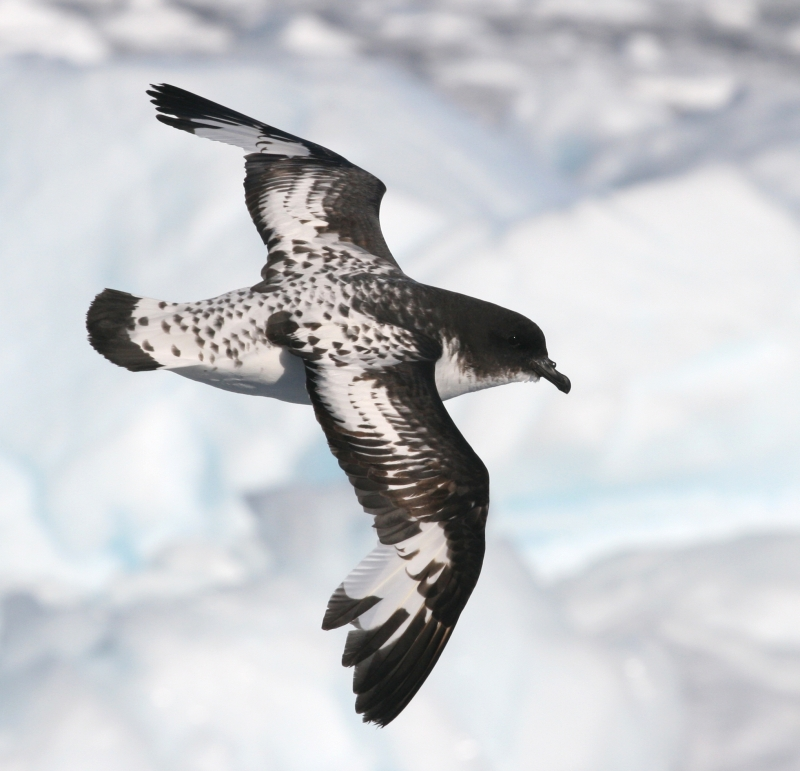
Пінтадо

- Буревісник гігантський, Macronectes giganteus (H)  LC
- Пінтадо, Daption capense (А)  LC
- Пріон антарктичний , Pachyptila desolata (A)  LC
- Пріон тонкодзьобий, Pachyptila belcheri (А)  LC
- Бульверія товстодзьоба, Bulweria fallax (А)  NT
- Буревісник білогорлий, Procellaria aequinoctialis (A)  VU
- Буревісник клинохвостий, Ardenna pacifica  LC
- Буревісник сивий, Ardenna grisea (Н)  NT
- Буревісник каріамуріанський, Puffinus persicus  LC

## Лелекоподібні
Родина: Лелекові

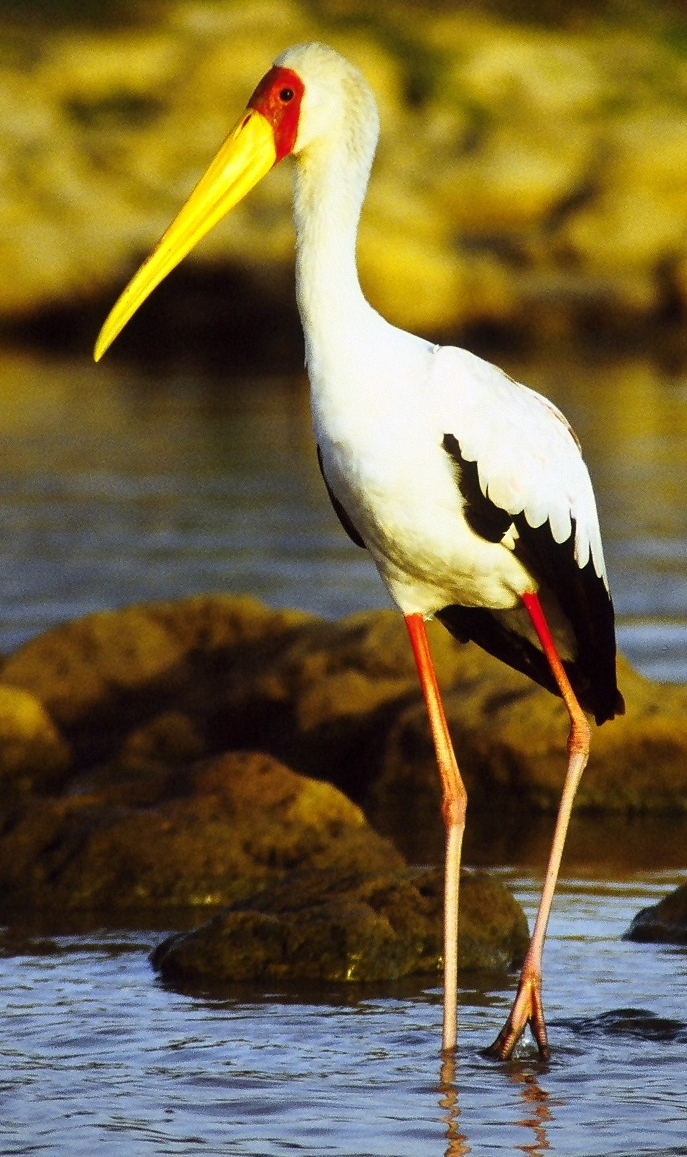
Лелека-тантал африканський на озері Барінго

- Лелека-молюскоїд африканський, Anastomus lamelligerus  LC
- Лелека чорний, Ciconia nigra  LC
- Лелека африканський, Ciconia abdimii  LC
- Лелека тропічний, Ciconia microscelis  LC
- Лелека білий, Ciconia ciconia  LC
- Ябіру сенегальський, Ephippiorhynchus senegalensis  LC
- Марабу африканський, Leptoptilos crumenifer  LC
- Лелека-тантал африканський, Mycteria ibis LC

## Сулоподібні
Родина: Фрегатові

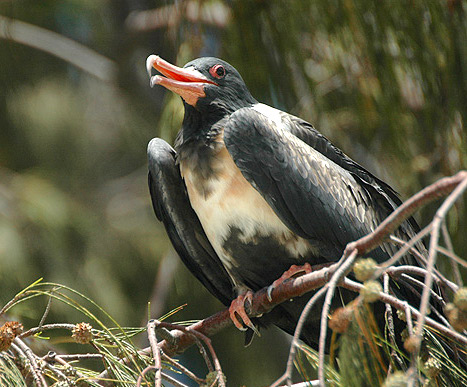
Фрегат тихоокеанський

- Фрегат-арієль, Fregata ariel (A)  LC
- Фрегат тихоокеанський, Fregata minor  LC

Родина: Сулові
- Сула жовтодзьоба, Sula dactylatra  LC
- Сула білочерева, Sula leucogaster (A)  LC
- Сула червононога, Sula sula (А)  LC

Родина: Змієшийкові

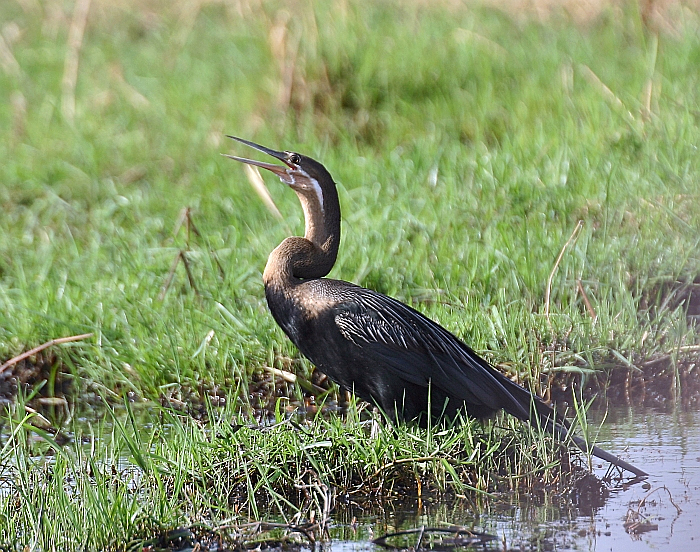
Змієшийка африканська

- Змієшийка африканська, Anhinga rufa  LC

Родина: Бакланові
- Баклан африканський, Microcarbo africanus  LC
- Баклан великий, Phalacrocorax carbo  LC

## Пеліканоподібні
Родина: Пеліканові

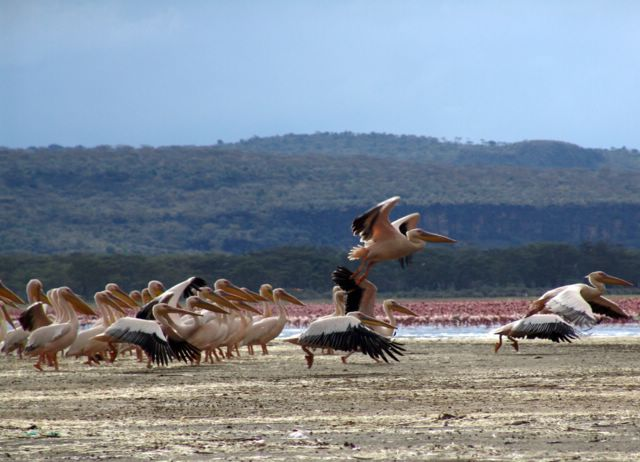
Пелікани рожеві на озері Накуру.

- Пелікан рожевий, Pelecanus onocrotalus  LC
- Пелікан африканський, Pelecanus rufescens  LC

Родина: Китоголовові
- Китоголов, Balaeniceps rex  VU

Родина: Молотоголові

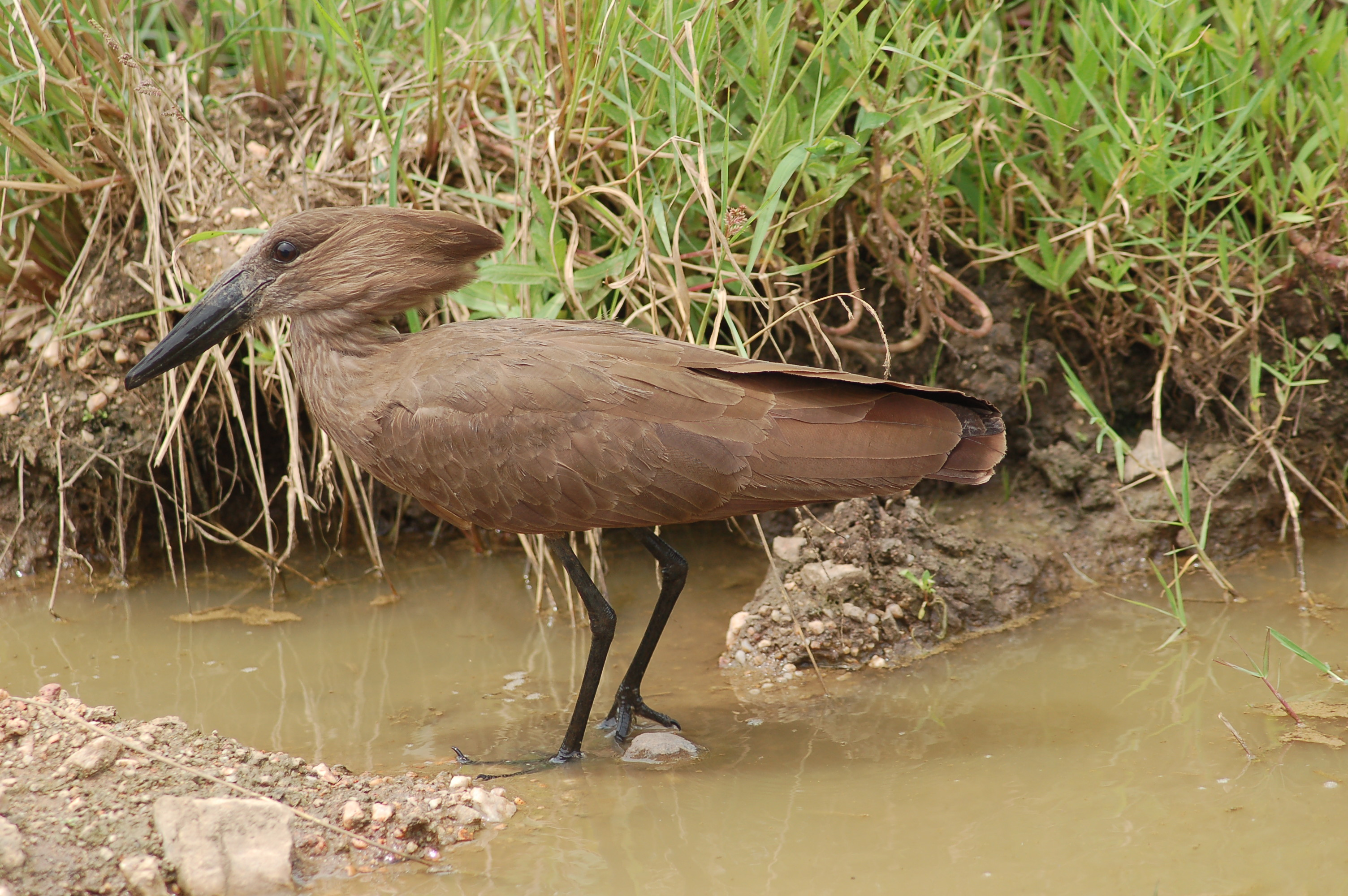
Молотоголов

- Молотоголов, Scopus umbretta  LC

Родина: Чаплеві

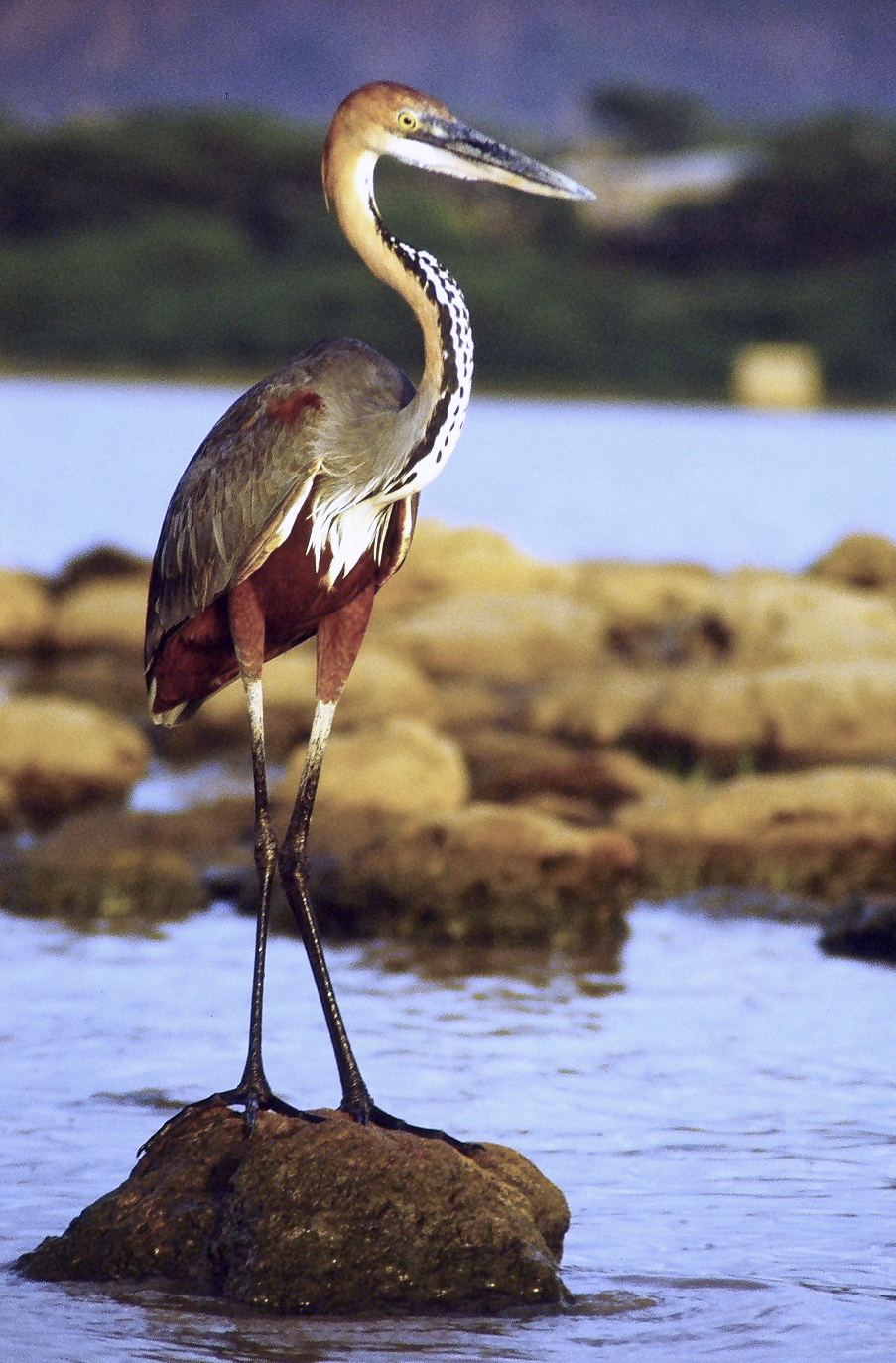
Чапля Голіафа, найбільший вид чаплі, зустрічається на багатьох великих водоймах Кенії, на озері Барінго.

- Бугай, Botaurus stellaris (A)  LC
- Бугайчик, Ixobrychus minutus  LC
- Бугайчик африканський, Ixobrychus sturmii  LC
- Чапля сіра, Ardea cinerea  LC
- Чапля чорноголова, Ardea melanocephala  LC
- Чапля-велетень, Ardea goliath  LC
- Чапля руда, Ardea purpurea  LC
- Чепура велика, Ardea alba  LC
- Чепура середня, Ardea intermedia  LC
- Чепура мала, Egretta garzetta  LC
- Чапля рифова, Egretta gularis  LC
- Чепура чорна, Egretta ardesiaca  LC
- Чапля єгипетська, Bubulcus ibis  LC
- Чапля жовта, Ardeola ralloides  LC
- Чапля синьодзьоба, Ardeola idae  EN
- Чапля рудочерева, Ardeola rufiventris  LC
- Чапля мангрова, Butorides striata  LC
- Квак, Nycticorax nycticorax  LC
- Квак білобокий, Gorsachius leuconotus  LC

Родина: Ібісові

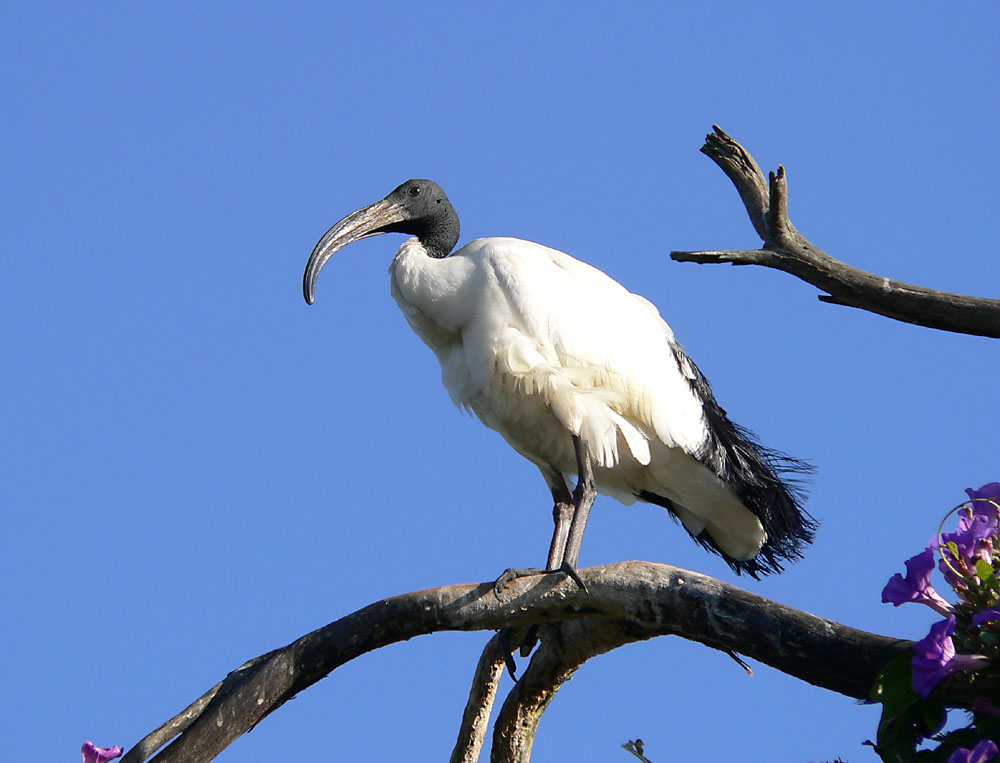
Ібіс священний

- Коровайка, Plegadis falcinellus  LC
- Ібіс священний, Threskiornis aethiopicus  LC
- Ібіс зелений, Bostrychia olivacea  LC
- Гагедаш, Bostrychia hagedash  LC
- Косар, Platalea leucorodia (A)  LC
- Косар африканський, Platalea alba  LC

## Яструбоподібні
Родина: Секретареві
- Птах-секретар, Sagittarius serpentarius  VU

Родина: Скопові
- Скопа, Pandion haliaetus  LC

Родина: Яструбові

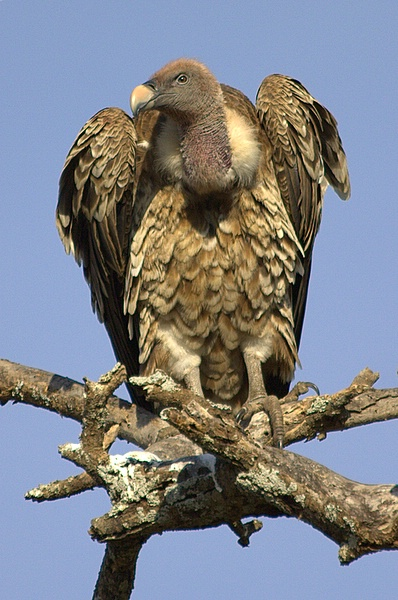
Сип плямистий

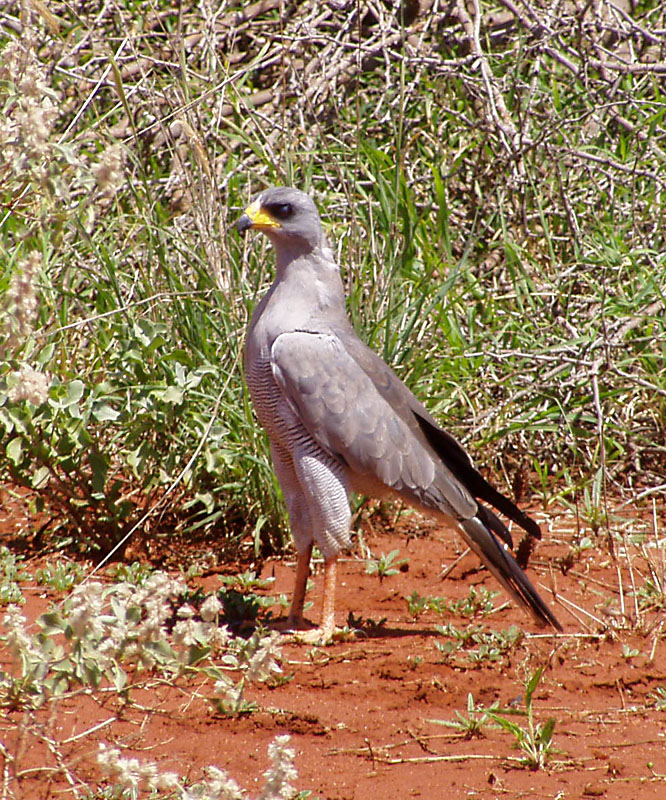
Яструб-крикун сірий у національному парку Західний Цаво

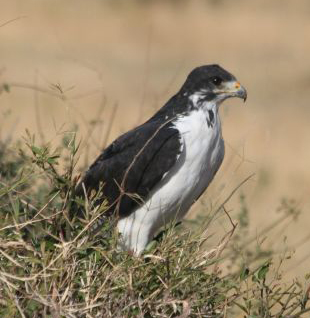
Канюк-авгур

- Шуліка чорноплечий, Elanus caeruleus  LC
- Шуліка вилохвостий, Chelictinia riocourii  LC
- Яструб-сивець африканський, Polyboroides typus  LC
- Гриф пальмовий, Gypohierax angolensis  LC
- Ягнятник, Gypaetus barbatus  NT
- Стерв'ятник, Neophron percnopterus  EN
- Осоїд, Pernis apivorus  LC
- Шуляк африканський, Aviceda cuculoides  LC
- Гриф білоголовий, Trigonoceps occipitalis  CR
- Гриф африканський, Torgos tracheliotus  EN
- Стерв'ятник бурий, Necrosyrtes monachus  CR
- Сип африканський, Gyps africanus  CR
- Сип плямистий, Gyps rueppelli  CR
- Сип білоголовий, Gyps fulvus (A)  LC
- Орел-блазень, Terathopius ecaudatus  NT
- Змієїд блакитноногий, Circaetus gallicus  LC
- Змієїд африканський, Circaetus beaudouini  VU
- Змієїд чорноволий, Circaetus pectoralis  LC
- Змієїд бурий, Circaetus cinereus  LC
- Змієїд смугастогрудий, Circaetus fasciolatus  NT
- Змієїд бурогрудий, Circaetus cinerascens  LC
- Шуліка-широкорот, Macheiramphus alcinus  LC
- Орел вінценосний, Stephanoaetus coronatus  NT
- Орел-боєць, Polemaetus bellicosus  VU
- Орел довгочубий, Lophaetus occipitalis  LC
- Підорлик малий, Clanga pomarina  LC
- Підорлик великий, Clanga clanga (A)  VU
- Орел білоголовий, Hieraaetus wahlbergi  LC
- Орел-карлик, Hieraaetus pennatus  LC
- Орел-карлик Айреса, Hieraaetus ayresii  LC
- Орел рудий, Aquila rapax  VU
- Орел степовий, Aquila nipalensis  EN
- Могильник східний, Aquila heliaca  VU
- Орел-чубань африканський, Aquila africana  LC
- Орел кафрський, Aquila verreauxii  LC
- Орел-карлик африканський, Aquila spilogaster  LC
- Яструб-ящірколов, Kaupifalco monogrammicus  LC
- Яструб-крикун темний, Melierax metabates  LC
- Яструб-крикун сірий, Melierax poliopterus  LC
- Габар, Micronisus gabar  LC
- Канюк африканський, Butastur rufipennis  LC
- Лунь очеретяний, Circus aeruginosus  LC
- Лунь африканський, Circus ranivorus  LC
- Лунь степовий, Circus macrourus  NT
- Лунь лучний, Circus pygargus  LC
- Яструб ангольський, Accipiter tachiro  LC
- Яструб туркестанський, Accipiter badius  LC
- Яструб коротконогий, Accipiter brevipes (A)  LC
- Яструб савановий, Accipiter minullus  LC
- Яструб намібійський, Accipiter ovampensis  LC
- Яструб малий, Accipiter nisus (A)  LC
- Яструб кенійський, Accipiter rufiventris  LC
- Яструб чорний, Accipiter melanoleucus  LC
- Шуліка чорний, Milvus migrans  LC
- Орлан-крикун, Haliaeetus vocifer  LC
- Канюк звичайний, Buteo buteo  LC
- Канюк плямистогрудий, Buteo oreophilus  NT
- Канюк степовий, Buteo rufinus  LC
- Канюк-авгур, Buteo augur  LC

## Совоподібні
Родина: Сипухові
- Сипуха африканська, Tyto capensis  LC
- Сипуха звичайна, Tyto alba  LC

Родина: Совові

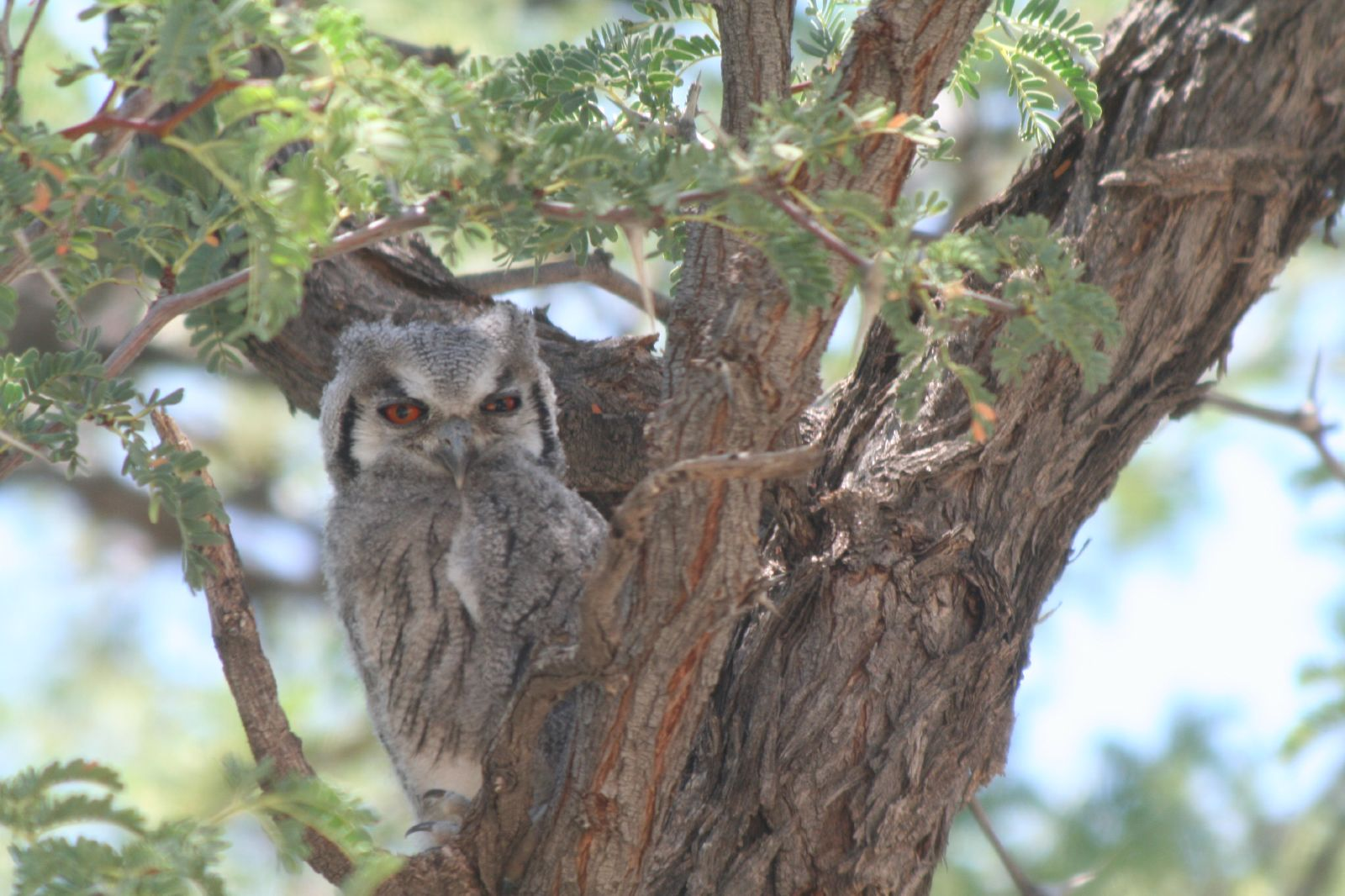
Сплюшка південна зрідка трапляється в сухих південних районах Кенії.

- Сплюшка кенійська, Otus ireneae  EN
- Совка звичайна, Otus scops  LC
- Сплюшка африканська , Otus senegalensis  LC
- Сплюшка сіра, Ptilopsis leucotis  LC
- Сплюшка південна, Ptilopsis granti  LC
- Пугач капський, Bubo capensis  LC
- Пугач африканський, Bubo africanus  LC
- Пугач сірий, Bubo cinerascens  LC
- Пугач блідий, Bubo lacteus  LC
- Сова-рибоїд смугаста, Scotopelia peli  LC
- Сичик-горобець савановий, Glaucidium perlatum  LC
- Сичик-горобець рудобокий, Glaucidium tephronotum  LC
- Сичик-горобець мозамбіцький, Glaucidium capense  LC
- Сова-лісовик африканська, Strix woodfordii  LC
- Сова ефіопська, Asio abyssinicus  LC
- Сова болотяна, Asio flammeus (А)  LC
- Сова африканська, Asio capensis  LC

## Чепігоподібні
Родина: Чепігові

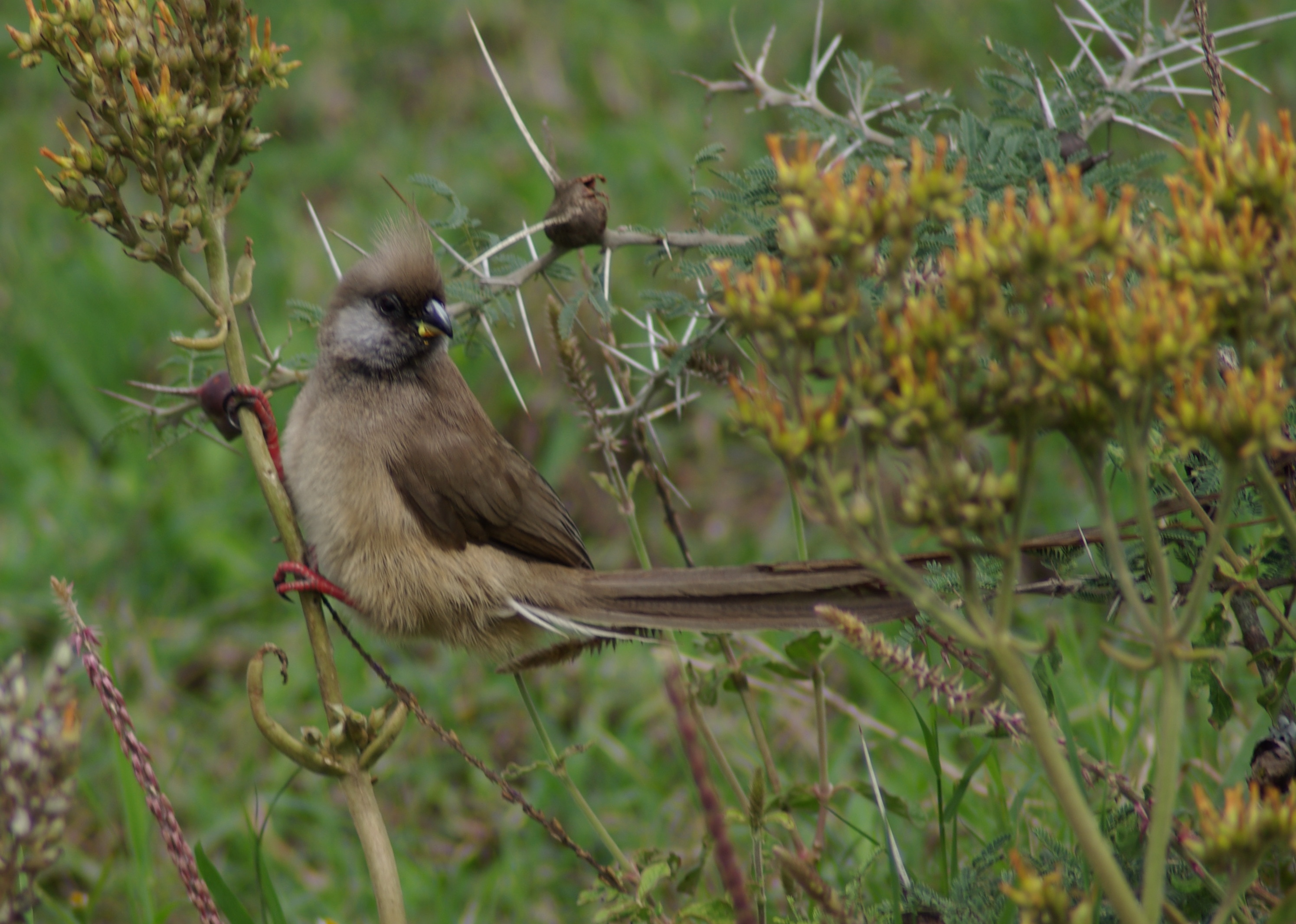
Чепіга бурокрила

- Чепіга бурокрила, Colius striatus  LC
- Чепіга білоголова, Colius leucocephalus  LC
- Паяро синьошиїй, Urocolius macrourus  LC

## Трогоноподібні
Родина: Трогонові

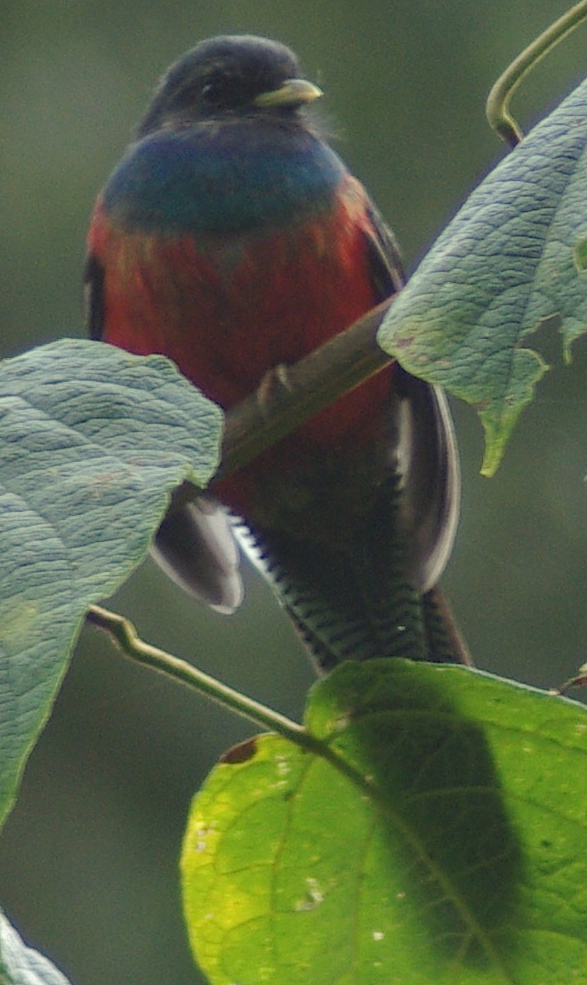
Трогон смугастохвостий

- Трогон зелений, Apaloderma narina  LC
- Трогон смугастохвостий, Apaloderma vittatum  LC

## Bucerotiformes
Родина: Одудові
- Одуд, Upupa epops  LC

Родина: Слотнякові

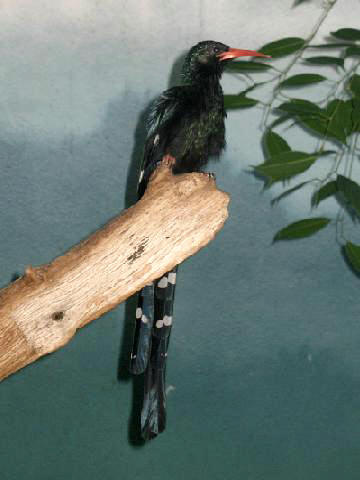
Слотняк пурпуровий

- Слотняк пурпуровий, Phoeniculus purpureus  LC
- Слотняк фіолетовий, Phoeniculus damarensis  LC
- Слотняк ефіопський, Phoeniculus somaliensis  LC
- Слотняк білоголовий, Phoeniculus bollei  LC
- Слотняк рудоголовий, Phoeniculus castaneiceps  LC
- Ірисор великий, Rhinopomastus cyanomelas  LC
- Ірисор малий, Rhinopomastus minor  LC

Родина: Кромкачі
- Кромкач абісинський, Bucorvus abyssinicus  VU
- Кромкач кафрський, Bucorvus leadbeateri  VU

Родина: Птахи-носороги

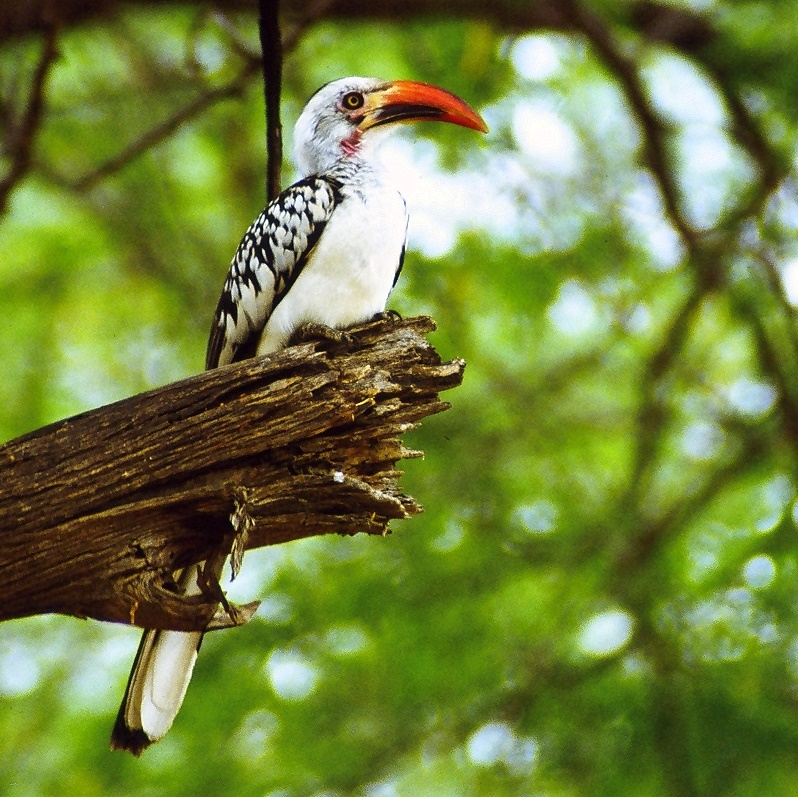
Токо червонодзьобий на озері Барінго.

- Токо бурий, Lophoceros alboterminatus  LC
- Токо ефіопський, Lophoceros hemprichii  LC
- Токо плямистодзьобий, Lophoceros nasutus  LC
- Токо жовтодзьобий, Tockus flavirostris  LC
- Токо кенійський, Tockus jacksoni  LC
- Токо чорнокрилий, Tockus deckeni  LC
- Токо червонодзьобий, Tockus erythrorhynchus  LC
- Калао сріблястощокий, Bycanistes brevis  LC
- Калао сірощокий, Bycanistes subcylindricus  LC
- Калао-трубач, Bycanistes bucinator  LC

## Сиворакшоподібні
Родина: Рибалочкові

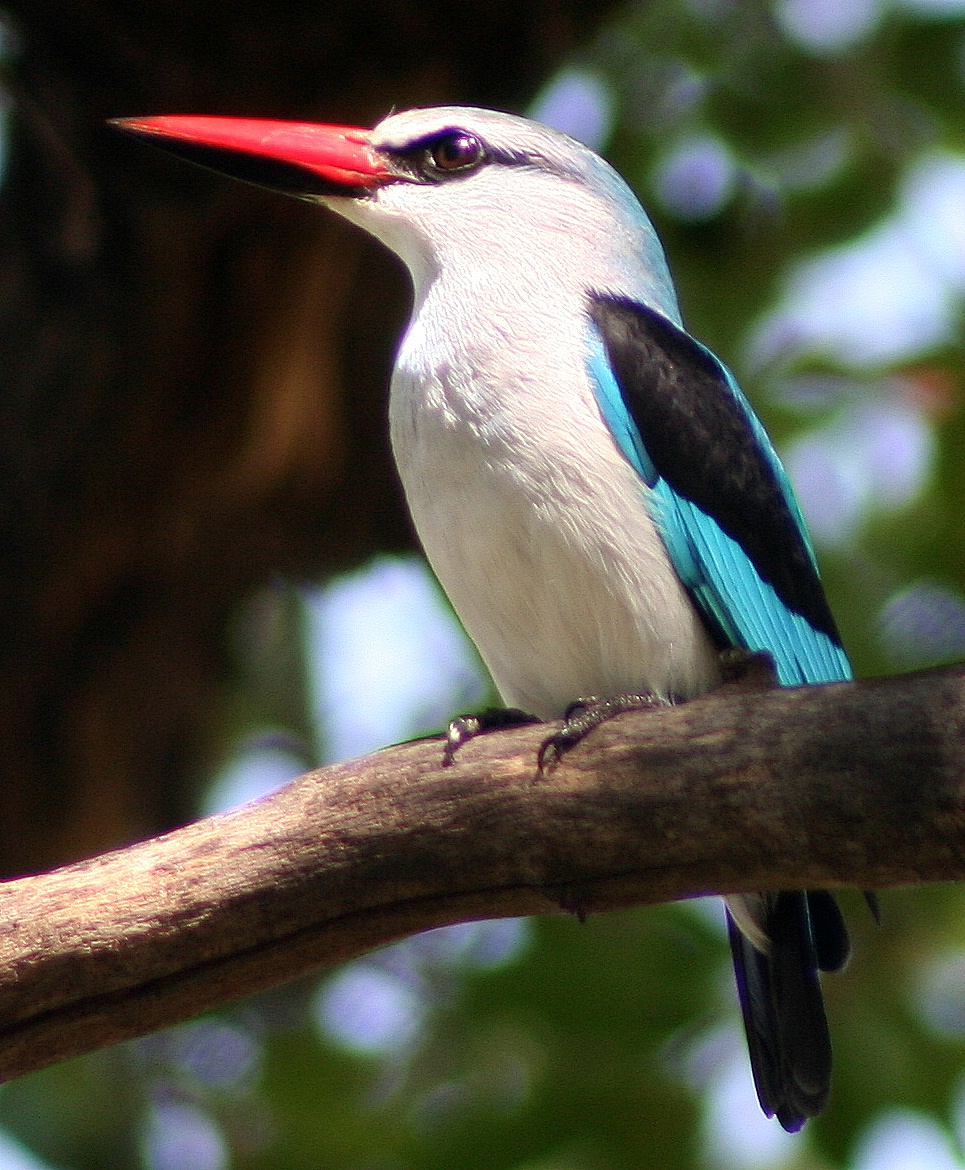
Альціон сенегальський

- Рибалочка кобальтовий, Alcedo semitorquata  LC
- Рибалочка бірюзовий, Alcedo quadribrachys  LC
- Рибалочка діадемовий, Corythornis cristatus  LC
- Рибалочка-крихітка синьоголовий, Ispidina picta  LC
- Альціон сіроголовий, Halcyon leucocephala  LC
- Альціон сенегальський, Halcyon senegalensis  LC
- Альціон мангровий,Halcyon senegaloides  LC
- Альціон блакитний, Halcyon malimbica  LC
- Альціон буроголовий, Halcyon albiventris  LC
- Альціон малий, Halcyon chelicuti  LC
- Рибалочка-чубань африканський, Megaceryle maxima  LC
- Рибалочка строкатий, Ceryle rudis  LC

Родина: Бджолоїдкові
- Бджолоїдка сапфірова, Merops muelleri  LC
- Бджолоїдка білолоба, Merops bullockoides  LC
- Бджолоїдка карликова, Merops pusillus  LC
- Бджолоїдка синьовола, Merops variegatus  LC
- Бджолоїдка суданська, Merops oreobates  LC
- Бджолоїдка вилохвоста, Merops hirundineus  LC
- Бджолоїдка сомалійська, Merops revoilii  LC
- Бджолоїдка білогорла, Merops albicollis  LC
- Бджолоїдка мала, Merops orientalis  LC
- Бджолоїдка зелена, Merops persicus  LC
- Бджолоїдка оливкова, Merops superciliosus  LC
- Бджолоїдка звичайна, Merops apiaster  LC
- Бджолоїдка малинова, Merops nubicus  LC
- Merops nubicoides (A)  LC

Родина: Сиворакшові

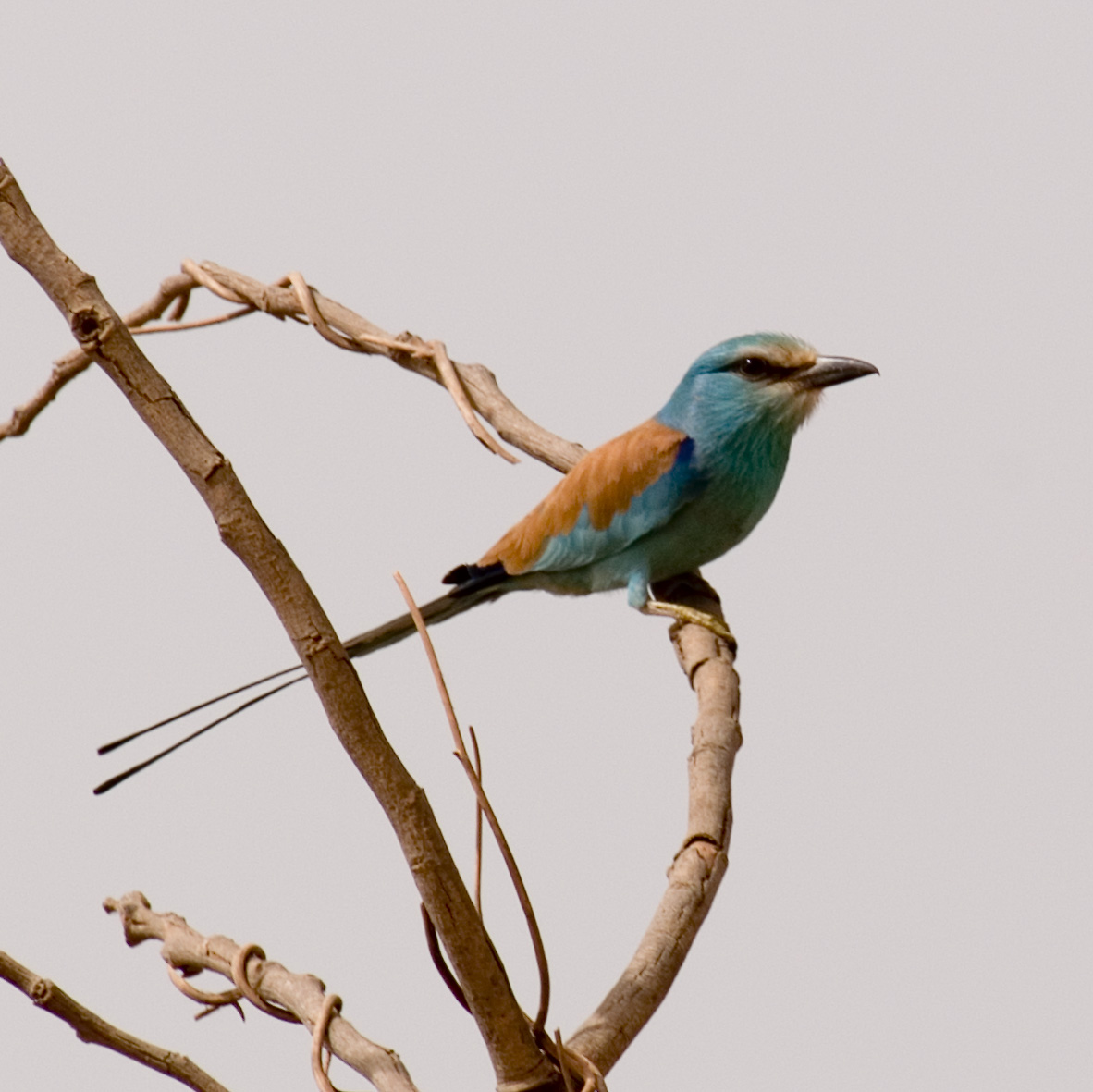
Сиворакша абісинська трапляється в сухих регіонах на півночі країни

- Сиворакша звичайна, Coracias garrulus  LC
- Сиворакша абісинська, Coracias abyssinicus  LC
- Сиворакша рожевовола, Coracias caudatus  LC
- Сиворакша білоброва, Coracias naevius  LC
- Широкорот африканський, Eurystomus glaucurus  LC

## Дятлоподібні
Родина: Лібійні

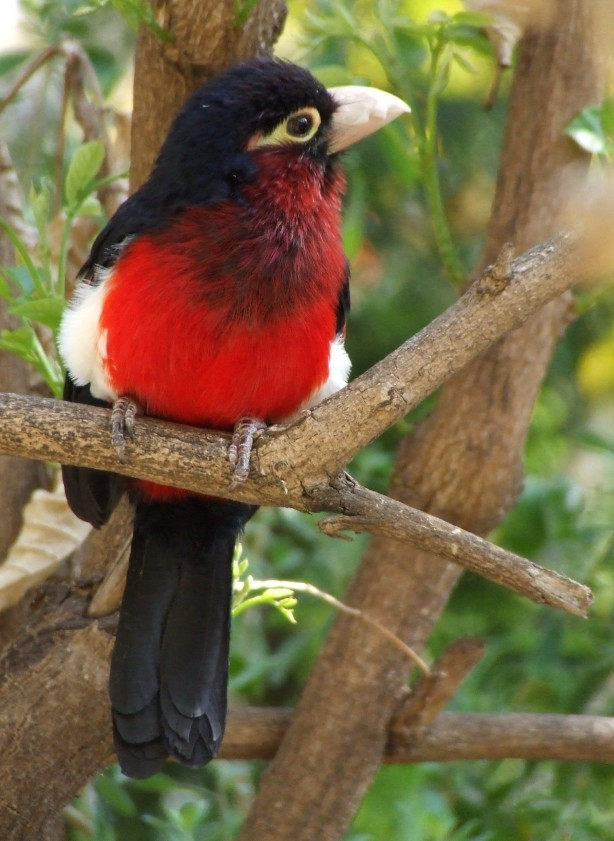
Лібія червона

- Барбудо жовтодзьобий, Trachyphonus purpuratus  LC
- Барбудо вогнистоголовий, Trachyphonus erythrocephalus  LC
- Барбудо плямистоголовий, Trachyphonus darnaudii  LC
- Барбікан сіроголовий, Gymnobucco bonapartei  LC
- Барбікан білогузий, Stactolaema leucotis  LC
- Барбікан оливковий, Stactolaema olivacea  LC
- Барбіон плямистий, Pogoniulus scolopaceus  LC
- Барбіон оливковий, Pogoniulus simplex  LC
- Барбіон гірський, Pogoniulus leucomystax  LC
- Барбіон золотогузий, Pogoniulus bilineatus  LC
- Барбіон червонолобий, Pogoniulus pusillus  LC
- Барбіон жовтолобий, Pogoniulus chrysoconus  LC
- Барбіон червоноголовий, Buccanodon duchaillui  LC
- Лібія-зубодзьоб велика, Tricholaema hirsuta  LC
- Лібія-зубодзьоб білогорла, Tricholaema diademata  LC
- Лібія-зубодзьоб жовтоока, Tricholaema lachrymosa  LC
- Лібія-зубодзьоб мала, Tricholaema melanocephala  LC
- Лібія білолоба, Lybius leucocephalus  LC
- Лібія чорнодзьоба, Lybius guifsobalito  LC
- Лібія чорношия, Lybius torquatus  LC
- Лібія чорнокрила, Lybius melanopterus  LC
- Лібія червона, Lybius bidentatus  LC

Родина: Воскоїдові
- Ковтач карликовий, Prodotiscus insignis  LC
- Ковтач сіроголовий, Prodotiscus zambesiae  LC
- Ковтач світлочеревий, Prodotiscus regulus  LC
- Воскоїд блідий, Indicator meliphilus  LC
- Воскоїд крихітний, Indicator exilis  LC
- Воскоїд товстодзьобий, Indicator conirostris  LC
- Воскоїд малий, Indicator minor  LC
- Воскоїд строкатий, Indicator variegatus  LC
- Воскоїд великий,Indicator indicator  LC

Родина: Дятлові

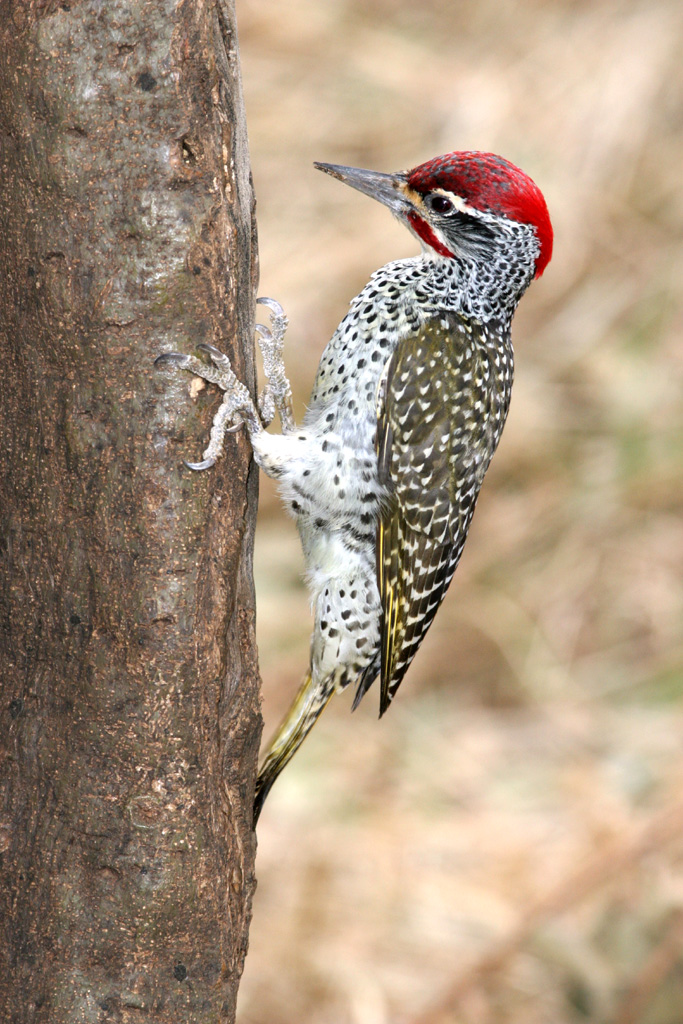
Дятлик нубійський у Національному заповіднику Самбуру.

- Крутиголовка, Jynx torquilla (A)  LC
- Крутиголовка африканська, Jynx ruficollis  LC
- Дятел угандійський, Dendropicos poecilolaemus  LC
- Дятел сірощокий, Dendropicos fuscescens  LC
- Дятел бородатий, Chloropicus namaquus  LC
- Дятел строкатогрудий, Chloropicus xantholophus  LC
- Дятел бурокрилий, Dendropicos obsoletus  LC
- Дятел сірошиїй, Dendropicos goertae  LC
- Дятел ефіопський, Dendropicos spodocephalus  LC
- Дятлик бурощокий, Pardipicus caroli  LC
- Дятлик термітовий, Pardipicus nivosus  LC
- Campethera taeniolaema  LC
- Дятлик зеленокрилий, Campethera cailliautii  LC
- Дятлик нубійський, Campethera nubica  LC
- Дятлик золотохвостий, Campethera abingoni  LC
- Дятлик момбаський, Campethera mombassica  LC

## Соколоподібні
Родина: Соколові

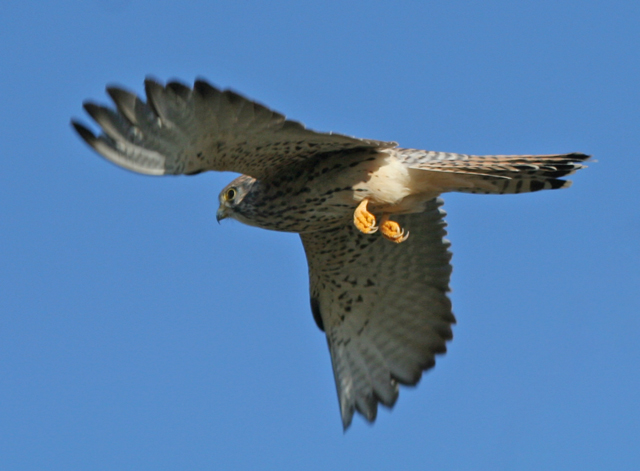
Боривітер степовий прилітає на зимівлю з Європи та Азії.

- Сокіл-крихітка африканський, Polihierax semitorquatus  LC
- Боривітер степовий, Falco naumanni  LC
- Боривітер звичайний, Falco tinnunculus  LC
- Боривітер савановий, Falco rupicolus  LC
- Боривітер великий, Falco rupicoloides  LC
- Боривітер рудий, Falco alopex  LC
- Боривітер сірий, Falco ardosiaceus  LC
- Боривітер білоголовий, Falco dickinsoni (A)  LC
- Турумті, Falco chicquera  LC
- Кібчик, Falco vespertinus  NT
- Кібчик амурський, Falco amurensis  LC
- Підсоколик Елеонори, Falco eleonorae  LC
- Підсоколик сірий, Falco concolor  VU
- Підсоколик великий, Falco subbuteo  LC
- Підсоколик африканський, Falco cuvierii  LC
- Ланер, Falco biarmicus  LC
- Балабан, Falco cherrug (А)  EN
- Сапсан, Falco peregrinus  LC
- Сокіл-малюк, Falco fasciinucha  VU

## Папугоподібні
Родина: Psittaculidae
- Нерозлучник гвінейський, Agapornis pullarius  LC
- Нерозлучник Фішера, Agapornis fischeri  NT
- Нерозлучник масковий, Agapornis personatus  LC

Родина: Папугові

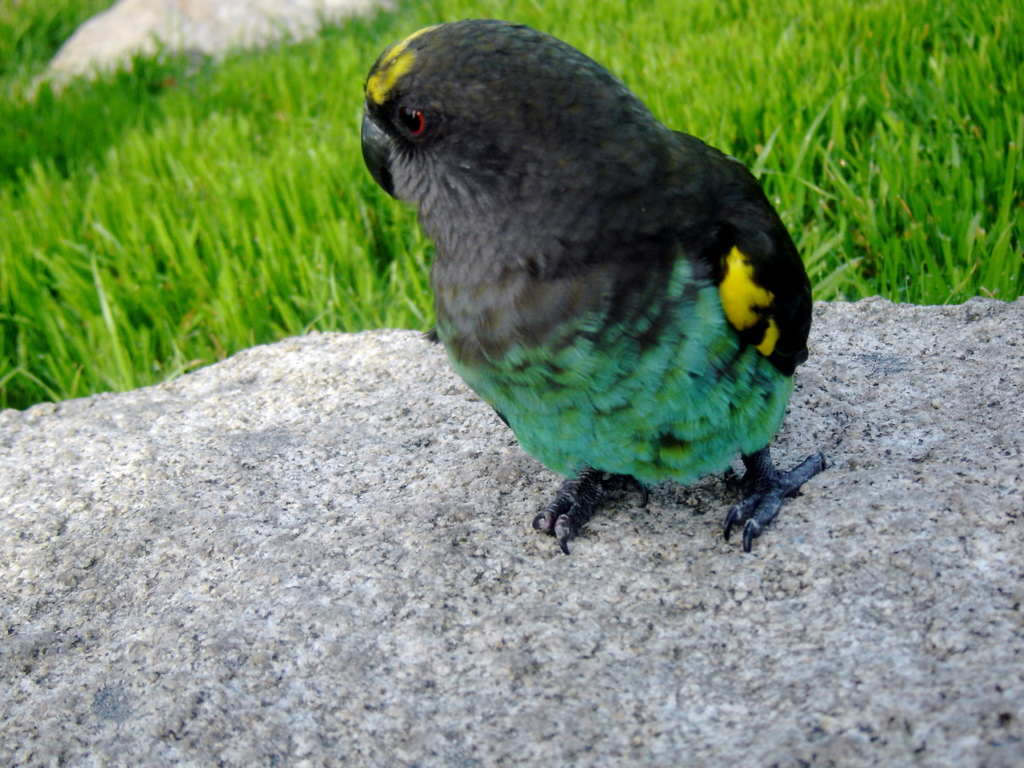
Папуга-довгокрил жовтоплечий

- Папуга сірий, Psittacus erithacus  LC
- Папуга-довгокрил червонолобий, Poicephalus gulielmi  LC
- Папуга-довгокрил жовтоплечий, Poicephalus meyeri  LC
- Папуга-довгокрил буроголовий, Poicephalus cryptoxanthus  LC
- Папуга-довгокрил червоногрудий, Poicephalus rufiventris  LC

## Горобцеподібні
Родина: Широкодзьобові
- Широкодзьоб чорноголовий, Smithornis capensis  LC

Родина: Пітові
- Піта ангольська, Pitta angolensis  LC

Родина: Личинкоїдові

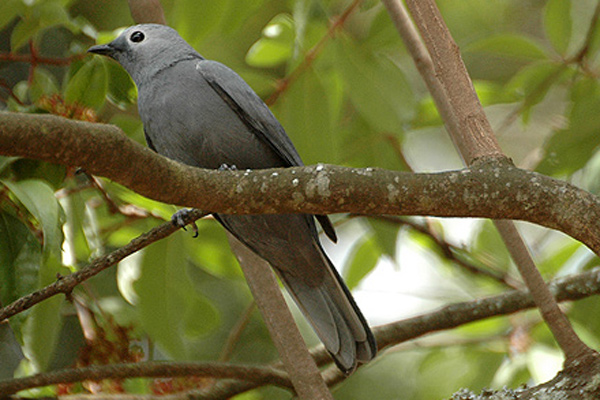
Шикачик сірий

- Шикачик сірий, Ceblepyris caesius  LC
- Шикачик білочеревий, Ceblepyris pectoralis  LC
- Личинкоїд південний, Campephaga flava  LC
- Личинкоїд західний, Campephaga petiti  LC
- Личинкоїд червоноплечий, Campephaga phoenicea  LC
- Личинкоїд пурпуровий, Campephaga quiscalina  LC

Родина: Вивільгові
- Вивільга звичайна, Oriolus oriolus  LC
- Вивільга золота, Oriolus auratus  LC
- Вивільга зеленоголова, Oriolus chlorocephalus  LC
- Вивільга світлокрила, Oriolus brachyrhynchus  LC
- Вивільга південна, Oriolus larvatus  LC
- Вивільга гірська, Oriolus percivali  LC

Родина: Прирітникові

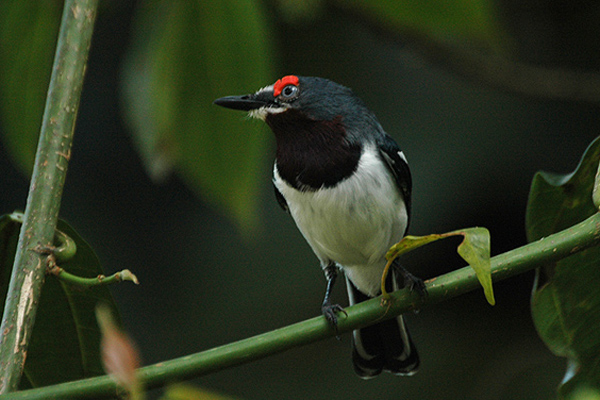
Самиця прирітника рубіновобрового

- Прирітник рубіновобровий, Platysteira cyanea  LC
- Прирітник чорногорлий, Platysteira peltata  LC
- Прирітка білошия, Platysteira castanea  LC
- Прирітка конголезька, Platysteira jamesoni  LC
- Прирітка жовточерева, Platysteira concreta  LC
- Приріт короткохвостий, Batis mixta  LC
- Приріт білобокий, Batis molitor  LC
- Приріт кенійський, Batis soror  LC
- Приріт акацієвий, Batis orientalis (A)  LC
- Приріт західний, Batis erlangeri  LC
- Приріт східний, Batis minor  LC
- Приріт карликовий, Batis perkeo  LC

Родина: Вангові

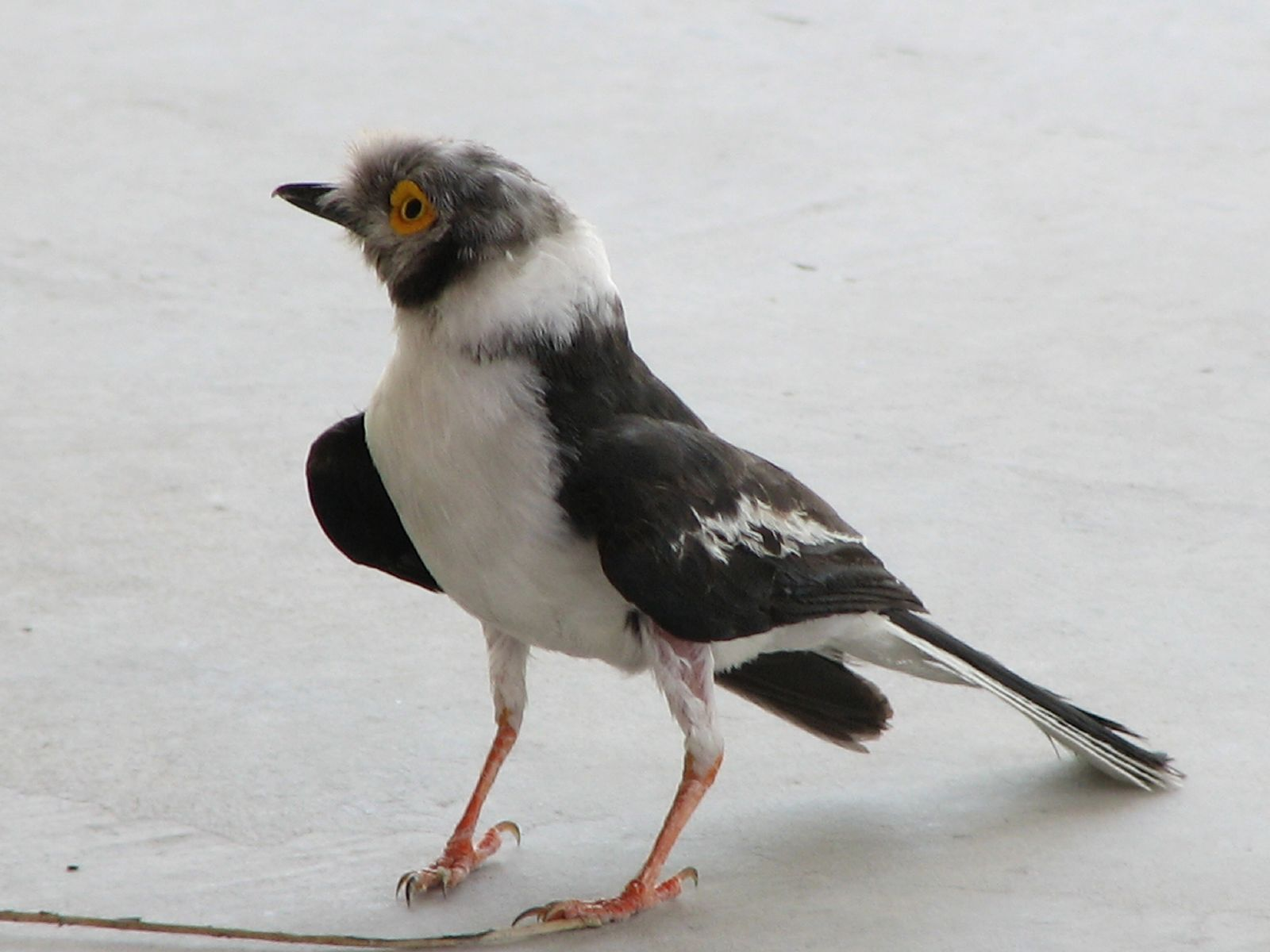
Багадаїс білочубий

- Багадаїс білочубий, Prionops plumatus  LC
- Багадаїс сірочубий, Prionops poliolophus  NT
- Багадаїс червоновійчастий, Prionops retzii  LC
- Багадаїс рудолобий, Prionops scopifrons  LC
- Приріт великий, Megabyas flammulatus  LC
- Приріт чубатий, Bias musicus  LC

Родина: Гладіаторові
- Брубру, Nilaus afer  LC

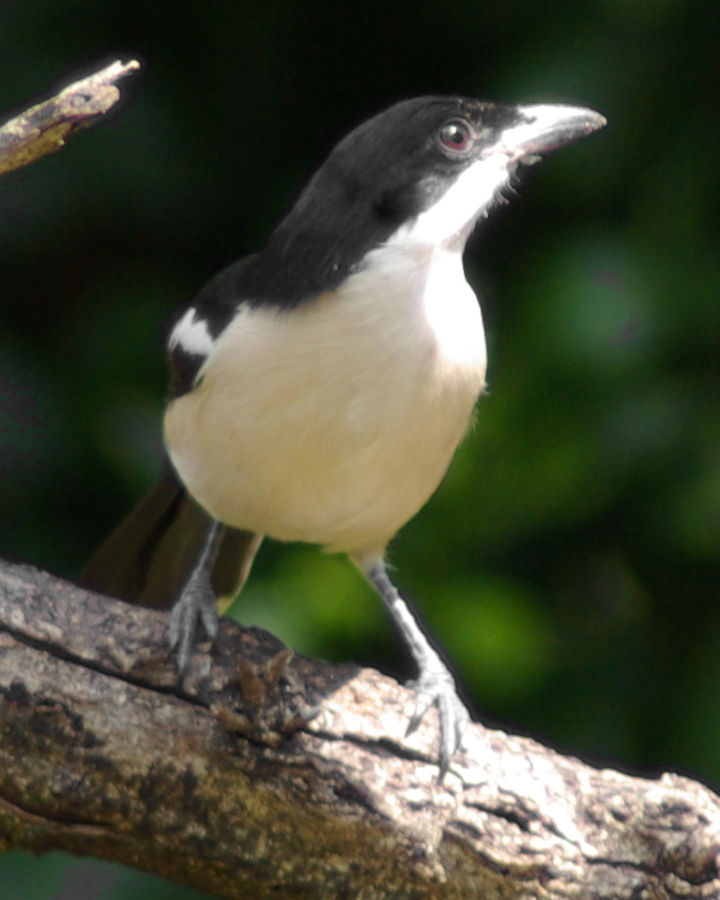
Laniarius major в національному парку Масаї-Мара.

- Кубла північна, Dryoscopus gambensis  LC
- Кубла мала, Dryoscopus pringlii  LC
- Кубла строката, Dryoscopus cubla  LC
- Кубла сіра, Dryoscopus angolensis  LC
- Чагра чорноголова, Bocagia minuta  LC
- Чагра велика, Tchagra senegalus  LC
- Чагра буроголова, Tchagra australis  LC
- Чагра мала, Tchagra jamesi  LC
- Гонолек строкатоголовий, Laniarius ruficeps  LC
- Гонолек сомалійський, Laniarius nigerrimus  LC
- Гонолек масковий, Laniarius luehderi  LC
- Гонолек чагарниковий, Laniarius aethiopicus  LC
- Гонолек тропічний, Laniarius major  LC
- Гонолек кенійський, Laniarius sublacteus  LC
- Гонолек жовтоокий, Laniarius erythrogaster  LC
- Гонолек жовтоголовий, Laniarius mufumbiri  NT
- Гонолек ефіопський, Laniarius funebris  LC
- Гонолек екваторіальний, Laniarius leucorhynchus (A)  LC
- Чагра червоногорла, Rhodophoneus cruentus  LC
- Вюргер білобровий, Chlorophoneus bocagei  LC
- Вюргер золотистий, Chlorophoneus sulfureopectus  LC
- Вюргер чорнолобий, Chlorophoneus nigrifrons  LC
- Вюргер зелений, Telophorus viridis  LC
- Вюргер червонолобий, Telophorus dohertyi  LC
- Гладіатор сіроголовий, Malaconotus blanchoti  LC

Родина: Дронгові

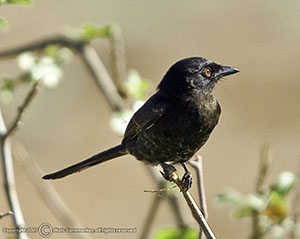
Дронго вилохвостий у Національному заповіднику Самбуру.

- Дронго прирічний, Dicrurus sharpei  LC
- Дронго прямохвостий, Dicrurus ludwigii  LC
- Дронго вилохвостий, Dicrurus adsimilis  LC
- Дронго савановий, Dicrurus divaricatus  LC
- Дронго узлісний, Dicrurus modestus  LC

Родина: Монархові
- Монарх східний, Trochocercus cyanomelas  LC
- Монарх-довгохвіст іржастий, Terpsiphone rufiventer  LC
- Монарх-довгохвіст африканський, Terpsiphone viridis  LC

Родина: Сорокопудові

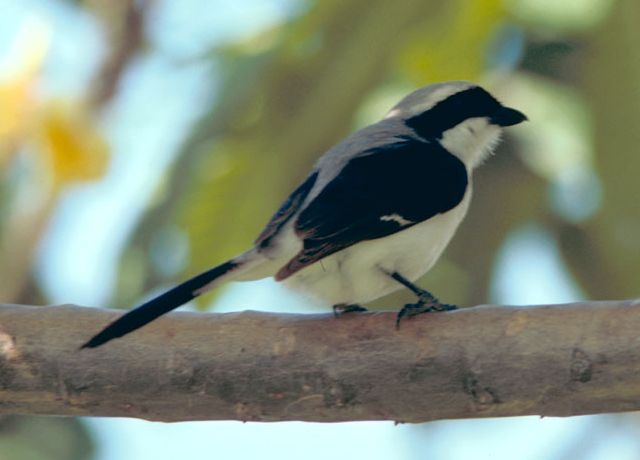
Сорокопуд чорноплечий трапляється у відносно вологих регіонах південно-західної Кенії.

- Сорокопуд терновий, Lanius collurio  LC
- Lanius phoenicuroides  LC
- Сорокопуд рудохвостий, Lanius isabellinus  LC
- Сорокопуд сибірський, Lanius cristatus (A)  LC
- Сорокопуд чорнолобий, Lanius minor  LC
- Сорокопуд чорноплечий, Lanius excubitoroides  LC
- Сорокопуд савановий, Lanius cabanisi  LC
- Сорокопуд ефіопський, Lanius dorsalis  LC
- Сорокопуд сомалійський, Lanius somalicus  LC
- Сорокопуд білокрилий, Lanius mackinnoni  LC
- Lanius humeralis  LC
- Сорокопуд білолобий, Lanius nubicus  LC
- Сорокопуд червоноголовий, Lanius senator  LC
- Сорокопуд жовтодзьобий, Corvinella corvina  LC
- Сорокопуд строкатий, Corvinella melanoleuca  LC
- Сорокопуд-білоголов східний, Eurocephalus ruppelli  LC

Родина: Воронові

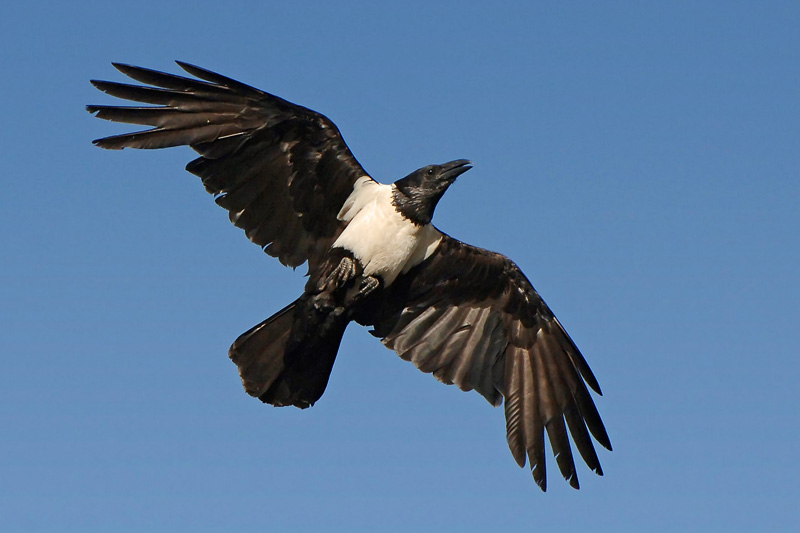
Крук строкатий

- Піакпіак, Ptilostomus afer  LC
- Ворона індійська, Corvus splendens (I)  LC
- Ворона капська, Corvus capensis  LC
- Крук строкатий, Corvus albus  LC
- Крук пустельний, Corvus ruficollis  LC
- Крук еритрейський, Corvus edithae  LC
- Крук короткохвостий, Corvus rhipidurus  LC
- Крук великодзьобий, Corvus albicollis  LC

Родина: Оксамитникові
- Оксамитник жовточеревий, Hyliota flavigaster  LC
- Оксамитник південний, Hyliota australis  LC

Родина: Stenostiridae
- Ельмінія блакитна, Elminia longicauda  LC
- Ельмінія чорноголова, Elminia nigromitrata  LC
- Ельмінія гірська, Elminia albonotata  LC

Родина: Синицеві
- Синиця білоплеча, Melaniparus guineensis  LC
- Синиця африканська, Melaniparus leucomelas  LC
- Синиця білочерева, Melaniparus albiventris  LC
- Синиця одноколірна, Melaniparus funereus  LC
- Синиця саванова, Melaniparus thruppi  LC
- Синиця рудошия, Melaniparus fringillinus  LC

Родина : Ремезові
- Ремез блідий, Anthoscopus musculus  LC
- Ремез сірий, Anthoscopus caroli  LC

Родина: Жайворонкові

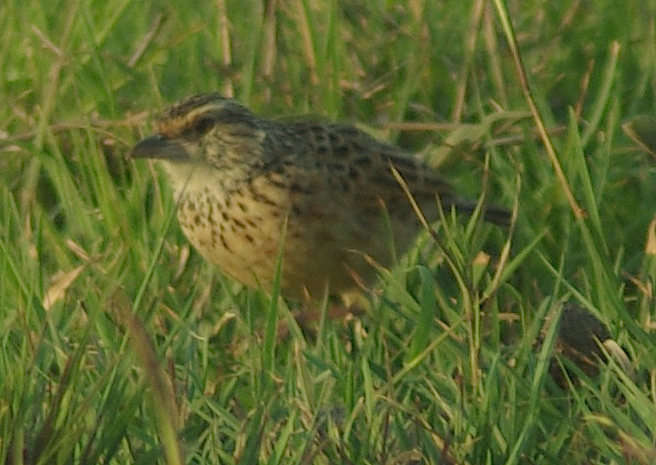
Фірлюк африканський

- Жервінчик білощокий, Eremopterix leucotis  LC
- Жервінчик плямистий, Eremopterix signatus  LC
- Жервінчик рідоголовий, Eremopterix leucopareia  LC
- Алондра рудощока, Calendulauda poecilosterna  LC
- Алондра східна, Calendulauda alopex  LC
- Фірлюк смугастошиїй, Mirafra collaris  LC
- Фірлюк великий, Mirafra hypermetra  LC
- Фірлюк африканський, Mirafra africana  LC
- Фірлюк коричневий, Mirafra rufocinnamomea  LC
- Фірлюк кенійський, Mirafra williamsi (E)  LC
- Фірлюк східний, Mirafra pulpa  DD
- Фірлюк білохвостий, Mirafra albicauda  LC
- Фірлюк чагарниковий, Mirafra cantillans  LC
- Фірлюк еритрейський, Mirafra gilletti  LC
- Жайворонок малий, Calandrella cinerea  LC
- Жайворонок сомалійський, Alaudala somalica  LC
- Жайворонок масайський, Alaudala athensis
- Жайворонок короткохвостий, Spizocorys fremantlii  LC
- Терера маскова, Spizocorys personata  LC
- Посмітюха короткопала, Galerida theklae  LC
- Посмітюха звичайна, Galerida cristata  LC

Родина: Нікаторові
- Нікатор західний, Nicator chloris (A)  LC
- Нікатор східний, Nicator gularis  LC

Родина: Macrosphenidae
- Кромбек західний, Sylvietta virens  LC
- Кромбек білобровий, Sylvietta leucophrys  LC
- Кромбек північний, Sylvietta brachyura  LC
- Кромбек рудий, Sylvietta whytii  LC
- Кромбек сомалійський, Sylvietta isabellina  LC
- Очеретянка вусата, Melocichla mentalis  LC
- Покривець, Hylia prasina  LC

Родина: Тамікові

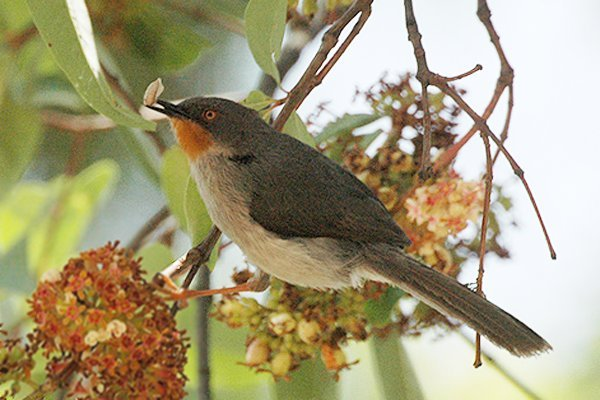
Нікорник рудогорлий

- Жовтобрюшка сомалійська, Eremomela flavicrissalis  LC
- Жовтобрюшка світлоброва, Eremomela icteropygialis  LC
- Жовтобрюшка маскова, Eremomela canescens  LC
- Жовтобрюшка південна, Eremomela scotops  LC
- Жовтобрюшка рудолоба, Eremomela turneri  EN
- Принія білогорла, Schistolais leucopogon  LC
- Нікорник чорносмугий, Oreolais pulcher  LC
- Зебринка міомбова, Calamonastes undosus  LC
- Зебринка сіра, Calamonastes simplex  LC
- Цвіркач сіробокий, Camaroptera brevicaudata
- Цвіркач зелений, Camaroptera brachyura  LC
- Цвіркач оливковий, Camaroptera chloronota  LC
- Акаційовик, Phyllolais pulchella  LC
- Нікорник смуговолий, Apalis thoracica  LC
- Нікорник таїтянський, Apalis fuscigularis (E)  CR
- Нікорник біловусий, Apalis jacksoni  LC
- Нікорник білокрилий, Apalis chariessa  NT
- Нікорник жовтоволий, Apalis flavida  LC
- Нікорник білочеревий, Apalis rufogularis  LC
- Нікорник рудогорлий, Apalis porphyrolaema  LC
- Нікорник чорноголовий, Apalis melanocephala  LC
- Нікорник сірий, Apalis cinerea  LC
- Нікорник буроголовий, Apalis alticola  LC
- Нікорник угандійський, Apalis karamojae  VU
- Принія африканська, Prinia subflava  LC
- Принія бліда, Prinia somalica  LC
- Принія річкова, Prinia fluviatilis (A)  LC
- Prinia melanops  NE
- Принія рудокрила, Prinia erythroptera  LC
- Принія пустельна, Prinia rufifrons  LC
- Жалівник рудий, Bathmocercus rufus  LC
- Вільговець рудогорлий, Eminia lepida  LC
- Таміка рудощока, Cisticola erythrops  LC
- Таміка співоча, Cisticola cantans  LC
- Таміка товстодзьоба, Cisticola lateralis  LC
- Таміка голосиста, Cisticola woosnami  LC
- Таміка каштановоголова, Cisticola chubbi  LC
- Таміка гірська, Cisticola hunteri  LC
- Таміка скельна, Cisticola emini  LC
- Таміка боранська, Cisticola bodessa  LC
- Таміка іржастоголова, Cisticola chiniana  LC
- Таміка попеляста, Cisticola cinereolus  LC
- Таміка червоноголова, Cisticola ruficeps  LC
- Таміка строкатоголова, Cisticola lais  LC
- Таміка танайська, Cisticola restrictus (E)  DD
- Таміка західна, Cisticola marginatus  LC
- Таміка узбережна, Cisticola haematocephalus  LC
- Таміка заїрська, Cisticola carruthersi  LC
- Таміка лучна, Cisticola tinniens  LC
- Таміка-товстун, Cisticola robustus  LC
- Таміка строката, Cisticola natalensis  LC
- Таміка кенійська, Cisticola aberdare (E)  VU
- Таміка довгохвоста, Cisticola angusticaudus  LC
- Таміка саванова, Cisticola brachypterus  LC
- Таміка руда, Cisticola troglodytes  LC
- Таміка ефіопська, Cisticola nana  LC
- Таміка віялохвоста, Cisticola juncidis  LC
- Таміка пустельна, Cisticola aridulus  LC
- Таміка рудошия, Cisticola eximius  LC
- Таміка світлоголова, Cisticola brunnescens  LC
- Таміка карликова, Cisticola ayresii  LC

Родина: Очеретянкові

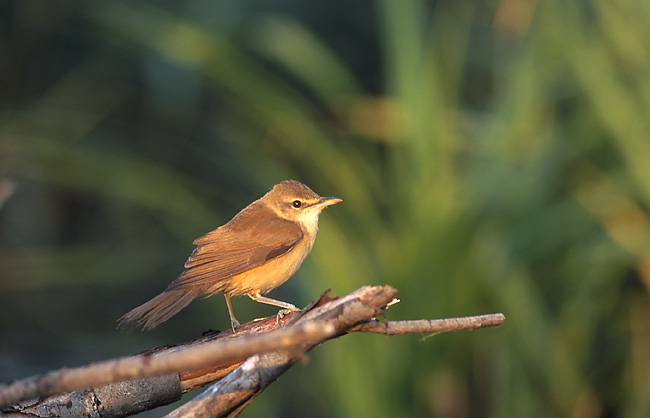
Очеретянка велика — звичайний гість на зимівлі

- Жовтовик тонкодзьобий, Calamonastides gracilirostris  VU
- Берестянка бліда, Iduna pallida  LC
- Жовтовик темноголовий, Iduna natalensis  LC
- Жовтовик гірський, Iduna similis  LC
- Берестянка пустельна, Hippolais languida  LC
- Берестянка оливкова, Hippolais olivetorum  LC
- Берестянка багатоголоса, Hippolais polyglotta (А)  LC
- Берестянка звичайна, Hippolais icterina  LC
- Очеретянка лучна, Acrocephalus schoenobaenus  LC
- Очеретянка чагарникова, Acrocephalus palustris  LC
- Очеретянка ставкова, Acrocephalus scirpaceus  LC
- Очеретянка африканська, Acrocephalus baeticatus  LC
- Очеретянка ірацька, Acrocephalus griseldis  EN
- Очеретянка світлоброва, Acrocephalus gracilirostris  LC
- Очеретянка бура, Acrocephalus rufescens  LC
- Очеретянка велика, Acrocephalus arundinaceus  LC

Родина: Кобилочкові
- Широкохвіст африканський, Catriscus brevirostris  LC
- Куцокрил східний, Bradypterus lopezi  LC
- Куцокрил брунатний, Bradypterus cinnamomeus  LC
- Куцокрил болотяний, Bradypterus baboecala  LC
- Куцокрил угандійський, Bradypterus carpalis  LC
- Кобилочка річкова, Locustella fluviatilis  LC
- Кобилочка солов'їна, Locustella luscinioides  LC
- Кобилочка-цвіркун, Locustella naevia  LC

Родина: Ластівкові

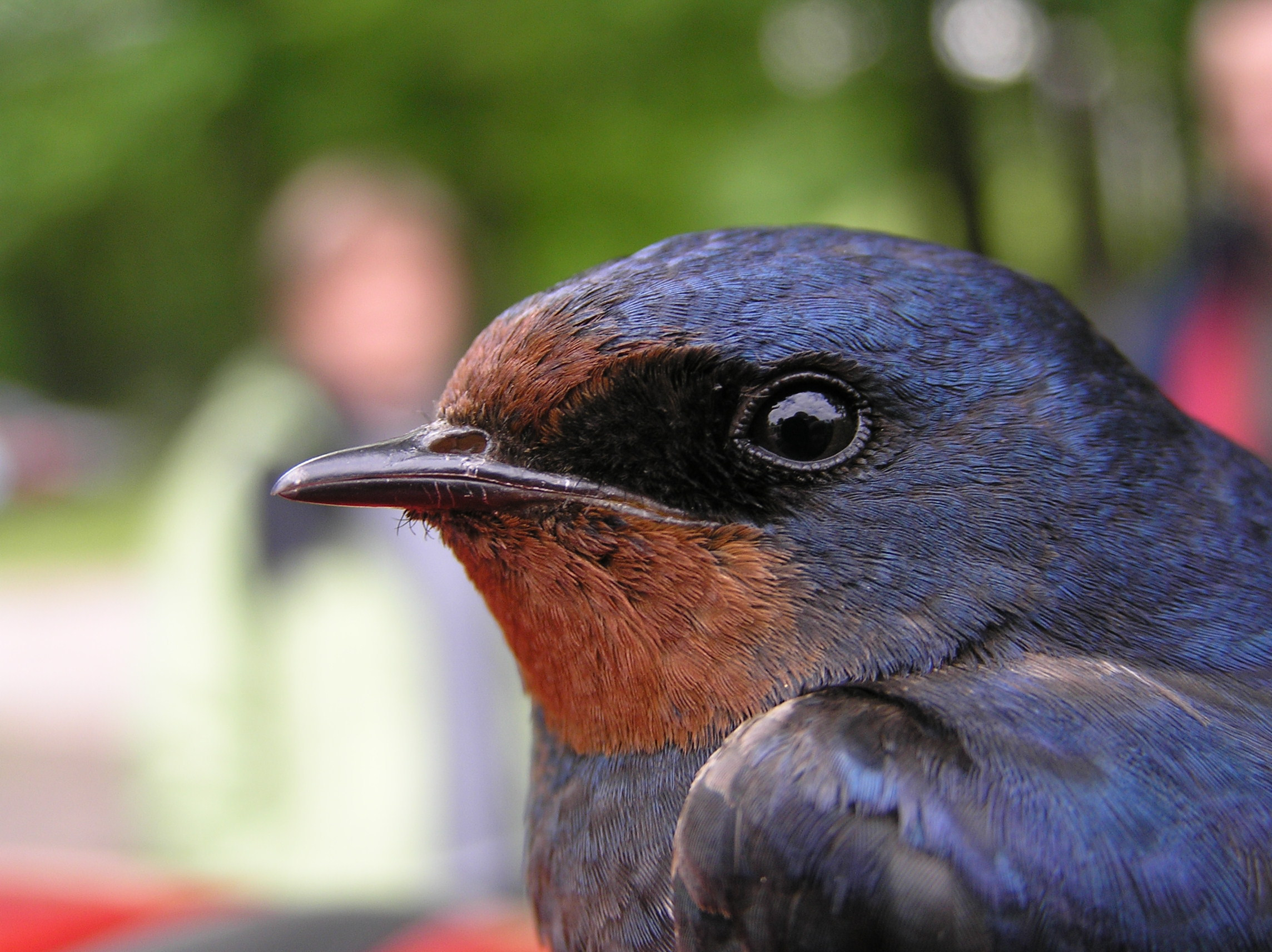
Ластівка сільська, що прилітає з Європи та Азії на зимівлю, є досить поширеною в Кенії.

- Ластівка мала, Riparia paludicola  LC
- Ластівка берегова, Riparia riparia  LC
- Ластівка білоброва, Riparia cincta  LC
- Мурівка східна, Phedina borbonica (A)  LC
- Ластівка афро-азійська, Ptyonoprogne fuligula  LC
- Ластівка сільська, Hirundo rustica  LC
- Ластівка ефіопська, Hirundo aethiopica  LC
- Ластівка ангольська, Hirundo angolensis  LC
- Ластівка ниткохвоста, Hirundo smithii  LC
- Ластівка довгохвоста, Hirundo atrocaerulea  VU
- Ластівка даурська, Cecropis daurica  LC
- Ластівка абісинська, Cecropis abyssinica  LC
- Ластівка рудочерева, Cecropis semirufa  LC
- Ластівка сенегальська, Cecropis senegalensis  LC
- Ясківка південна, Petrochelidon spilodera (A)  LC
- Ластівка міська, Delichon urbicum  LC
- Жалібничка білоголова, Psalidoprocne albiceps  LC
- Жалібничка білоплеча, Psalidoprocne pristoptera  LC
- Ластівка сірогуза, Pseudhirundo griseopyga  LC

Родина: Бюльбюлеві

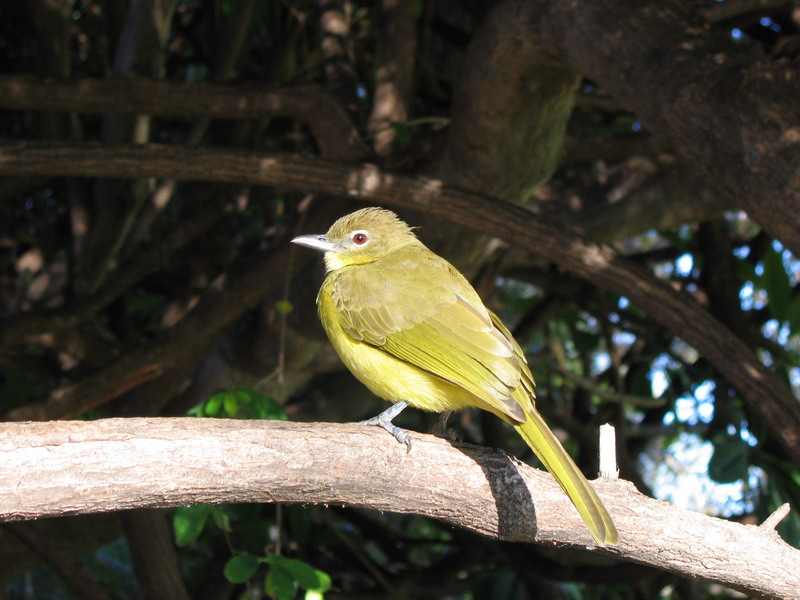
Жовточеревець натальський

- Бюльбюль білоокий, Andropadus importunus  LC
- Бюльбюль тонкодзьобий, Stelgidillas gracilirostris  LC
- Бюльбюль-довгодзьоб рудохвостий, Bleda syndactylus  LC
- Бюльбюль жовтий, Arizelocichla kakamegae
- Бюльбюль угандійський, Arizelocichla kikuyuensis
- Бюльбюль темнолобий, Arizelocichla nigriceps  LC
- Бюльбюль масковий, Arizelocichla striifacies  LC
- Жовточеревець натальський, Chlorocichla flaviventris  LC
- Жовточеревець суданський, Chlorocichla laetissima  LC
- Бюльбюль-білохвіст нігерійський, Baeopogon indicator  LC
- Жовточеревець сенегальський, Atimastillas flavicollis  LC
- Бюльбюль карликовий, Eurillas gracilis  LC
- Бюльбюль-крихітка, Eurillas ansorgei  LC
- Бюльбюль криводзьобий, Eurillas curvirostris  LC
- Бюльбюль вусатий, Eurillas latirostris  LC
- Бюльбюль малий, Eurillas virens  LC
- Торо південний, Phyllastrephus terrestris  LC
- Торо суданський, Phyllastrephus strepitans  LC
- Торо світлочеревий, Phyllastrephus cerviniventris  LC
- Торо бурий, Phyllastrephus hypochloris  LC
- Торо рудохвостий, Phyllastrephus fischeri  LC
- Торо вохристий, Phyllastrephus cabanisi  LC
- Торо білогорлий, Phyllastrephus albigularis  LC
- Торо східний, Phyllastrephus flavostriatus  LC
- Торо-крихітка, Phyllastrephus debilis  LC
- Бюльбюль темноголовий, Pycnonotus barbatus  LC

Родина: Вівчарикові
- Вівчарик жовтобровий, Phylloscopus sibilatrix  LC
- Вівчарик весняний, Phylloscopus trochilus  LC
- Вівчарик-ковалик, Phylloscopus collybita  LC
- Вівчарик брунатний, Phylloscopus umbrovirens  LC
- Вівчарик жовтогорлий, Phylloscopus ruficapilla  LC
- Вівчарик угандійський, Phylloscopus budongoensis  LC

Родина: Scotocercidae
- Монарх цитриновий, Erythrocercus holochlorus  LC

Родина: Кропив'янкові
- Тимелія абісинська, Sylvia abyssinica  LC
- Кропив'янка чорноголова, Sylvia atricapilla  LC
- Кропив'янка садова, Sylvia borin  LC
- Кропив'янка рябогруда, Sylvia nisoria  LC
- Кропив'янка чорносмуга, Curruca boehmi  LC
- Кропив'янка прудка, Sylvia curruca (A)  LC
- Кропив'янка бура, Curruca lugens  LC
- Кропив'янка сіра, Sylvia communis  LC

Родина: Окулярникові

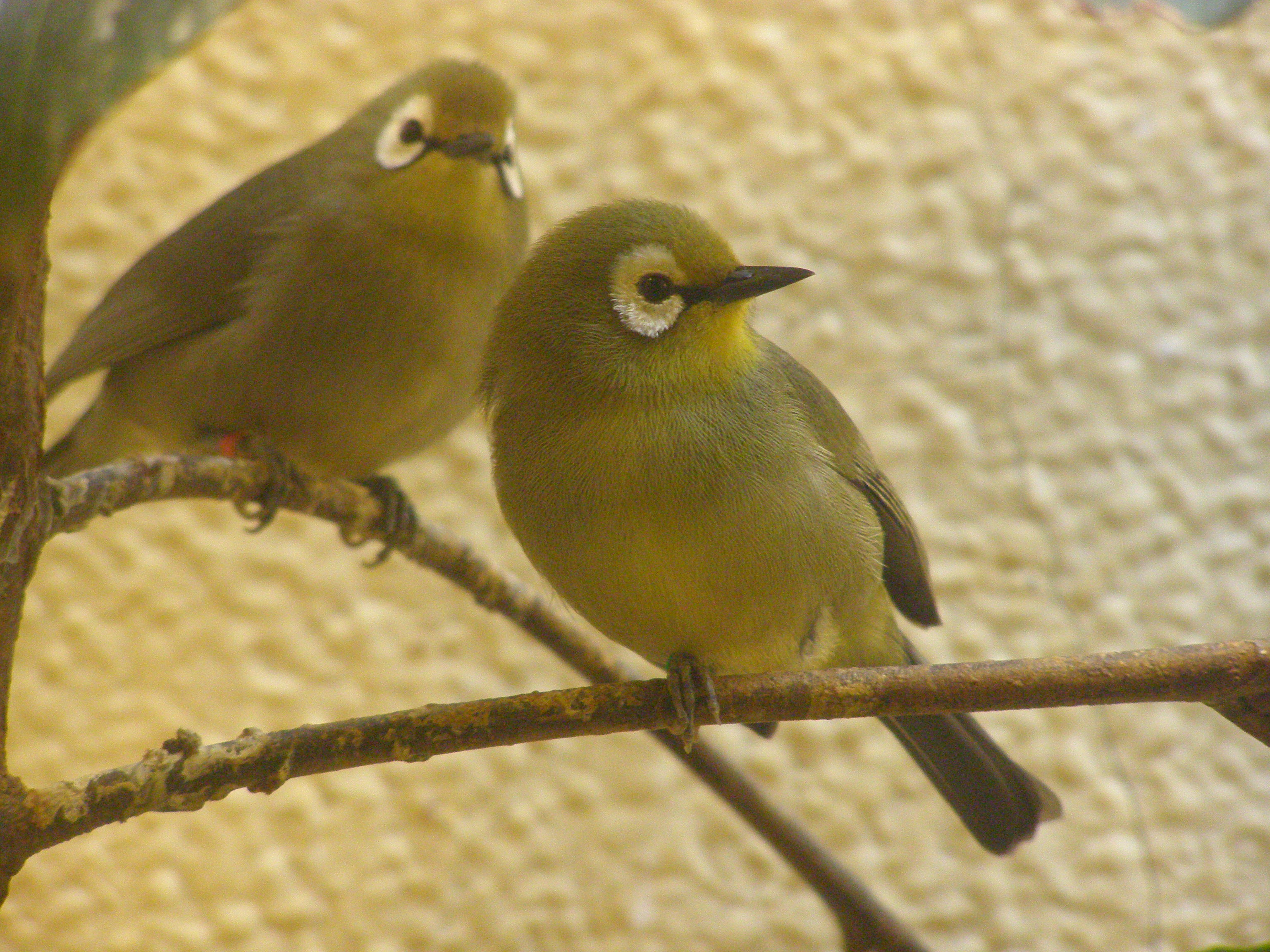
Zosterops kikuyuensis

- Окулярник вулканський, Zosterops mbuluensis  LC
- Окулярник савановий, Zosterops flavilateralis  LC
- Окулярник лісовий, Zosterops silvanus (E)  EN
- Окулярник мінливобарвний, Zosterops poliogastrus  LC
- Окулярник кенійський, Zosterops kikuyuensis (E)  LC
- Окулярник сенегальський, Zosterops senegalensis  LC

Родина: Pellorneidae
- Тимелія вохриста, Illadopsis fulvescens  LC
- Тимелія сірощока, Illadopsis rufipennis  LC
- Тимелія гірська, Illadopsis pyrrhoptera  LC
- Тимелія сіроголова, Illadopsis albipectus  LC

Родина: Leiothrichidae

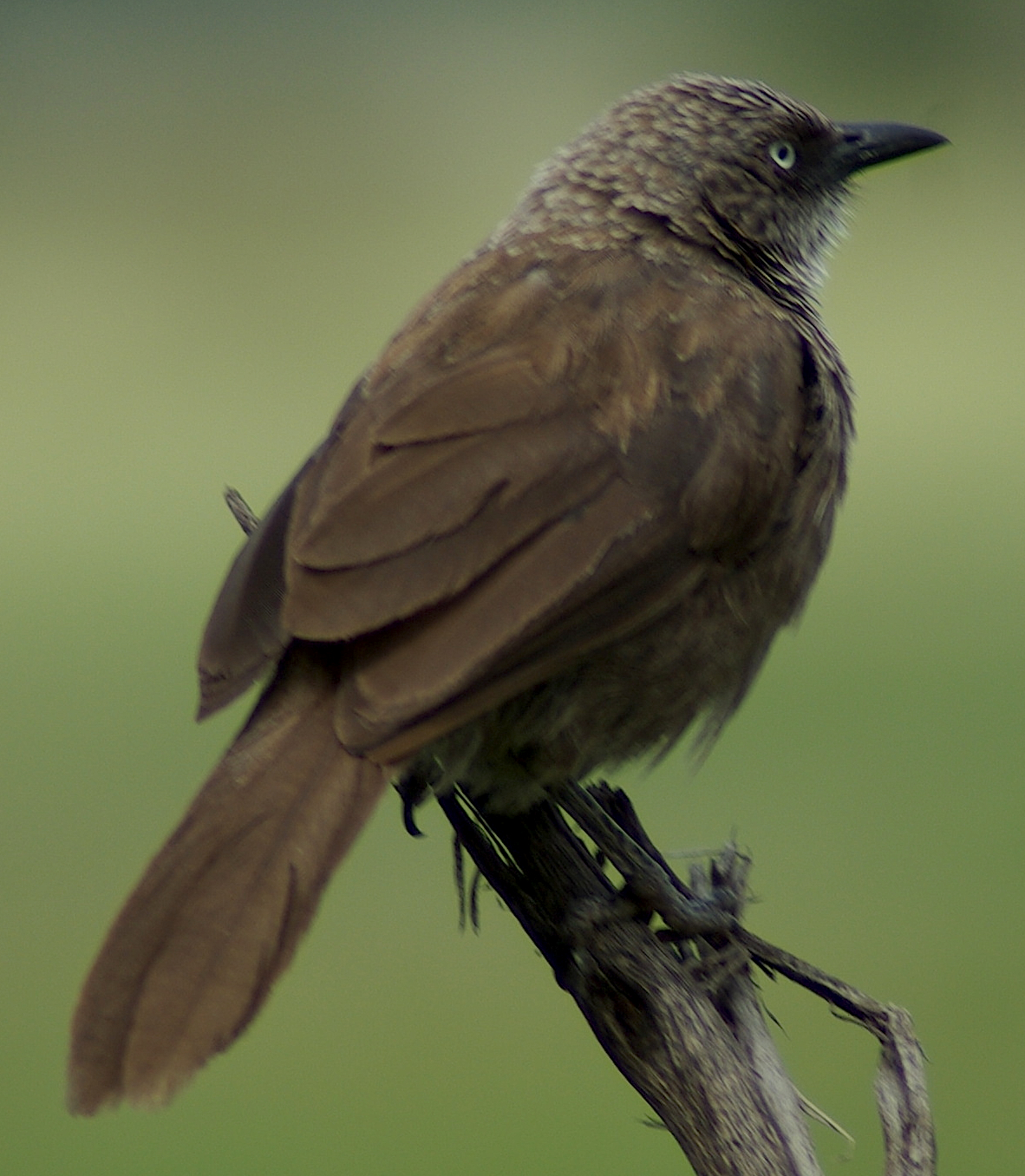
Кратеропа маскова

- Кратеропа брунатна, Argya aylmeri  LC
- Кратеропа руда, Argya rubiginosa  LC
- Кратеропа маскова, Turdoides sharpei  LC
- Кратеропа сомалійська, Turdoides squamulata  LC
- Кратеропа рябогруда, Turdoides hypoleuca  LC
- Кратеропа кенійська, Turdoides hindei (E)  VU
- Кратеропа саванова, Turdoides plebejus  LC
- Кратеропа бура, Turdoides jardineii  LC

Родина: Підкоришникові
- Гримперія африканська, Salpornis salvadori  LC

Родина: Ґедзеїдові
- Ґедзеїд червонодзьобий, Buphagus erythrorynchuss  LC
- Ґедзеїд жовтодзьобий, Buphagus africanus  LC

Родина: Шпакові

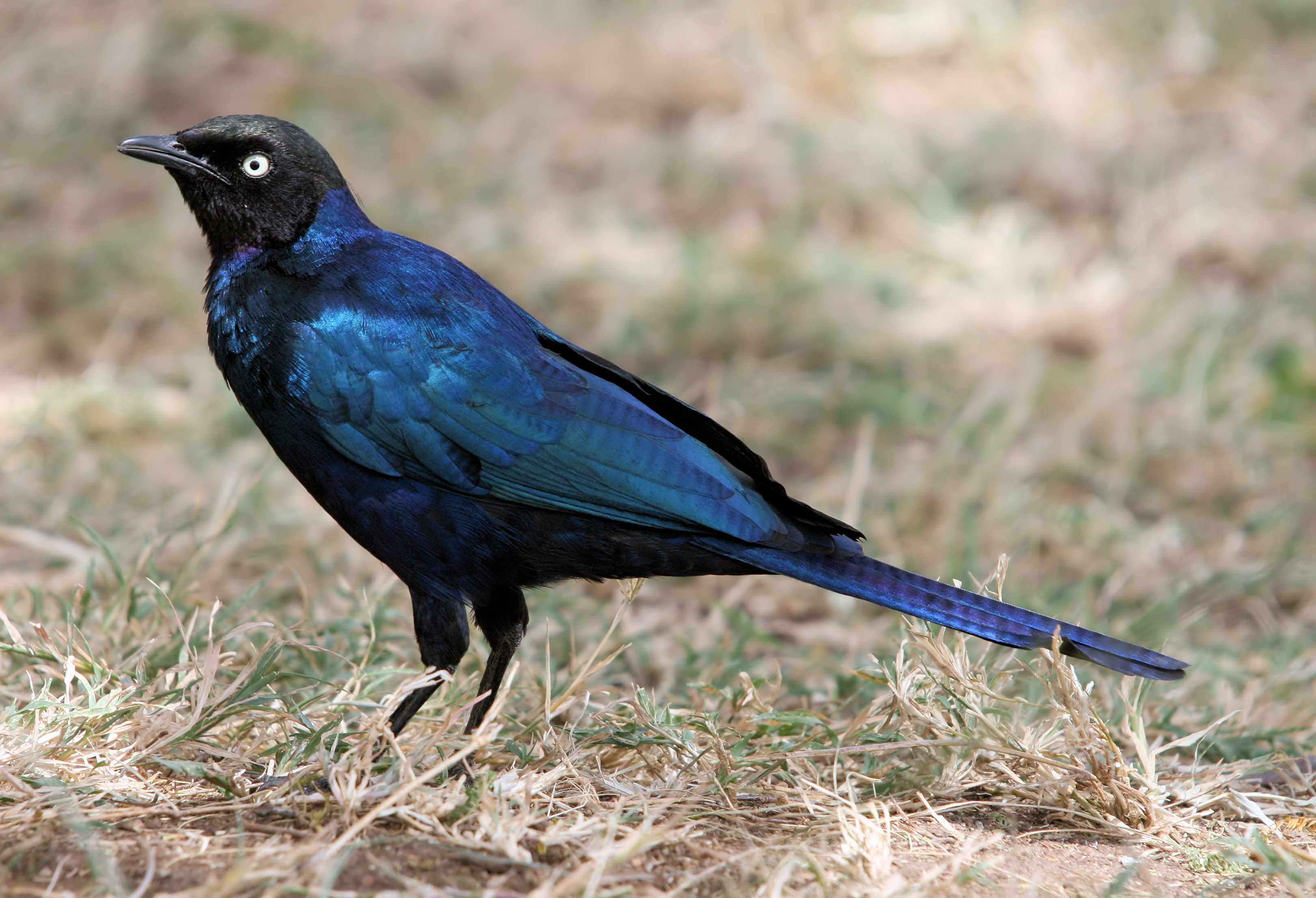
Мерл бронзовоголовий

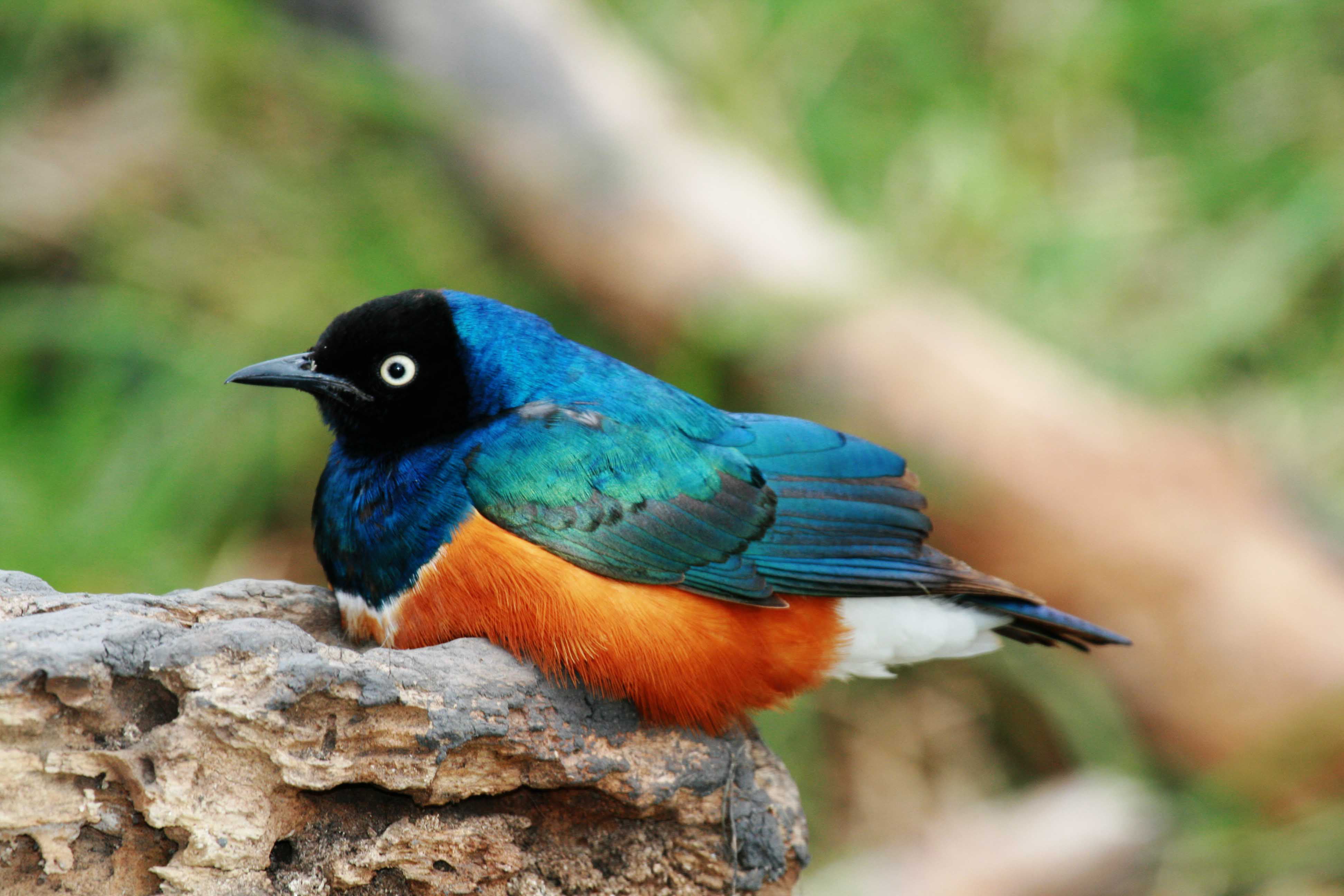
Мерл багатобарвний — один з найяскравіших птахів Кенії.

- Шпак жовтоголовий, Creatophora cinerea  LC
- Шпак-куцохвіст аметистовий, Cinnyricinclus leucogaster  LC
- Моріо тонкодзьобий, Onychognathus tenuirostris  LC
- Моріо рудокрилий, Onychognathus morio  LC
- Моріо малий, Onychognathus walleri  LC
- Моріо кенійський, Onychognathus salvadorii  LC
- Шпак ефіопський, Speculipastor bicolor  LC
- Шпак-куцохвіст рудочеревий, Poeoptera sharpii  LC
- Шпак-куцохвіст кенійський, Poeoptera femoralis  VU
- Шпак-гострохвіст угандійський, Poeoptera stuhlmanni  LC
- Шпак-гострохвіст кенійський, Poeoptera kenricki  LC
- Мерл чорночеревий, Notopholia corusca  LC
- Мерл пурпуровоголовий, Hylopsar purpureiceps  LC
- Мерл кенійський, Lamprotornis hildebrandti  LC
- Мерл сомалійський, Lamprotornis shelleyi  LC
- Мерл бронзовоголовий, Lamprotornis purpuroptera  LC
- Мерл попелястий, Lamprotornis unicolor  LC
- Мерл темнощокий, Lamprotornis splendidus  LC
- Мерл золотогрудий, Lamprotornis regius  LC
- Мерл багатобарвний, Lamprotornis superbus  LC
- Мерл строкатий, Lamprotornis albicapillus  LC
- Мерл сірий, Lamprotornis fischeri  LC
- Мерл синьощокий, Lamprotornis chloropterus  LC
- Мерл міомбовий, Lamprotornis elisabeth  LC
- Мерл зелений, Lamprotornis chalybaeus  LC
- Мерл пурпуровий, Lamprotornis purpureus  LC
- Мерл бронзовохвостий, Lamprotornis chalcurus  LC

Родина: Дроздові
- Вагал рудохвостий, Neocossyphus rufus  LC
- Вагал білохвостий, Neocossyphus poensis  LC
- Квічаль плямистий, Geokichla guttata  VU
- Квічаль абісинський, Geokichla piaggiae  LC
- Квічаль помаранчевий, Geokichla gurneyi  LC
- Дрізд абісинський, Turdus abyssinicus  LC
- Дрізд таїтайський, Turdus helleri (E)  CR
- Дрізд танзанійський, Turdus tephronotus  LC
- Дрізд африканський, Turdus pelios  LC

Родина: Мухоловкові

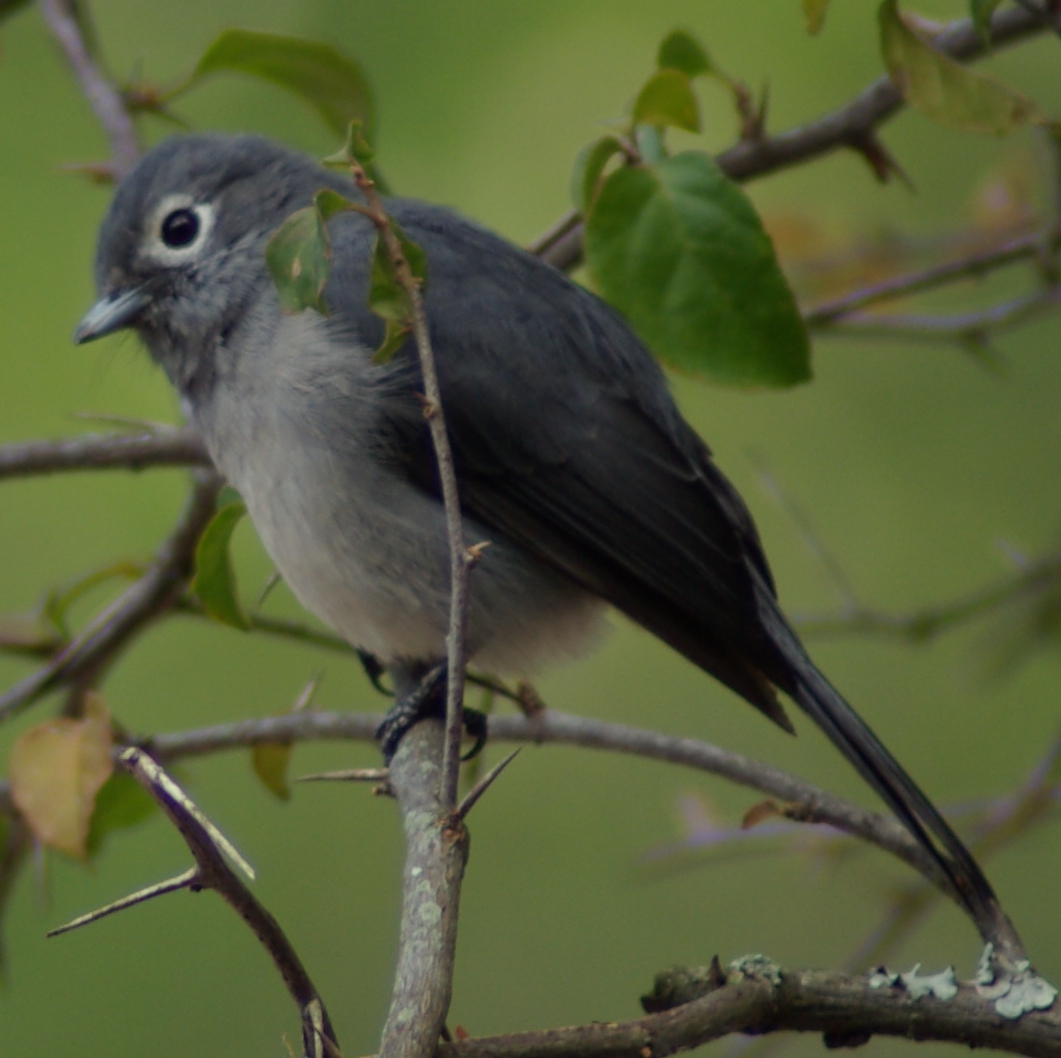
Мухарка сіровола

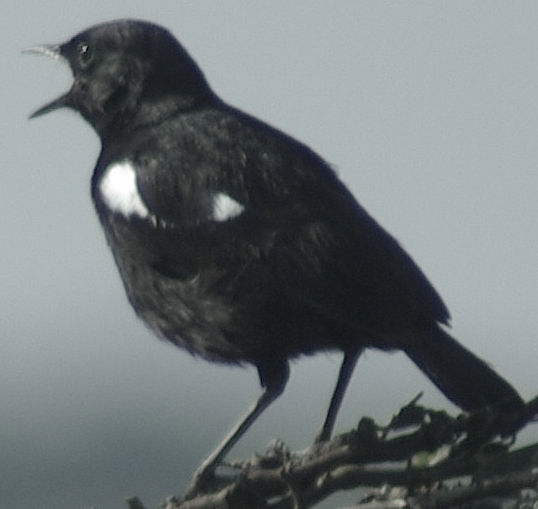
Смолярик чорний в Масаї-Мара

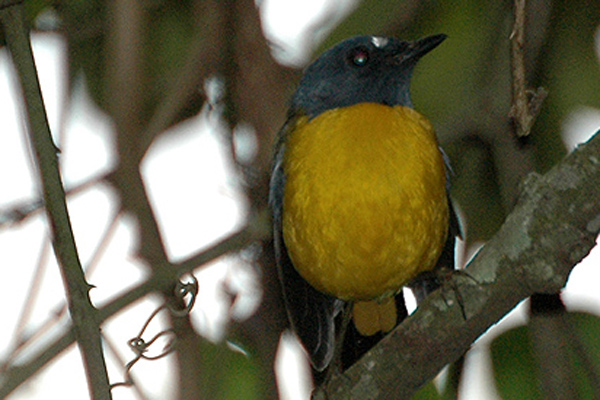
Колоратка чорногорла

- Мухоловка темна, Muscicapa adusta  LC
- Мухоловка сіра, Muscicapa striata  LC
- Мухоловка попеляста, Muscicapa caerulescens  LC
- Мухоловка акацієва, Muscicapa gambagae  LC
- Мухоловка болотяна, Muscicapa aquatica  LC
- Мухоловка лендуйська, Muscicapa lendu  VU
- Мухарка попеляста, Melaenornis microrhynchus  LC
- Мухарка бліда, Agricola pallidus  LC
- Мухоловка сива, Myioparus plumbeus  LC
- Мухарка сріблиста, Empidornis semipartitus  LC
- Мухарка чорна, Melaenornis edolioides  LC
- Мухарка південна, Melaenornis pammelaina  LC
- Мухарка сіровола, Melaenornis fischeri  LC
- Альзакола білогорла, Cercotrichas quadrivirgata  LC
- Альзакола рудохвоста, Cercotrichas galactotes  LC
- Альзакола саванова, Cercotrichas hartlaubi  LC
- Альзакола білоброва, Cercotrichas leucophrys  LC
- Золотокіс садовий, Cossypha caffra  LC
- Золотокіс синьоплечий, Cossypha cyanocampter  LC
- Акалат білобровий, Cossypha polioptera  LC
- Золотокіс рудочеревий, Cossypha semirufa  LC
- Золотокіс білобровий, Cossypha heuglini  LC
- Золотокіс рудоголовий, Cossypha natalensis  LC
- Золотокіс сіроголовий, Cossypha niveicapilla  LC
- Тирч вохристоволий, Cichladusa arquata  LC
- Тирч плямистоволий, Cichladusa guttata  LC
- Колоратка чорногорла, Pogonocichla stellata  LC
- Червеняк білобровий, Chamaetylas poliocephala  LC
- Колоратка лісова, Stiphrornis erythrothorax (A)  LC
- Акалат білочеревий, Sheppardia aequatorialis  LC
- Акалат сіробровий, Sheppardia gunningi  NT
- Соловейко білогорлий, Irania gutturalis  LC
- Соловейко східний, Luscinia luscinia  LC
- Соловейко західний, Luscinia megarhynchos  LC
- Мухоловка кавказька, Ficedula semitorquata  LC
- Мухоловка строката, Ficedula hypoleuca (A)  LC
- Мухоловка білошия, Ficedula albicollis (A)  LC
- Горихвістка звичайна, Phoenicurus phoenicurus  LC
- Скеляр малий, Monticola rufocinereus  LC
- Скеляр строкатий, Monticola saxatilis  LC
- Трав'янка лучна, Saxicola rubetra  LC
- Трав'янка чорноголова, Saxicola torquatus  LC
- Трактрак темний, Pinarochroa sordida  LC
- Камінчак рудочеревий, Thamnolaea cinnamomeiventris  LC
- Смолярик чорний, Myrmecocichla nigra  LC
- Смолярик бурий, Myrmecocichla aethiops  LC
- Кам'янка звичайна, Oenanthe oenanthe  LC
- Кам'янка чорнолоба, Oenanthe pileata  LC
- Кам'янка попеляста, Oenanthe isabellina  LC
- Кам'янка брунатна, Oenanthe heuglinii  LC
- Кам'янка пустельна, Oenanthe deserti (A)  LC
- Кам'янка лиса, Oenanthe pleschanka  LC
- Кам'янка іспанська, Oenanthe hispanica (A)  LC
- Трактрак рудохвостий, Oenanthe familiaris  LC
- Трактрак бурохвостий, Oenanthe scotocerca  LC
- Oenanthe lugubris  LC
- Кам'янка чорноспинна, Oenanthe lugens  LC

Родина: Modulatricidae
- Какамега, Kakamega poliothorax  LC

Родина: Нектаркові

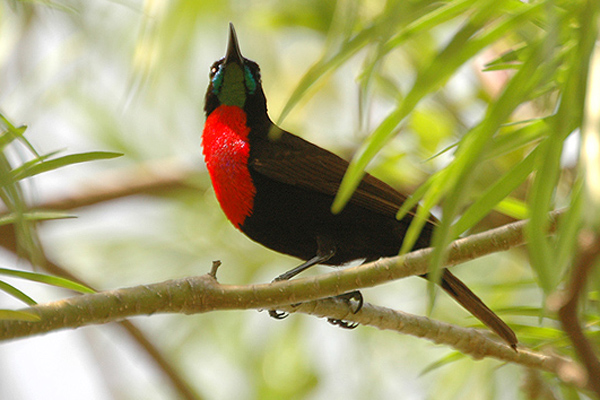
Нектарець червоноволий

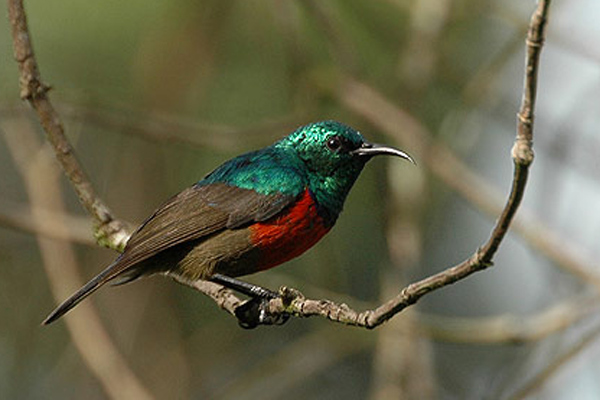
Маріка північна

- Саїманга синьогорла, Anthreptes reichenowi  LC
- Саїманга фіолетова, Anthreptes longuemarei  LC
- Саїманга пурпурова, Anthreptes orientalis  LC
- Саїманга улугуруйська, Anthreptes neglectus  LC
- Anthreptes tephrolaemus  LC
- Саїманга зеленовола, Hedydipna collaris  LC
- Саїманга західна, Hedydipna platura  LC
- Саїманга аманійська, Hedydipna pallidigaster  EN
- Нектарик зеленоголовий, Cyanomitra verticalis  LC
- Нектарик синьогорлий, Cyanomitra cyanolaema  LC
- Нектарик оливковий, Cyanomitra olivacea  LC
- Нектарик сірий, Cyanomitra veroxii  LC
- Нектарець зеленогорлий, Chalcomitra rubescens  LC
- Нектарець аметистовий, Chalcomitra amethystina  LC
- Нектарець червоноволий, Chalcomitra senegalensis  LC
- Нектарець сомалійський, Chalcomitra hunteri  LC
- Нектарка золотоголова, Nectarinia tacazze  LC
- Нектарка бронзова, Nectarinia kilimensis  LC
- Нектарка малахітова, Nectarinia famosa  LC
- Нектарка червонобока, Nectarinia johnstoni  LC
- Нектарка золотокрила, Drepanorhynchus reichenowi  LC
- Маріка смарагдова, Cinnyris chloropygius  LC
- Маріка північна, Cinnyris reichenowi  LC
- Маріка синьогуза, Cinnyris mediocris  LC
- Маріка узамбарська, Cinnyris usambaricus  NT
- Маріка-ельф, Cinnyris pulchellus  LC
- Маріка чорнокрила, Cinnyris mariquensis  LC
- Маріка суданська, Cinnyris erythrocercus  LC
- Маріка чорночерева, Cinnyris nectarinioides  LC
- Маріка пурпуровосмуга, Cinnyris bifasciatus  LC
- Маріка кенійська, Cinnyris tsavoensis  LC
- Маріка фіолетововола, Cinnyris chalcomelas  LC
- Маріка райдужна, Cinnyris bouvieri  LC
- Маріка блискотлива, Cinnyris habessinicus  LC
- Маріка-білозір, Cinnyris superbus  LC
- Маріка різнобарвна, Cinnyris venustus  LC
- Маріка міднобарвна, Cinnyris cupreus  LC

Родина: Ткачикові

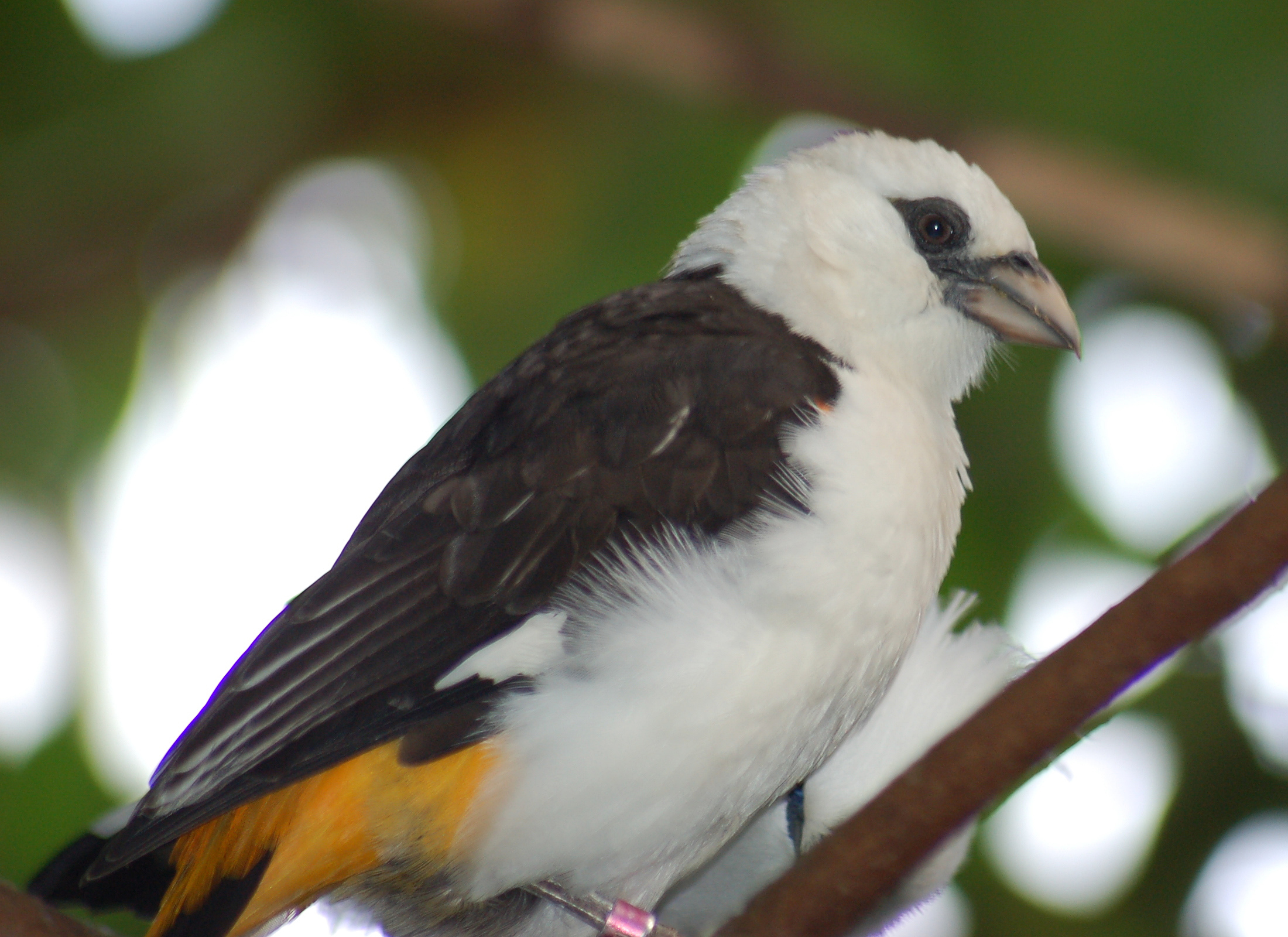
Білоглавий ткаць-буйвол

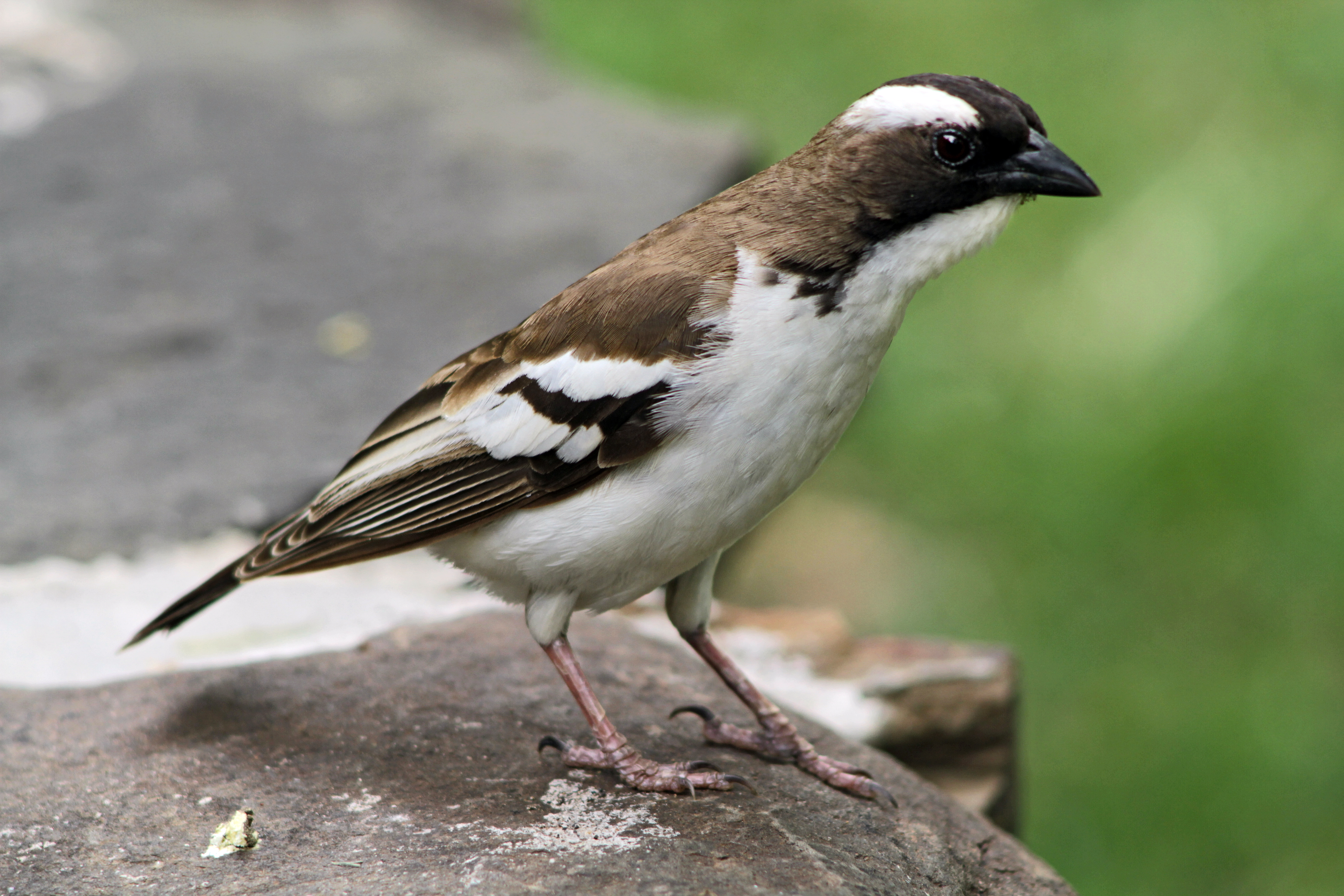
Горобець-білокрилий ткач

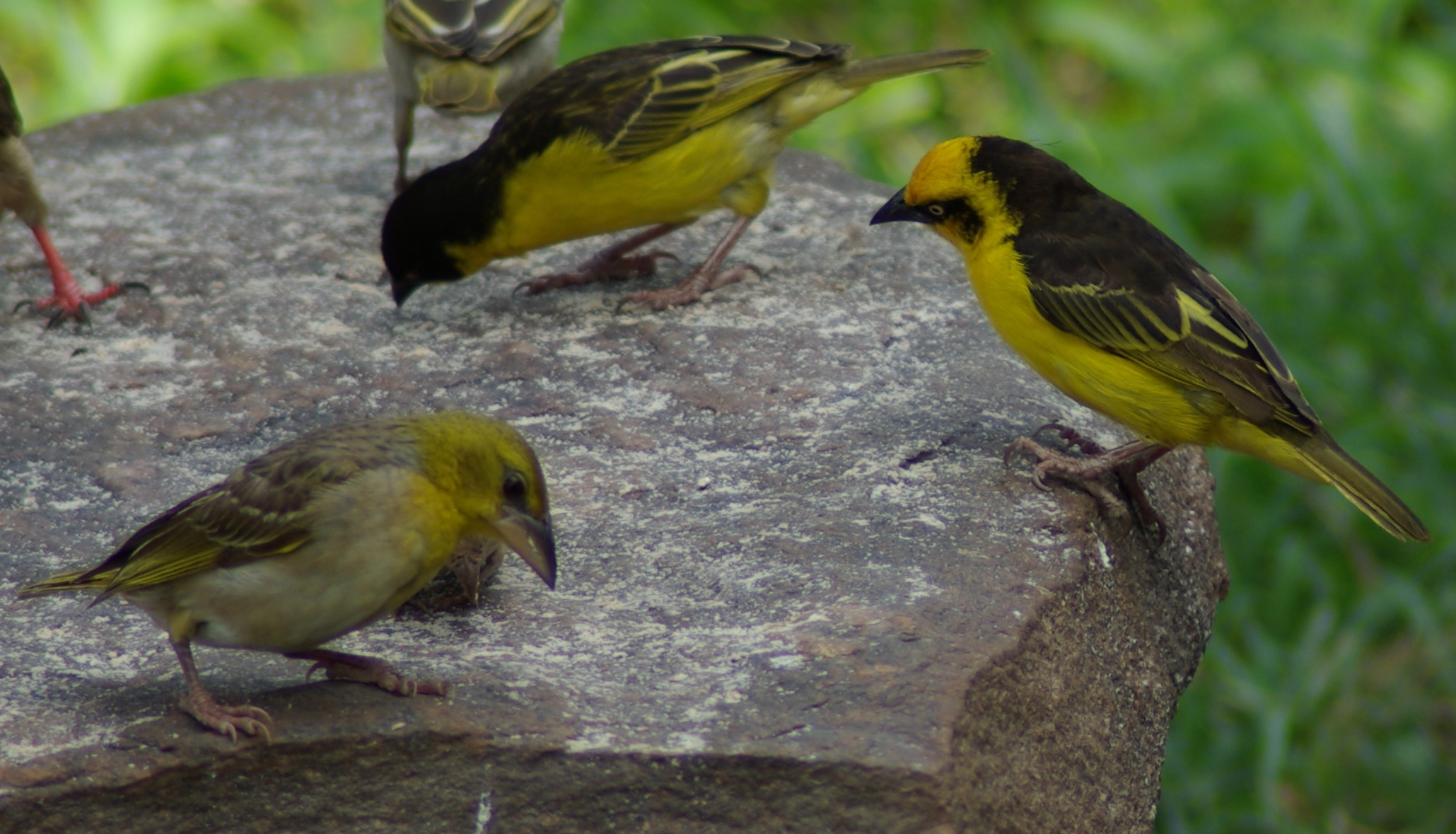
Ці ткачі баглафехтів (чорно-жовті) та сільські ткачі (бліді) зібралися біля годівниці на Масаї-Марі.

- Алекто білодзьобий, Bubalornis albirostris  LC
- Алекто червонодзьобий, Bubalornis niger  LC
- Алекто білоголовий, Dinemellia dinemelli  LC
- Магалі-вусань північний, Sporopipes frontalis  LC
- Магалі білобровий, Plocepasser mahali  LC
- Магалі рудоголовий, Plocepasser superciliosus  LC
- Магалі чагарниковий, Plocepasser donaldsoni  LC
- Магалі танзанійський, Histurgops ruficauda (A)  LC
- Громадник сіроголовий, Pseudonigrita arnaudi  LC
- Громадник чорноголовий, Pseudonigrita cabanisi  LC
- Малімб червоношиїй, Malimbus rubricollis  LC
- Малімб червоноголовий, Anaplectes rubriceps  LC
- Ткачик золотолобий, Ploceus baglafecht  LC
- Ткачик малий, Ploceus luteolus  LC
- Ткачик тонкодзьобий, Ploceus pelzelni  LC
- Ткачик короткокрилий, Ploceus nigricollis  LC
- Ткачик чорногорлий, Ploceus ocularis  LC
- Ткачик чорночеревий, Ploceus melanogaster  LC
- Ткачик золотий, Ploceus subaureus  LC
- Ткачик шафрановий, Ploceus xanthops  LC
- Ткачик королівський, Ploceus aurantius  LC
- Ткачик пальмовий, Ploceus bojeri  LC
- Ткачик рудоголовий, Ploceus castaneiceps  LC
- Ткачик очеретяний, Ploceus castanops  LC
- Ткачик озерний, Ploceus taeniopterus  LC
- Ткачик савановий, Ploceus intermedius  LC
- Ткачик акацієвий, Ploceus vitellinus  LC
- Ткачик масковий, Ploceus heuglini  LC
- Ткачик рудощокий, Ploceus galbula (A)  LC
- Ткачик сомалійський, Ploceus spekei  LC
- Ткачик західний, Ploceus nigerrimus  LC
- Ткачик великий, Ploceus cucullatus  LC
- Ткачик кенійський, Ploceus golandi (E)  EN
- Ткачик жовтоголовий, Ploceus dichrocephalus  LC
- Ткачик чорноголовий, Ploceus melanocephalus  LC
- Ткачик золотоспинний, Ploceus jacksoni  LC
- Ткачик каштановий, Ploceus rubiginosus  LC
- Ткачик трибарвний, Ploceus tricolor  LC
- Ткачик лісовий, Ploceus bicolor  LC
- Ткачик буроголовий, Ploceus insignis  LC
- Ткачик товстодзьобий, Ploceus superciliosus  LC
- Квелія кардиналова, Quelea cardinalis  LC
- Квелія червоноголова, Quelea erythrops  LC
- Квелія червонодзьоба, Quelea quelea  LC
- Вайдаг червоний, Euplectes franciscanus  LC
- Вайдаг вогнистий, Euplectes orix  LC
- Вайдаг занзібарський, Euplectes nigroventris  LC
- Вайдаг чорнокрилий, Euplectes hordeaceus  LC
- Вайдаг чорний, Euplectes gierowii  LC
- Вайдаг золотистий, Euplectes afer  LC
- Вайдаг діадемовий, Euplectes diadematus  LC
- Вайдаг товстодзьобий, Euplectes capensis  LC
- Вайдаг білокрилий, Euplectes albonotatus  LC
- Вайдаг жовтоплечий, Euplectes macroura  LC
- Вайдаг великий, Euplectes ardens  LC
- Вайдаг червоноплечий, Euplectes axillaris  LC
- Вайдаг болотяний, Euplectes hartlaubi  LC
- Вайдаг великохвостий, Euplectes progne  LC
- Вайдаг кенійський, Euplectes jacksoni  NT
- Ткачик білолобий, Amblyospiza albifrons  LC

Родина: Астрильдові

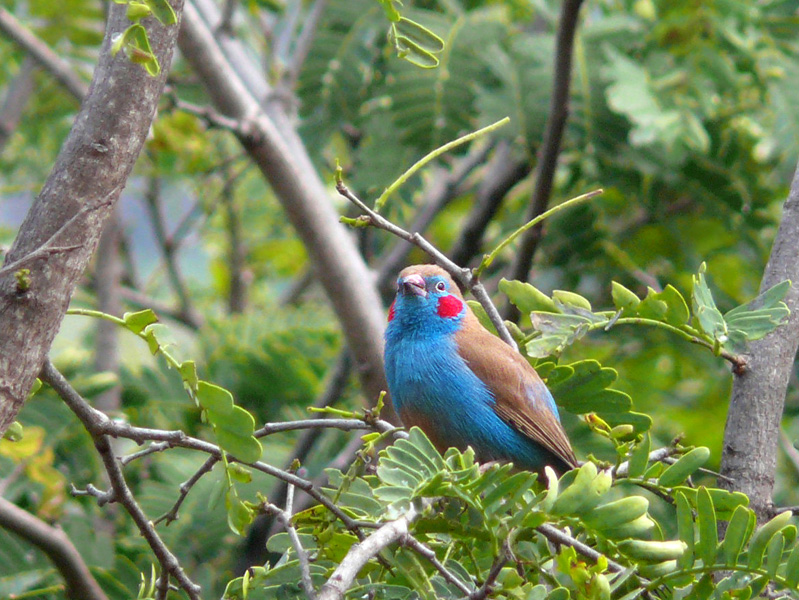
Астрильд-метелик червонощокий

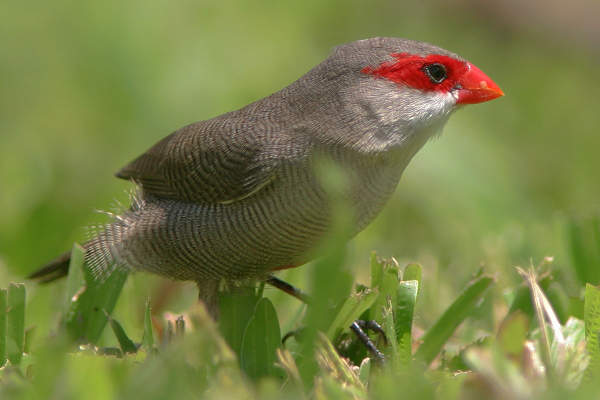
Астрильд смугастий

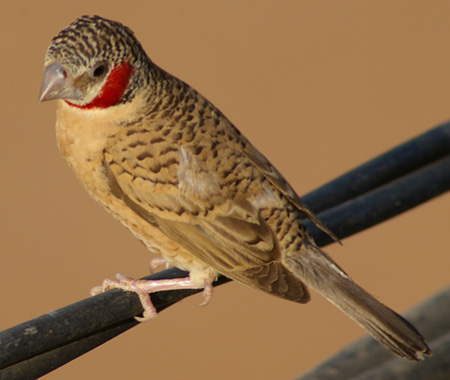
Амадина червоногорла

- Нігрита чорнолоба, Nigrita canicapillus  LC
- Нігрита білочерева, Nigrita fusconotus  LC
- Астрильд ефіопський, Coccopygia quartinia  LC
- Астрильд зелений, Mandingoa nitidula  LC
- Червоногуз ефіопський, Cryptospiza salvadorii  LC
- Астрильд болотяний, Estrilda paludicola  LC
- Астрильд червонокрилий, Estrilda rhodopyga  LC
- Астрильд сірий, Estrilda troglodytes  LC
- Астрильд смугастий, Estrilda astrild  LC
- Астрильд білочеревий, Estrilda nonnula  LC
- Астрильд червонобокий, Estrilda kandti  LC
- Астрильд чорнощокий, Brunhilda erythronotos  LC
- Астрильд рудогузий, Brunhilda charmosyna  LC
- Синьодзьоб червоноголовий, Spermophaga ruficapilla  LC
- Червонодзьоб чорночеревий, Pyrenestes ostrinus  LC
- Астрильд-метелик червонощокий, Uraeginthus bengalus  LC
- Астрильд-метелик синьоголовий, Uraeginthus cyanocephalus  LC
- Астрильд пурпуровий, Granatina ianthinogaster  LC
- Перлистик червоноволий, Hypargos niveoguttatus  LC
- Астрильд бурий, Clytospiza monteiri  LC
- Мельба строката, Pytilia melba  LC
- Мельба золотокрила, Pytilia afra  LC
- Амарант червонодзьобий, Lagonosticta senegala  LC
- Амарант савановий, Lagonosticta rufopicta  LC
- Амарант чорночеревий, Lagonosticta rara  LC
- Амарант червоний, Lagonosticta rubricata  LC
- Амарант рожевий, Lagonosticta rhodopareia  LC
- Амадина червоногорла, Amadina fasciata  LC
- Бенгалик золотогрудий, Sporaeginthus subflavus  LC
- Луговик чорнощокий, Ortygospiza fuscocrissa  LC
- Луговик червонощокий, Paludipasser locustella (A)  LC
- Сріблодзьоб сіроголовий, Spermestes griseicapilla  LC
- Сріблодзьоб чорноволий, Spermestes cucullata  LC
- Сріблодзьоб строкатий, Spermestes bicolor  LC
- Сріблодзьоб східний, Spermestes nigriceps  LC
- Сріблодзьоб великий, Spermestes fringilloides  LC
- Сріблодзьоб індійський, Euodice malabarica (I)  LC
- Сріблодзьоб чорногузий, Euodice cantans  LC

Родина: Вдовичкові

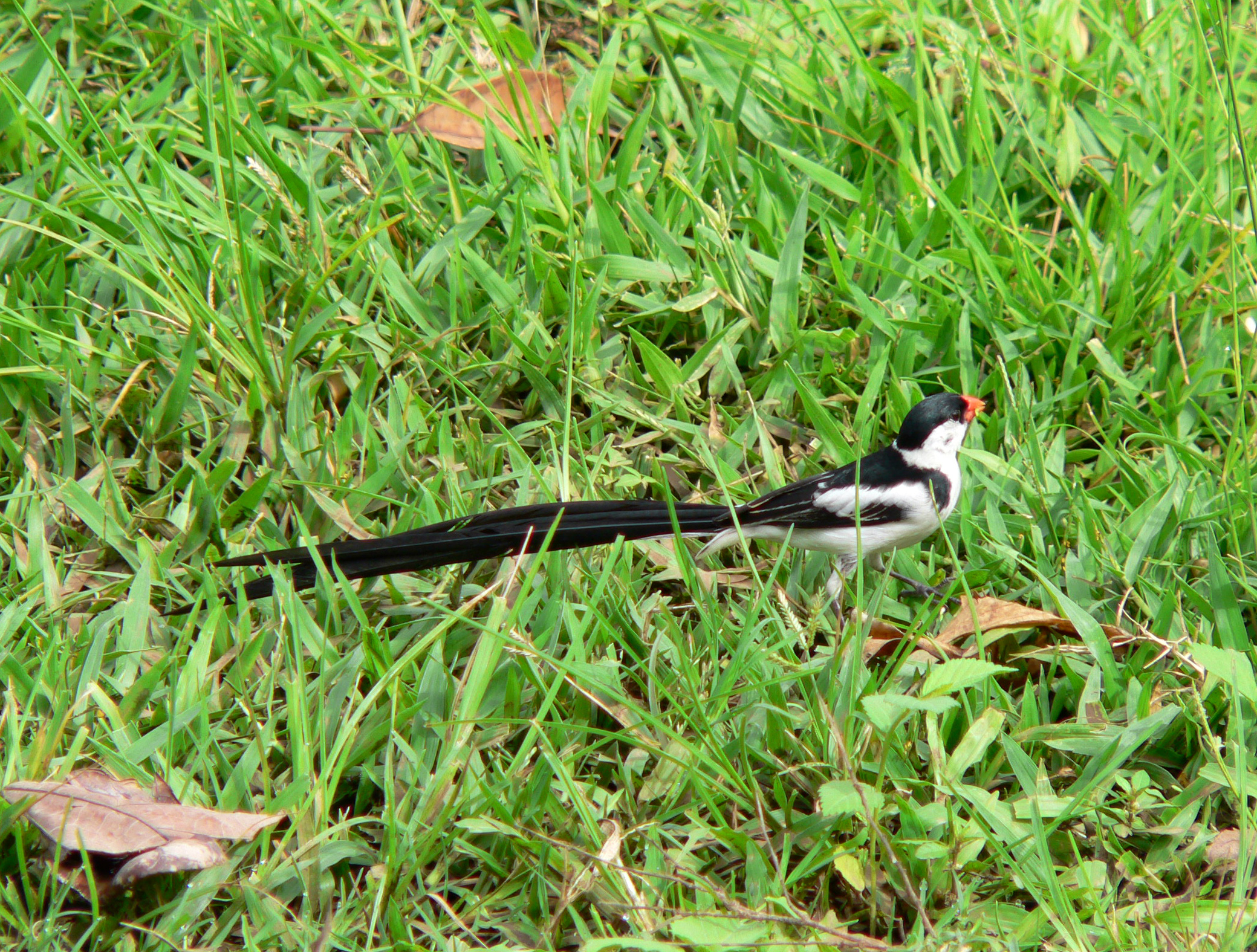
Вдовичка білочерева — один з найяскравіших птахів Кенії.

- Вдовичка білочерева, Vidua macroura  LC
- Вдовичка широкохвоста, Vidua obtusa  LC
- Вдовичка райська, Vidua paradisaea  LC
- Вдовичка сапфірова, Vidua hypocherina  LC
- Вдовичка світлохвоста, Vidua fischeri  LC
- Вдовичка червононога, Vidua chalybeata  LC
- Вдовичка фіолетова, Vidua funerea  LC
- Вдовичка пурпурова, Vidua purpurascens  LC
- Зозульчак, Anomalospiza imberbis  LC

Родина: Горобцеві

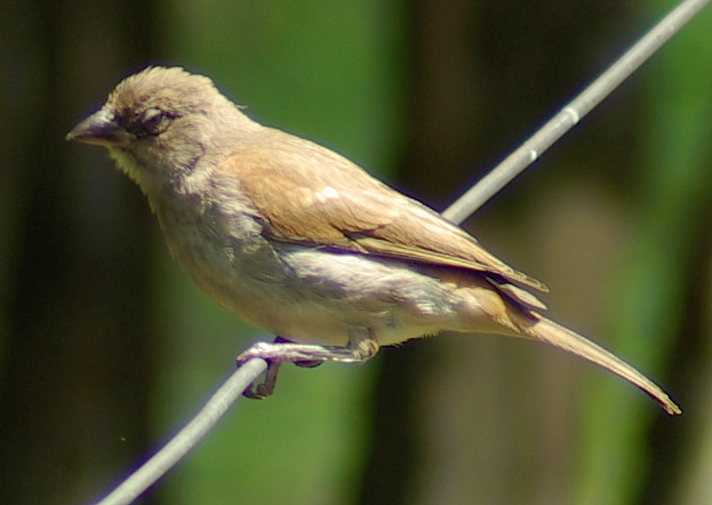
Горобець суахільський

- Горобець хатній, Passer domesticus (I)  LC
- Горобець рудоголовий, Passer castanopterus  LC
- Горобець кенійський, Passer rufocinctus  LC
- Горобець ефіопський, Passer shelleyi  LC
- Горобець сіроголовий, Passer griseus  LC
- Горобець сірий, Passer swainsonii  LC
- Горобець товстодзьобий, Passer gongonensis  LC
- Горобець суахільський, Passer suahelicus  LC
- Горобець іржастий, Passer eminibey  LC
- Горобець сахелевий, Gymnoris pyrgita  LC

Родина: Плискові

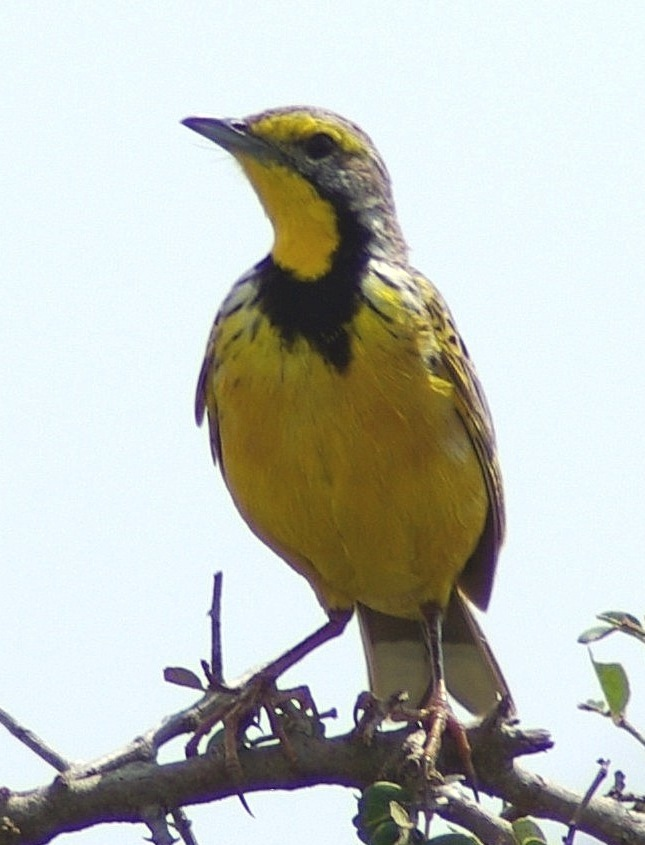
Пікулик жовтогорлий трапляється в південно-західній, південно-центральній Кенії і на узбережжі.

- Плиска капська, Motacilla capensis  LC
- Плиска ефіопська, Motacilla clara  LC
- Плиска гірська, Motacilla cinerea  LC
- Плиска жовта, Motacilla flava  LC
- Плиска строката, Motacilla aguimp  LC
- Плиска біла, Motacilla alba  LC
- Щеврик рудий, Anthus cinnamomeus  LC
- Щеврик довгодзьобий, Anthus similis  LC
- Щеврик польовий, Anthus campestris (A)  LC
- Щеврик-велет, Anthus leucophrys  LC
- Щеврик блідий, Anthus vaalensis  LC
- Щеврик береговий, Anthus melindae  LC
- Щеврик смугастий, Anthus lineiventris  LC
- Щеврик лісовий, Anthus trivialis  LC
- Щеврик червоногрудий, Anthus cervinus  LC
- Щеврик чагарниковий, Anthus caffer  LC
- Щеврик білогорлий, Anthus sokokensis  EN
- Щеврик золотистий, Tmetothylacus tenellus  LC
- Єрник кенійський, Hemimacronyx sharpei (E)  EN
- Пікулик жовтогорлий, Macronyx croceus  LC
- Пікулик золотогорлий, Macronyx aurantiigula  LC
- Пікулик червоногорлий, Macronyx ameliae  LC

Родина: В'юркові

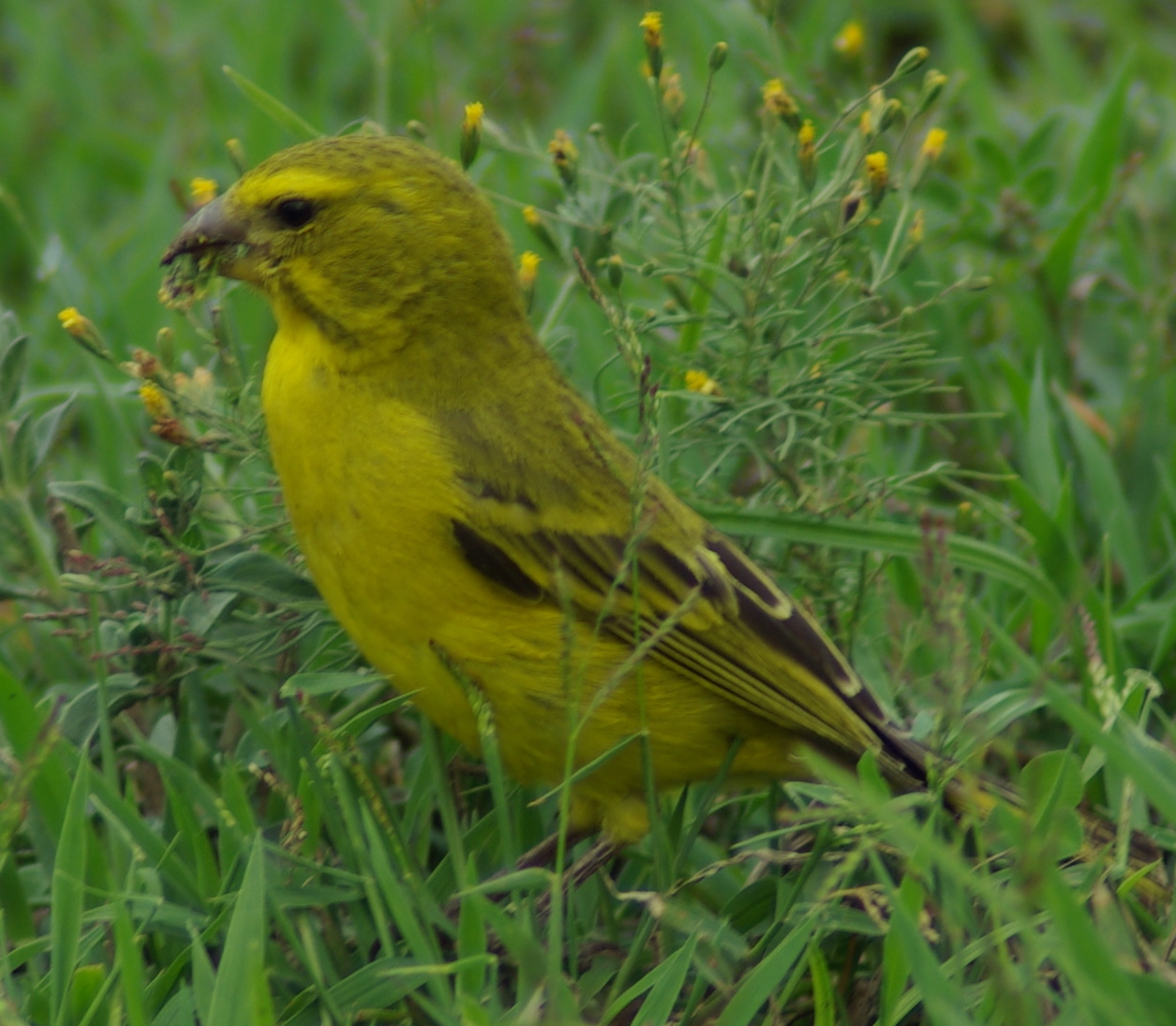
Щедрик акацієвий

- Івуд, Linurgus olivaceus  LC
- Щедрик жовтолобий, Crithagra mozambica  LC
- Щедрик масковий, Crithagra citrinelloides  LC
- Щедрик діадемовий, Crithagra frontalis  LC
- Щедрик східний, Crithagra hyposticta  LC
- Щедрик папірусовий, Crithagra koliensis  LC
- Щедрик чорногорлий, Crithagra atrogularis  LC
- Щедрик буроволий, Crithagra reichenowi  LC
- Щедрик білочеревий, Crithagra dorsostriata  LC
- Щедрик великодзьобий, Crithagra donaldsoni  LC
- Щедрик південний, Crithagra buchanani  LC
- Щедрик акацієвий, Crithagra sulphurata  LC
- Щедрик строкатий, Crithagra striolata  LC
- Щедрик товстодзьобий, Crithagra burtoni  LC
- Crithagra canicapilla  LC
- Crithagra striatipectus  LC
- Щедрик цитриновий, Serinus flavivertex  LC

Родина: Вівсянкові
- Вівсянка бурогуза, Emberiza affinis  LC
- Вівсянка садова, Emberiza hortulana (A)  LC
- Вівсянка жовточерева, Emberiza flaviventris  LC
- Вівсянка сомалійська, Emberiza poliopleura  LC
- Вівсянка каштанова, Emberiza tahapisi  LC
- Вівсянка строкатоголова, Emberiza striolata  LC